# Cadillac
Cadillac ist ein US-amerikanischer Hersteller von Automobilen. Das 1902 gegründete Unternehmen gehört seit den 1910er Jahren zu General Motors und beschränkt sich auf das Premiumsegment.
In der Zeit vor dem Zweiten Weltkrieg präsentierte Cadillac vor allem außergewöhnliche Konstruktionen. Dazu gehören der erste in Großserie produzierte V8-Ottomotor (ab 1914) und eine Reihe von Oberklassefahrzeugen mit Sechzehnzylinder-Ottomotoren, die in den 1930er-Jahren entstanden. Zu dieser Zeit unterhielt Cadillac auch eine Schwestermarke mit der Bezeichnung LaSalle und stand in Konkurrenz zu Packard, Pierce-Arrow und Imperial. Heute konkurriert Cadillac auf dem Heimatmarkt mit Lincoln, der Premium-Sparte von Ford.

## Geschichte

### Die Anfangsjahre: Beziehungen zu Henry Ford

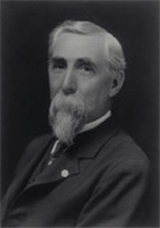
Henry Martyn Leland

Die Marke Cadillac geht auf die Detroit Automobile Company zurück, die 1899 von Henry Ford als erstem Automobilhersteller der Stadt Detroit gegründet worden war. Die Detroit Automobile Company war bereits zwei Jahre nach ihrer Gründung zahlungsunfähig. Nach einer Refinanzierung wurde das Unternehmen 1901 in Henry Ford Company umbenannt. Bereits ein Jahr später trennte sich Henry Ford von dem Unternehmen und gründete wenig später die Ford Motor Company, aus der in den folgenden Jahrzehnten der noch heute existierende, weltweit operierende Ford-Konzern wurde. Die Leitung der Henry Ford Company übernahm unterdessen der Manager Henry Martyn Leland, der das Unternehmen im August 1902 in Cadillac Motor Company umfirmierte. Namensgeber war der Franzose Antoine Laumet de La Mothe, Sieur de Cadillac, benannt nach dem südwestfranzösischen Ort Cadillac an der Gironde. Er hatte 1701 die Stadt Detroit (Michigan) gegründet. Leland gilt in der Automobilliteratur als der Gründer Cadillacs. In der Folgezeit übernahm er die Anteilsmehrheit am Unternehmen. 1909 verkaufte er Cadillac für einen Preis von 4,5 Mio US-$ an den General-Motors-Konzern. Leland gründete 1917 den Automobilhersteller Lincoln, der in einem ähnlichen Marktsegment positioniert war wie Cadillac. Nach fünf Jahren war Lincoln zahlungsunfähig. 1922 übernahm Ford das Unternehmen und gliederte es als Spitzenmarke in seinen Konzern ein.
Der erste Cadillac, der Cadillac Tonneau (rückwirkend auch: Model A), war ein kompaktes Automobil, das von einem unter dem Fahrersitz liegenden Einzylindermotor angetrieben wurde. Es hatte ein Zweigang-Planetengetriebe und Kettenantrieb. 1905 kam mit dem Model D ein vierzylindriges Auto hinzu, das in verschiedenen Abwandlungen bis 1909 verkauft wurde. In dieser Zeit bemühte sich Henry Leland besonders um Qualitätssicherung und Standardisierung. Um die Fertigungspräzision seines Unternehmens zu beweisen, ließ Leland 1908 in Großbritannien drei Cadillacs komplett zerlegen. Die Teile wurden untereinander gemischt. Danach bauten Mechaniker die Autos aus den unsortierten Teilen wieder zusammen und führten ohne Probleme eine 500 Meilen lange Probefahrt auf dem Kurs von Brooklands durch. Auf diesen Erfolg nahm das kurz darauf entwickelte Unternehmensmotto Standard of the world Bezug.

### Zwischen den Weltkriegen
General Motors positionierte Cadillac oberhalb der übrigen Konzernmarken wie Buick, Oakland, Oldsmobile und – ab 1918 – Chevrolet. 1914 debütierte im Type 51 der weltweit erste Achtzylinder-V-Motor, der in Serie produziert wurde. Cadillac bot diese Konstruktion in verschiedenen Abwandlungen bis 1924 an und fertigte davon insgesamt über 200.000 Stück.
Ende der 1920er-Jahre hatte Cadillac eine breit gefächerte Modellpalette, die unterschiedliche Preisklassen bediente. Die Series Eight mit V8- und die Series Twelve mit V12-Motoren waren werksseitig mit standardisierten Aufbauten ausgestattet, die die zum GM-Konzern gehörenden Karosseriehersteller Fisher und Fleetwood zulieferten. Ab 1927 erweiterte Cadillac seine Modellpalette nach unten. Ebenso wie manche Konkurrenten jener Zeit etablierte Cadillac dafür eine eigene Zweitmarke, die die Bezeichnung LaSalle erhielt. Die Fahrzeuge von LaSalle sollten die Lücke zwischen dem preiswertesten Cadillac und dem teuersten Buick schließen. Tatsächlich war die Marke LaSalle, die bis 1940 bestand, aber nur in wenigen Modelljahren erfolgreich.
Im Oberklassebereich kam ab 1930 neben dem Cadillac V-12 der Cadillac Series Sixteen hinzu, ein hochwertiges Fahrzeug mit einem gänzlich neu entwickelten, 7,4 Liter großen Sechzehnzylinder-V-Motor, für das in einigen Jahren bis zu 70 individuelle Aufbauten verfügbar waren. Einige von ihnen entstanden als Unikate, etwa der Imperial Club Sedan mit fünf Sitzplätzen von 1930. Die Fahrzeuge hatten Werksaufbauten, die Cadillac von Fisher und Fleetwood bezog. Unabhängige Karosseriebauunternehmen kleideten – anders als bei konkurrierenden Herstellern – nur wenige Chassis ein. Die Sechzehnzylindermodelle, die vor allem mit ähnlich motorisierten Fahrzeugen von Marmon und den Zwölfzylindermodellen von Lincoln, Packard und Pierce-Arrow konkurrierten, verkauften sich in den Jahren der Depression schlecht. Waren im ersten Jahr noch mehr als 3000 Exemplare entstanden, ließen sich in den folgenden Jahren meist nur noch niedrige drei-, teilweise auch nur zweistellige Stückzahlen absetzen. Ungeachtet dessen legte Cadillac zum Modelljahr 1938 mit dem Series 90 ein neu konstruiertes Sechzehnzylindermodell mit 7,1 Liter großem Motor auf, das bis 1940 im Programm blieb und in dieser Zeit etwa 500-mal gefertigt wurde. Diese großen Modellen waren allerdings nur Prestigeprojekte, die keinen Gewinn abwarfen und vor allem das Ziel verfolgten, die Marke in der Oberklasse zu etablieren.
Cadillac konnte sich in den 1930er-Jahren vor allem wegen der Series Eight am Markt halten, die 1936 in Series 60 umbenannt wurde. Diese bei markeninterner Betrachtung preiswerten Fahrzeuge, die ein Drittel der Sechzehnzylindermodelle kosteten, wurden regelmäßig in vierstelligen Stückzahlen pro Jahr gefertigt. Sie hatten attraktive Karosserien, die zeitweise denen von Buick entsprachen, zum Ende der 1930er-Jahre hin aber eigenständig wurden. Insbesondere der 1938er-Jahrgang, den Harley Earl entworfen hatte, gilt als besonders attraktiv. Seine Gestaltung, die auf Trittbretter verzichtete, eine niedrige Dachlinie aufwies und den Kofferraum in die Karosserie integrierte, beeinflusste das Erscheinungsbild von Automobilen des folgenden Jahrzehnts nachhaltig. Zwischen den Acht- und den Sechzehnzylindermodellen war eine Baureihe mit zwölf Zylindern positioniert, die zumeist nur dreistellige Produktionszahlen erreichte. Auch diese Fahrzeuge wurden werksseitig mit Aufbauten von Fisher oder Fleetwood ausgestattet.
In den 1930er-Jahren war Cadillac wie alle US-amerikanischen Automobilhersteller starken Absatzschwankungen ausgesetzt. Infolge der Depression sank der Absatz der Marke von 1928 bis 1933 um mehr als 80 Prozent. In der zweiten Hälfte der 1930er-Jahre wurden die Einbußen allerdings wieder wettgemacht. Cadillac führte in dieser Zeit regelmäßig technische Neuerungen ein, was dem Ruf der Marke zuträglich war. Hierzu gehörten Bremskraftverstärker (1933), hydraulische Bremsen (1936), die von Oldsmobile übernommene Getriebeautomatik 'Hydramatic' und die Klimaanlage (1941). 1941 setzte Cadillac mehr als 66.000 Fahrzeuge ab und stellte damit den Markenrekord auf. Im darauf folgenden Februar endete kriegsbedingt die zivile Automobilproduktion bei Cadillac. An ihre Stelle trat die Fertigung militärischer Fahrzeuge, unter ihnen Panzer.

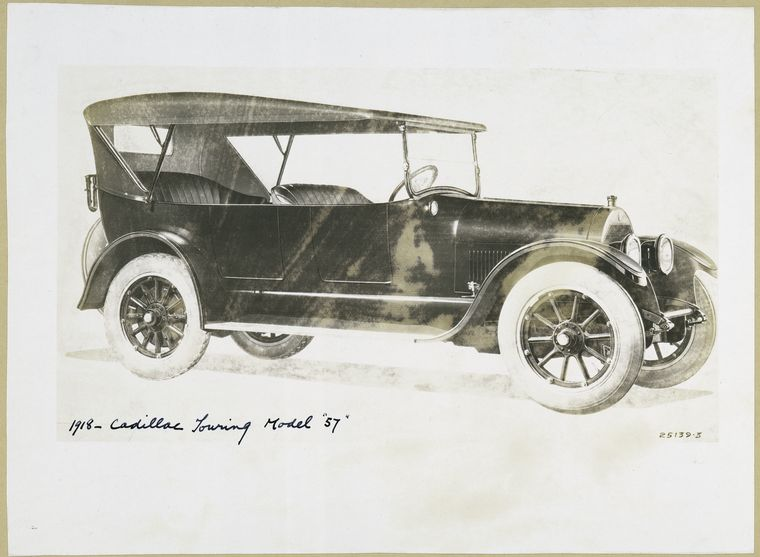
Mit V8-Motor: Cadillac Type 57 (1918)
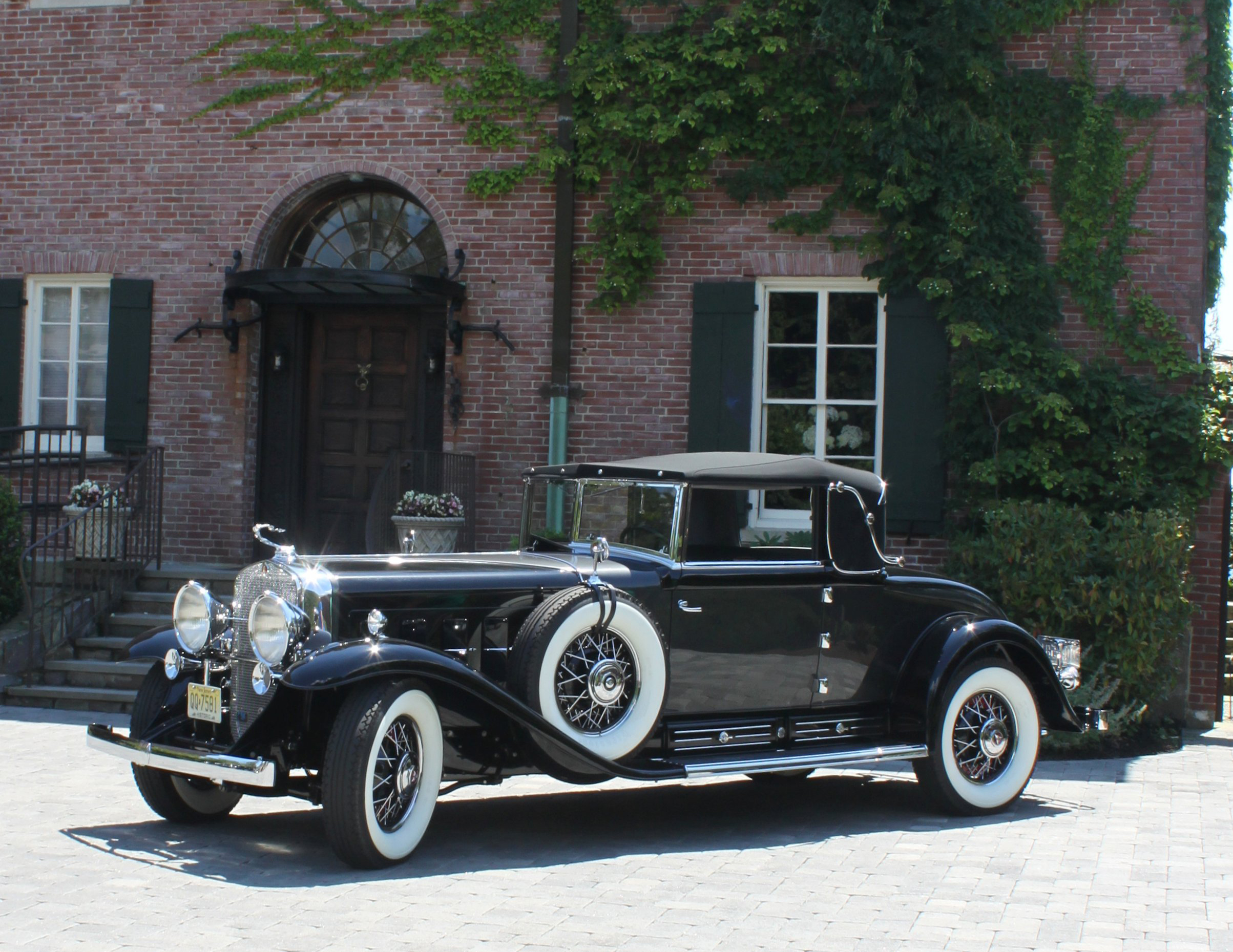
Oberklasse: Cadillac Series 16 Convertible von Fleetwood mit 16 Zylindern (1931)
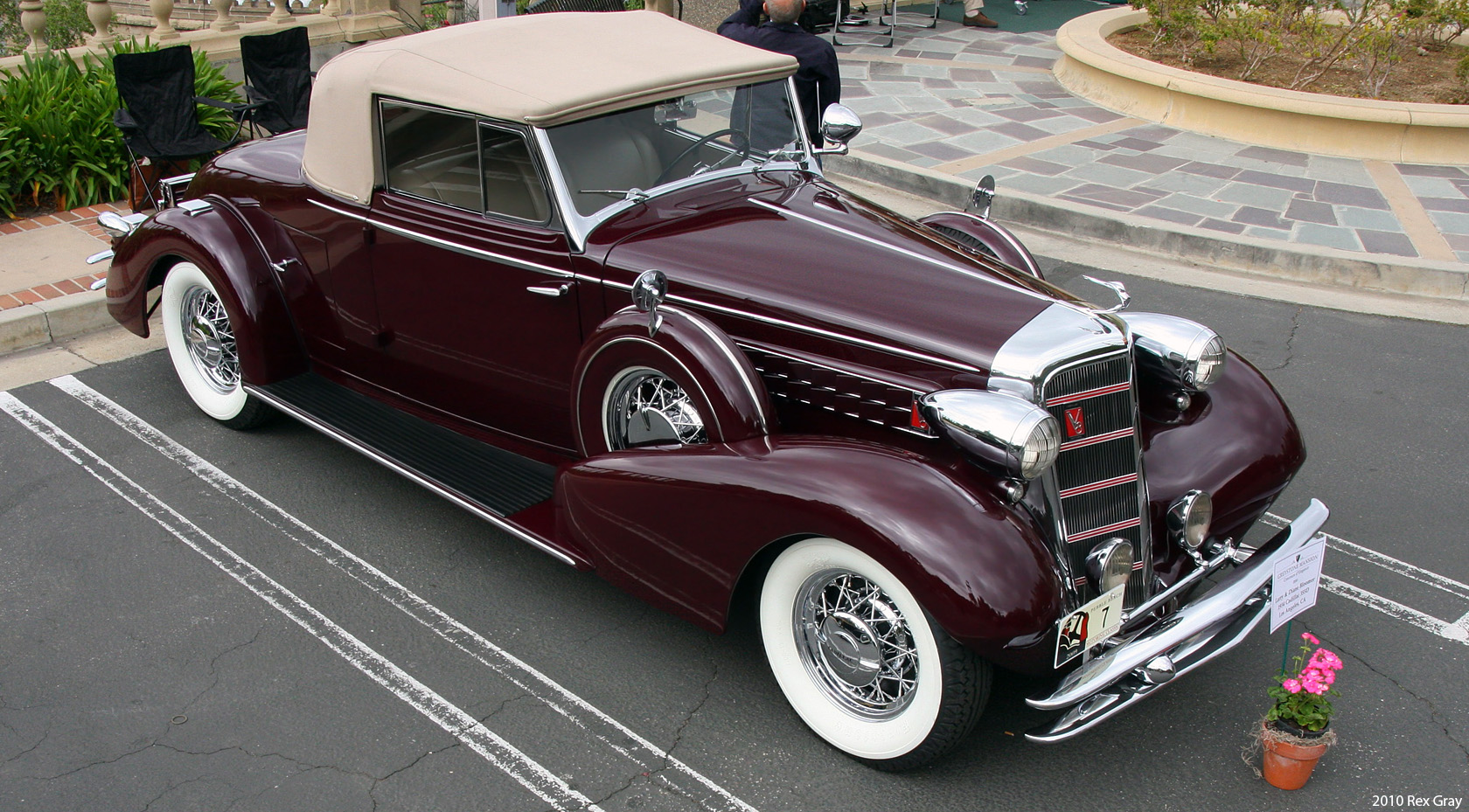
Cadillac 355 (1934)
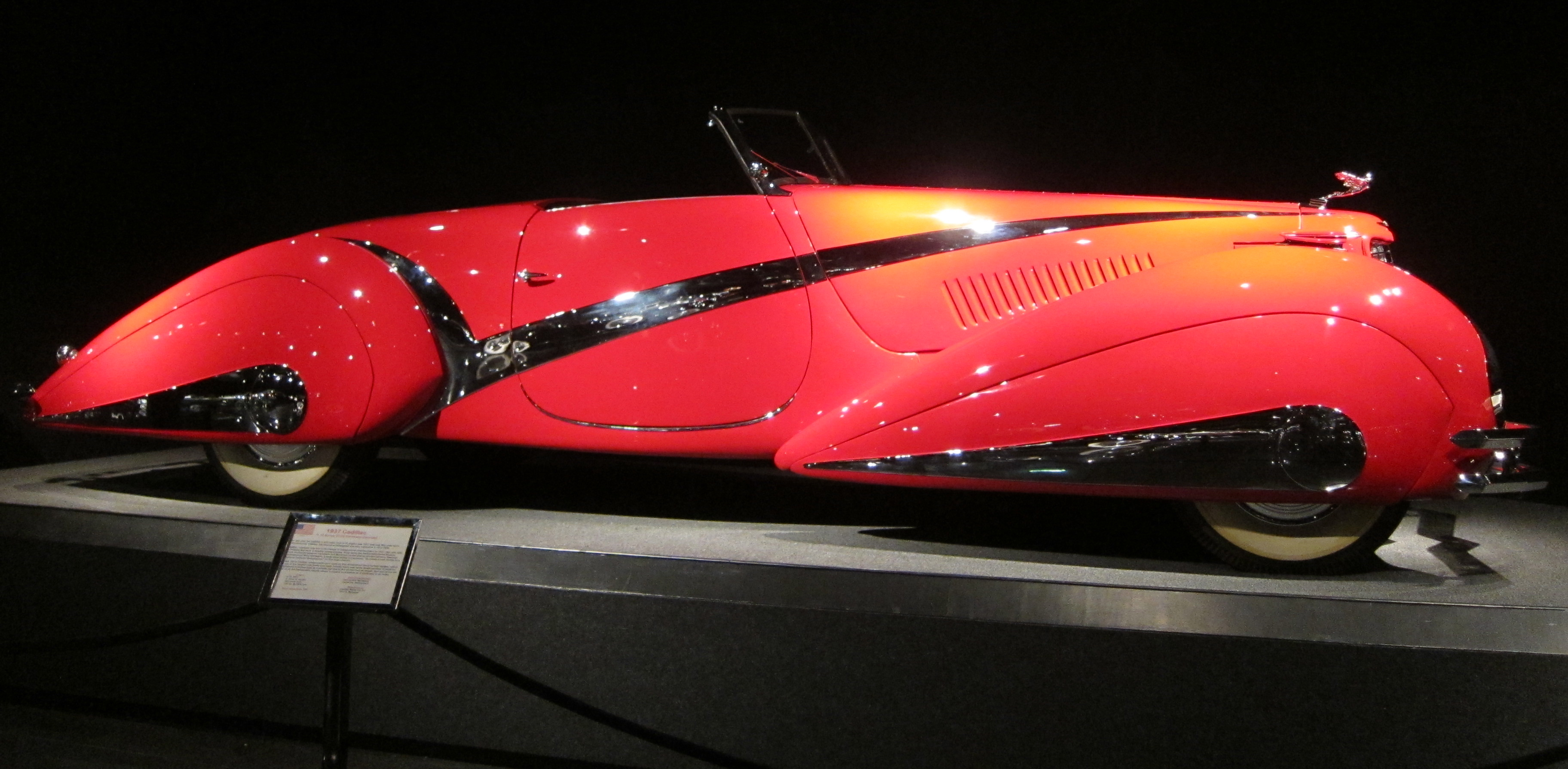
Cadillac V16 mit Schweizer Sonderkarosserie von Hartmann (1937)
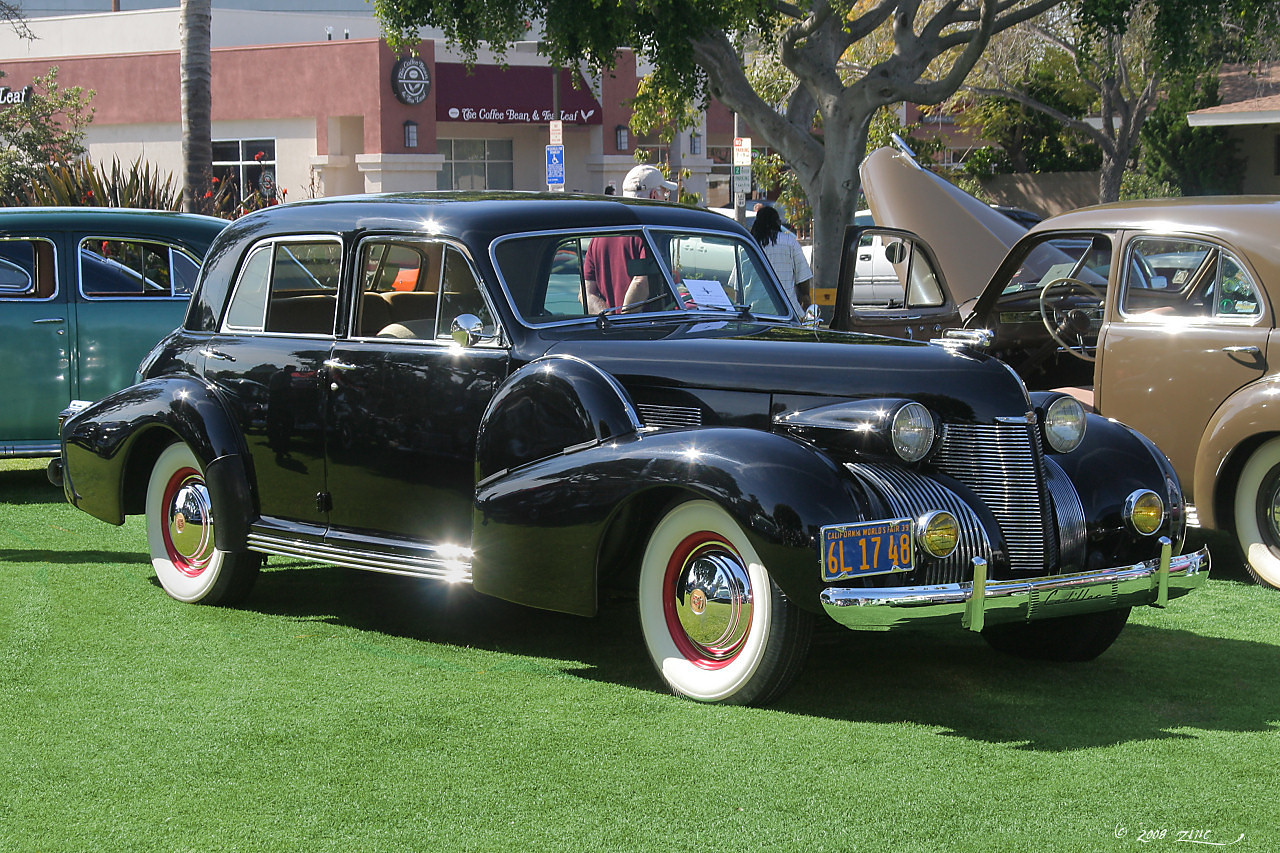
Cadillac 60 Special (1939)
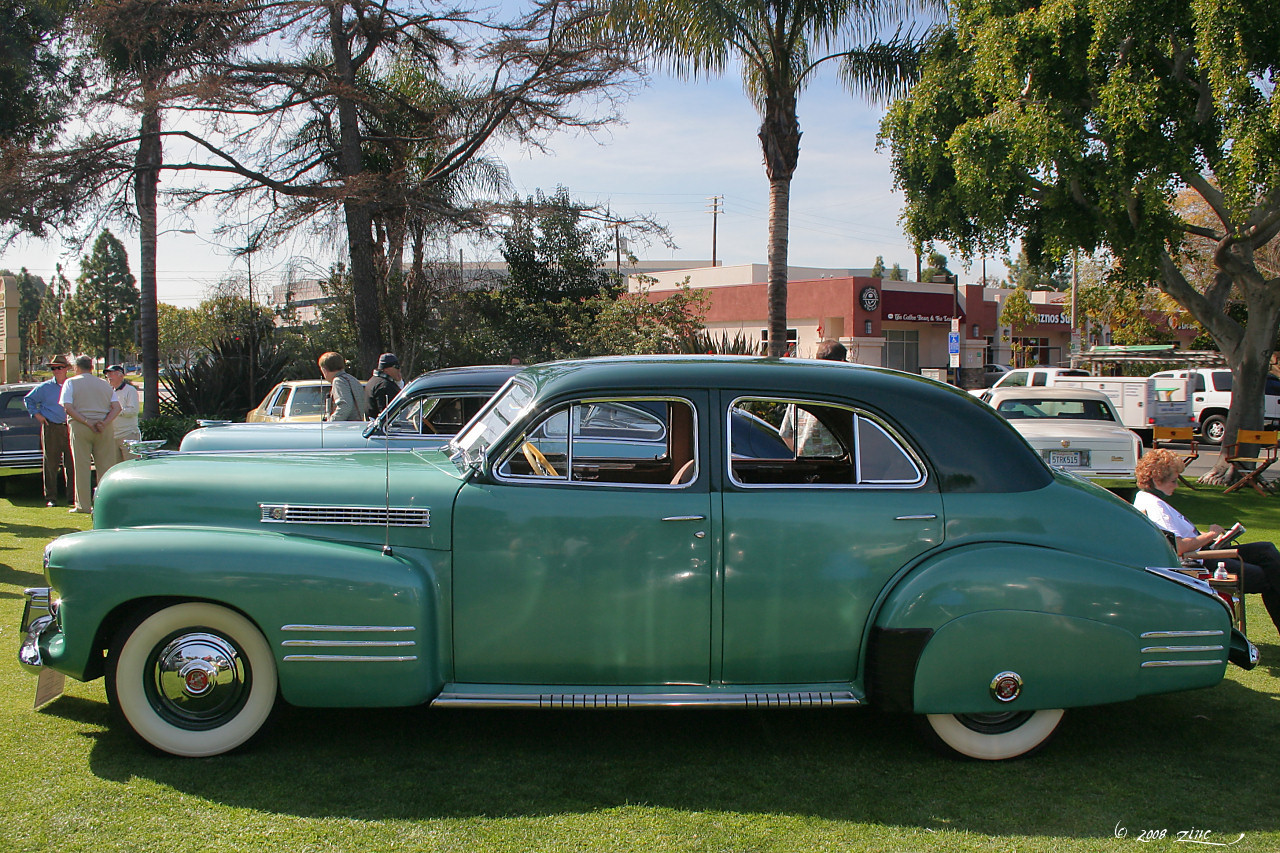
Cadillac Series 62 (1941)

### Die Nachkriegszeit: Die Heckflossen-Ära

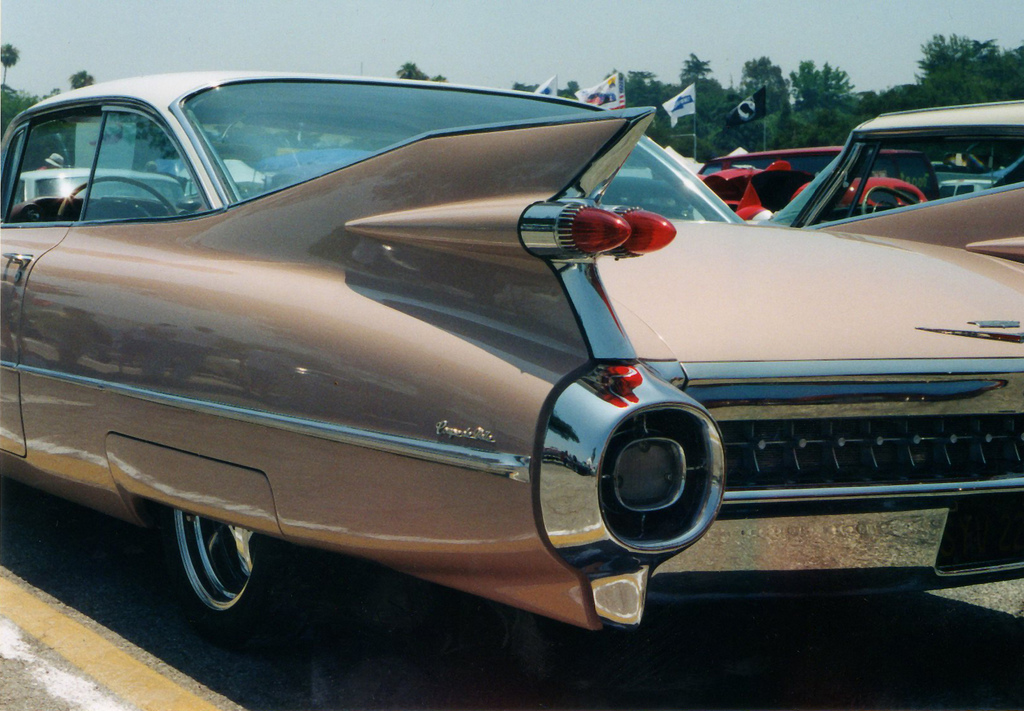
Das Heckflossendesign des polarisierenden Jahrgangs 1959

Im Oktober 1945, nur zwei Monate nachdem das Werk den letzten Panzer gefertigt hatte, lief der erste Nachkriegs-Cadillac vom Band. Bis 1947 entsprachen die Cadillacs technisch und stilistisch noch den letzten Vorkriegsmodellen; allerdings war die Modellpalette im Vergleich dazu deutlich gestrafft. Zum Modelljahr 1948 erschien eine gänzlich neue Generation von Cadillacs, die als „stilistischer Meilenstein“ angesehen wird. Der von Harley Earl entworfene Aufbau folgte im vorderen Bereich der Pontonform, hatte aber hinten noch angedeutete Kotflügel. Sie wurden in den folgenden zehn Jahren, in denen der Grundentwurf fortentwickelt wurde, nach und nach in den Karosseriekörper eingefügt, bis 1956 schließlich eine reine Pontonlinie verwirklicht war. Das Besondere an dem Entwurf des Modelljahrs 1948 waren zwei Aufsätze am Ende der hinteren Kotflügel, in die die Rückleuchten integriert waren. Diese Aufsätze erinnerten an die Linienführung des Kampfflugzeugs Lockheed P-38. Sie erhielten bald die Bezeichnung Fins oder Tailfins („Heckflossen“) und prägten das US-amerikanische Automobildesign des folgenden Jahrzehnts wie kein anderes Gestaltungsdetail. Andere Hersteller kopierten dieses Element und entwickelten es weiter. Cadillac selbst behielt die Grundgestaltung der 1948 eingeführten Fins bis 1956 bei. Erst danach wurden nahezu jährlich neue, höhere und spitzere Flossenentwürfe verwirklicht. Die Vorreiterrolle nahmen dabei zumeist die besonders exklusiven Modelle Eldorado Biarritz (Cabriolet) und Eldorado Seville (Coupé) ein, deren Heckgestaltung die Volumenmodelle der Series 62 und 60 Special im jeweils folgenden Jahr in die Großserie übernahmen. Den Höhepunkt erreichten die Flossen bei Cadillac im Modelljahr 1959, als sie nach Auffassung von Kritikern „beinahe lächerliche“ Dimensionen annahmen und den guten Ruf der Marke zu gefährden drohten. Die Opulenz der Wagen schlug sich auch im Kaufpreis nieder: Während ein VW Käfer Export 4600 Mark kostete und für 27.000 Mark der luxuriöse Mercedes-Benz 300 verkauft wurde, betrug der Preis der Basisvariante eines Cadillac Sixty-Two 32.700 Mark. Seltsamerweise wird dieser Ausflug ins Extreme bis heute am meisten mit der Marke in Verbindung gebracht; die Fahrzeuge des 1959er Jahrgangs sind als Oldtimer extrem gefragt.
Während die Marke Chrysler für ihr Fahrzeugdesign, das 1959 weitaus extremere Formen angenommen hatte, regelrecht abgestraft wurde, musste Cadillac für das Jahr 1959 nur eine Stagnation auf 142.000 Einheiten hinnehmen. Es setzte eine Versachlichung des Designs ein, die auch eine Neuinterpretation der Heckflossen beinhaltete, die bis 1964 an jedem neuen Cadillac zu finden waren, länger als bei anderen Marken. Eine gestalterische Weiterentwicklung dieses Themas sind die sich vom Kofferraum absetzenden, senkrecht stehenden Rückleuchten, die bis in die Gegenwart (Stand 2021) an nahezu jedem Modell von Cadillac zu finden sind.

### Erfolg mit Einheitskarosserien
Ab 1959 verwendete Cadillac für seine Modelle Einheitskarosserien. Gemäß der Gleichteilestrategie wurde insbesondere bei unsichtbaren Teilen auf solche aus dem GM-Konzern zurückgegriffen, insbesondere die C-Plattform von General Motors.
Zwar gab es bei Cadillac nominell jeweils mehrere Baureihen; sie sind jedoch streng genommen stark abweichende Ausstattungsvarianten. Die Basisversion war die Series 62, die 1964 in Cadillac Calais umbenannt wurde und bis 1976 im Programm blieb. Über ihr rangierte der Cadillac DeVille, der 1959 zu einer eigenständigen Baureihe geworden war und nach dem Wegfall des Calais die Funktion des Einsteiger-Cadillac übernahm. Das Spitzenmodell war die Series 60 bzw. der Fleetwood, der in einzelnen Jahren einen längeren Radstand hatte. Die Baureihen Series 62/Calais und DeVille wurden regelmäßig als Coupés und Limousinen angeboten, bis 1970 auch als Cabriolet; die Series 60/Fleetwood hingegen war nur als Limousine erhältlich. Als Sondermodell gab es daneben den Cadillac Eldorado Biarritz. Er war in dieser Zeit eine besonders hochwertig ausgestattete Version des DeVille Convertible, die sich vom Basismodell äußerlich kaum unterschied.
In den 1960er-Jahren hatte sich Cadillac als Spitzenmarke in der US-amerikanischen Oberklasse fest etabliert. Fords Topmarke Lincoln und Chryslers Oberklassekonkurrent Imperial spielten im Vergleich dazu keine nennenswerte Rolle. 1961 setzte Cadillac mehr als 142.000 Fahrzeuge ab. Im Modelljahr 1966 wurde erstmals ein Ausstoß von 200.000 Autos erreicht. Lincoln hingegen kam in den 1960er-Jahren nie über eine Produktion von 40.000 Exemplaren pro Jahr hinaus, und Imperial lag meist bei weniger als 50 Prozent des Lincoln-Werts.

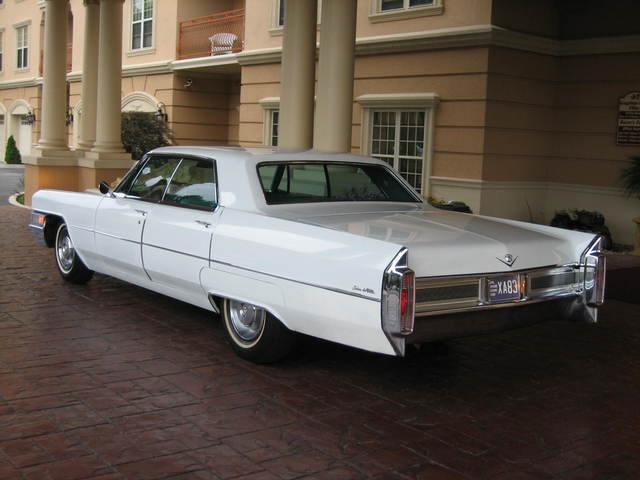
Cadillac Sedan DeVille (1965)
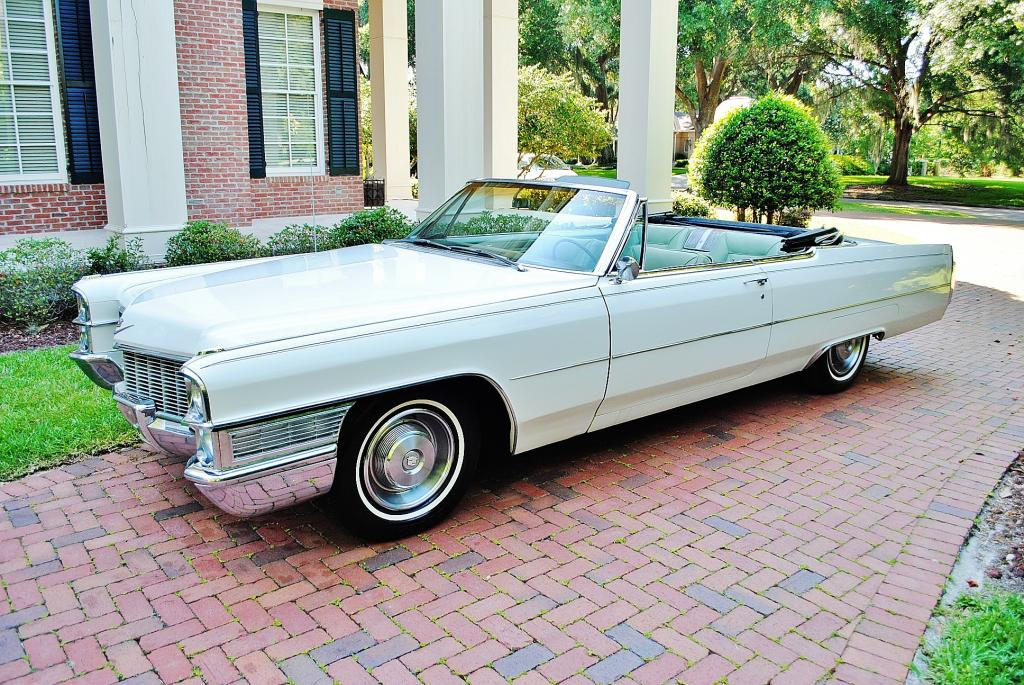
Cadillac DeVille Convertible (1965)
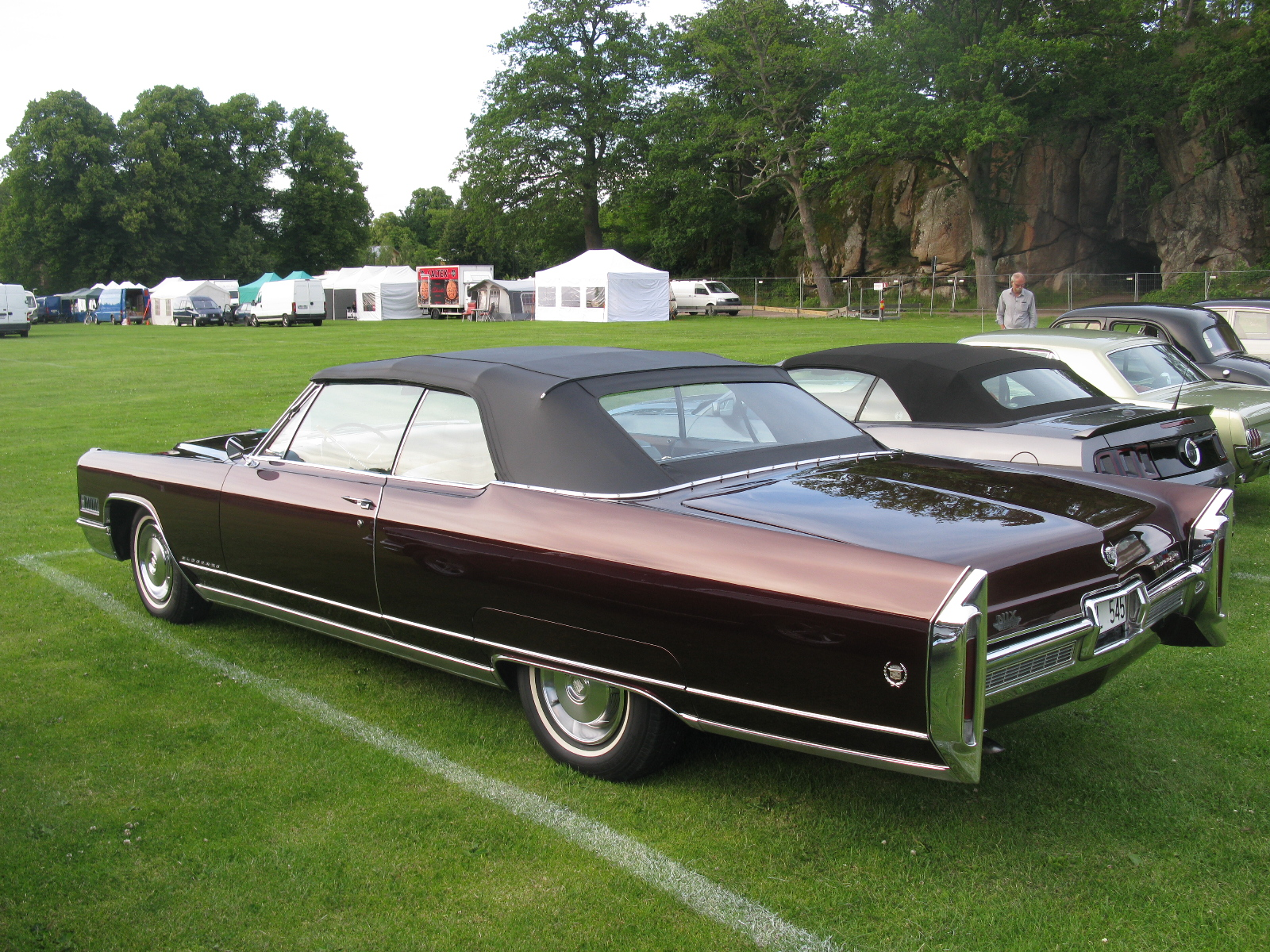
Luxusversion: Cadillac Eldorado (1966)
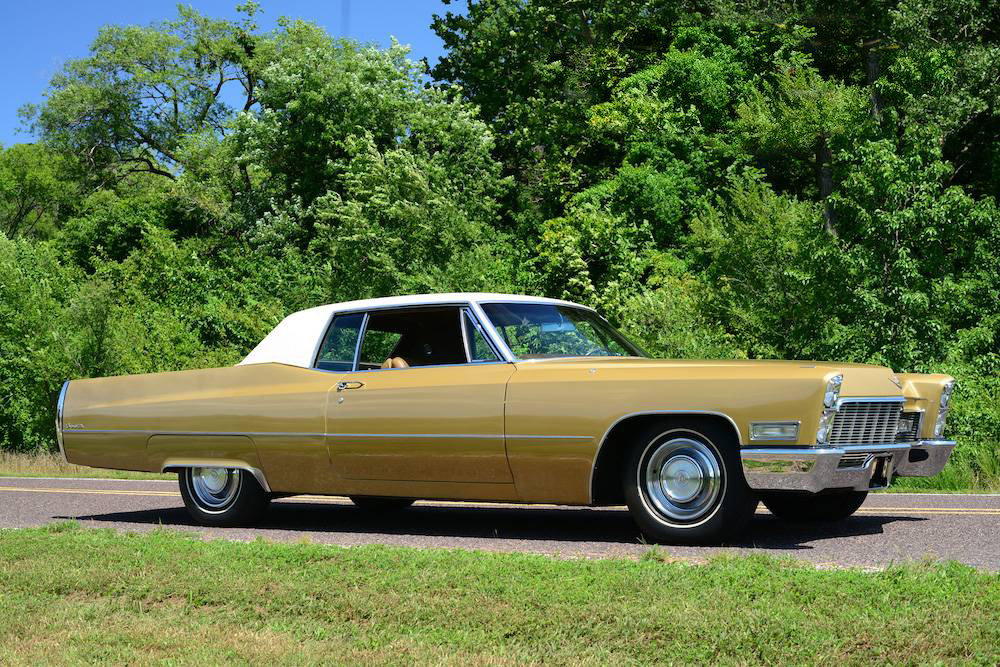
Cadillac Coupe DeVille (1968)
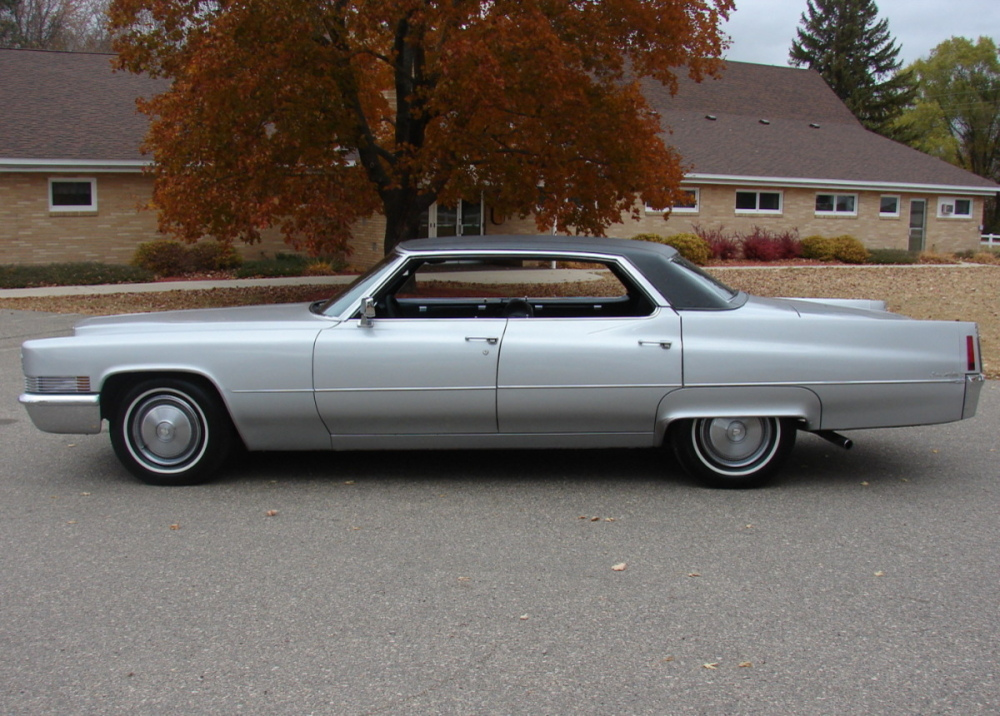
Cadillac Sedan DeVille (1970)
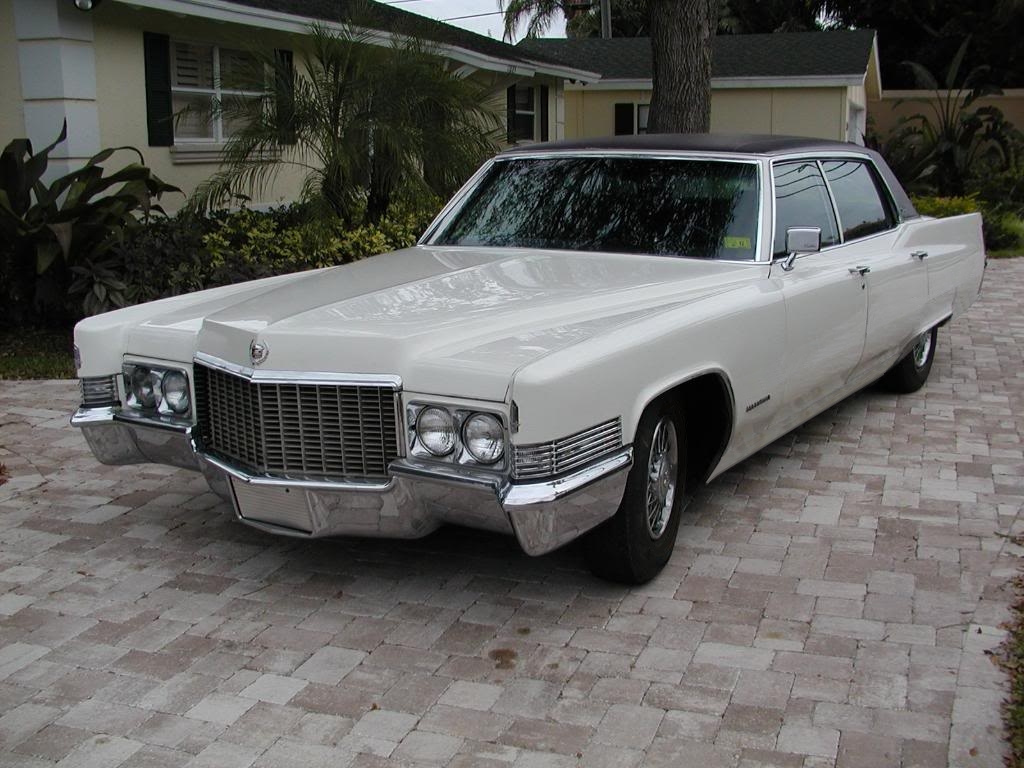
Luxusversion des Sedan DeVille mit fast identischer Karosserie: Cadillac Fleetwood (1970)

### Eldorado und Seville: Neue Käuferschichten mit eigenständigen Sondermodellen

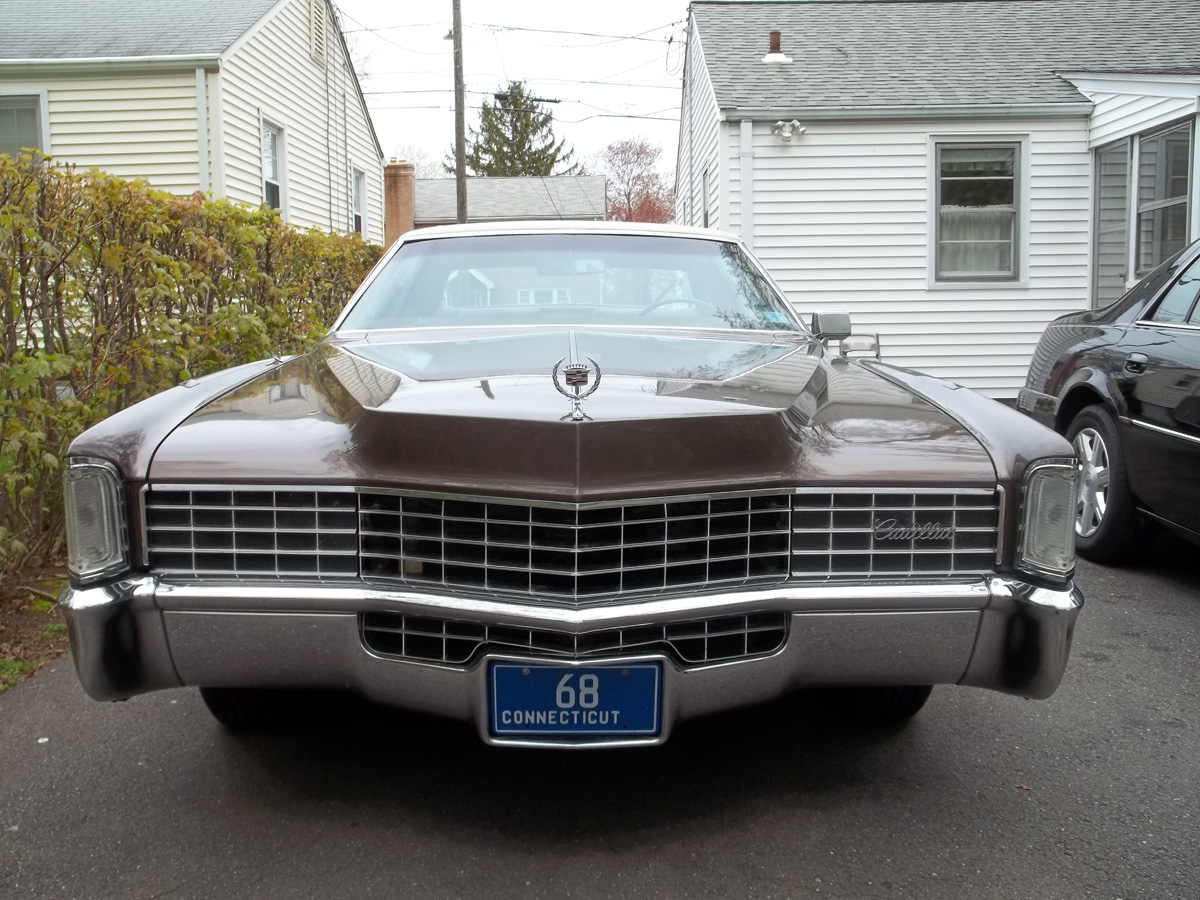
1967 führte Cadillac beim Fleetwood Eldorado verdeckte Scheinwerfer ein, ein Detail das polarisierte und trotzdem von anderen Herstellern kopiert wurde

1967 begann Cadillac mit einer neuen Version des Eldorado neue Käuferschichten zu erschließen. War der Eldorado bislang nicht mehr als eine besonders hochwertig ausgestattete Version des DeVille Convertible gewesen, so erhielt er mit Beginn des Modelljahrs 1967 nicht nur eine gänzlich eigenständige Karosserie, sondern auch eine von keinem anderen Cadillac-Modell geteilte Antriebstechnik. Mit dem Eldorado führte Cadillac den Frontantrieb in die US-amerikanische Oberklasse ein. Die Technik kam von Oldsmobile; dort hatte ein Jahr zuvor das entsprechend konzipierte Coupé Toronado debütiert. Die Karosserie des neuen Eldorado hatte zu der des Toronado keine Beziehungen. Bill Mitchell hatte ein zweitüriges Stufenheckcoupé mit knapp geschnittenem Passagierabteil und im Vergleich dazu groß dimensioniertem Motorraum entworfen. In der ersten Serie hatte der Eldorado verdeckte Scheinwerfer; später wurden sie durch dauerhaft sichtbare Einheiten ersetzt. Der Eldorado war zwar kleiner, aber annähernd 1.000 US-$ teurer als ein Coupe DeVille. Preislich lag er ungefähr auf dem Niveau eines großen Fleetwood/60 Special.
Der Eldorado war von Anfang an erfolgreich. Mit ihm begründete Cadillac das Marktsegment des Personal Luxury Coupés, in das Lincoln wenig später mit dem Continental Mark III als Konkurrent hinzukam. Chrysler blieb in diesem Bereich unbedeutend; der viel später vorgestellte Chrysler Cordoba konnte mit diesen hochwertigen Fahrzeugen nicht konkurrieren.
1975 griff Cadillac das Konzept des Eldorado im Bereich einer für amerikanische Verhältnisse kleinen Limousine erneut auf. Mit dem vergleichsweise kompakten Seville entwickelte das Unternehmen eine besonders hochwertige Limousine, die mehr als einen halben Meter kürzer war als Cadillacs zeitgenössische Standardmodelle, aber eine Vollausstattung hatte und deutlich teurer als die DeVilles und Fleetwoods war. Obwohl der Seville in weiten Teilen auf der Technik des Chevrolet Nova basierte, war er am Markt wiederum erfolgreich. Der Seville schien passend zur ersten Ölkrise ein Zeichen für ein erfolgreiches Downsizingprogramm zu sein. Lincoln kopierte das Konzept wenig später mit dem Versailles, der allerdings infolge seiner zu deutlichen Ähnlichkeit mit dem Ford Granada bei den Käufern keine Zustimmung fand.

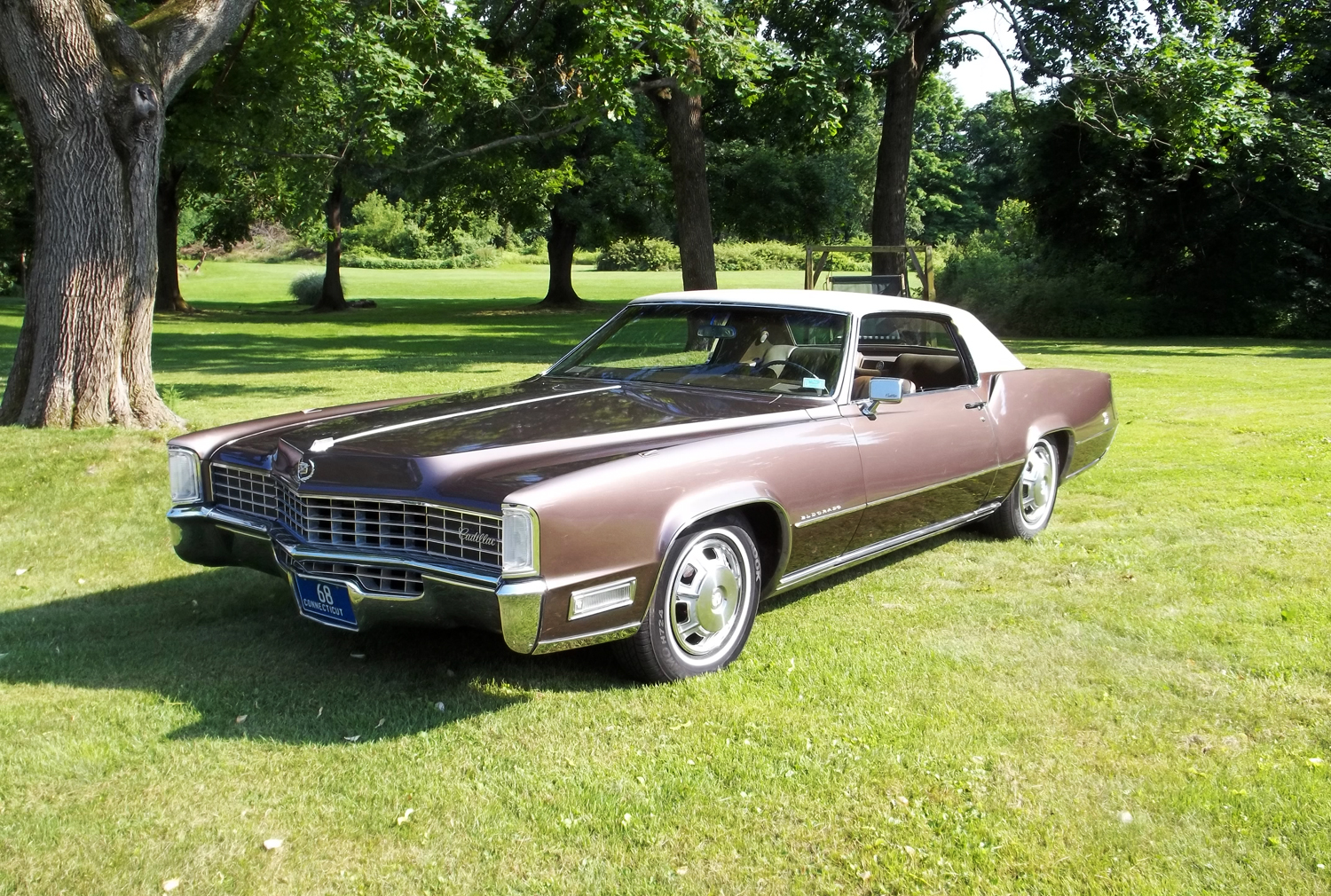
Frontantrieb in der Oberklasse: Cadillac Eldorado (1968)
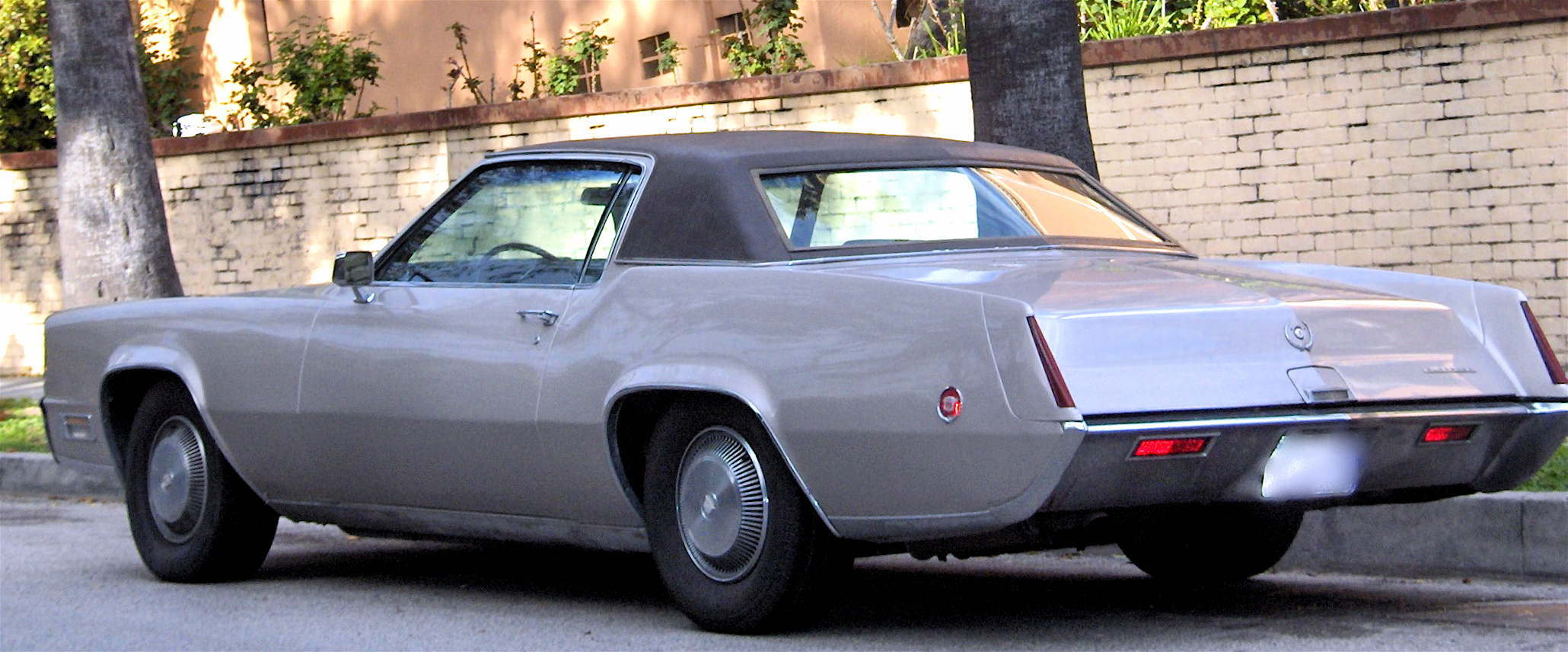
Cadillac Eldorado (1967)
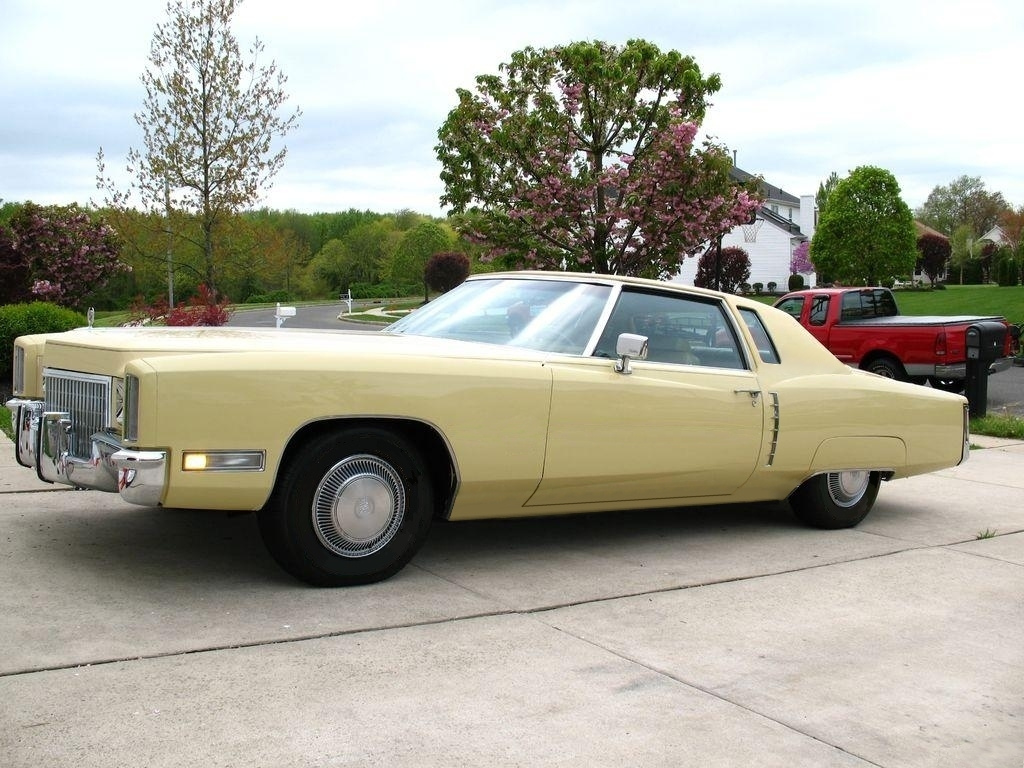
Größtes Frontantriebsauto der Welt: Cadillac Eldorado (ab 1971)
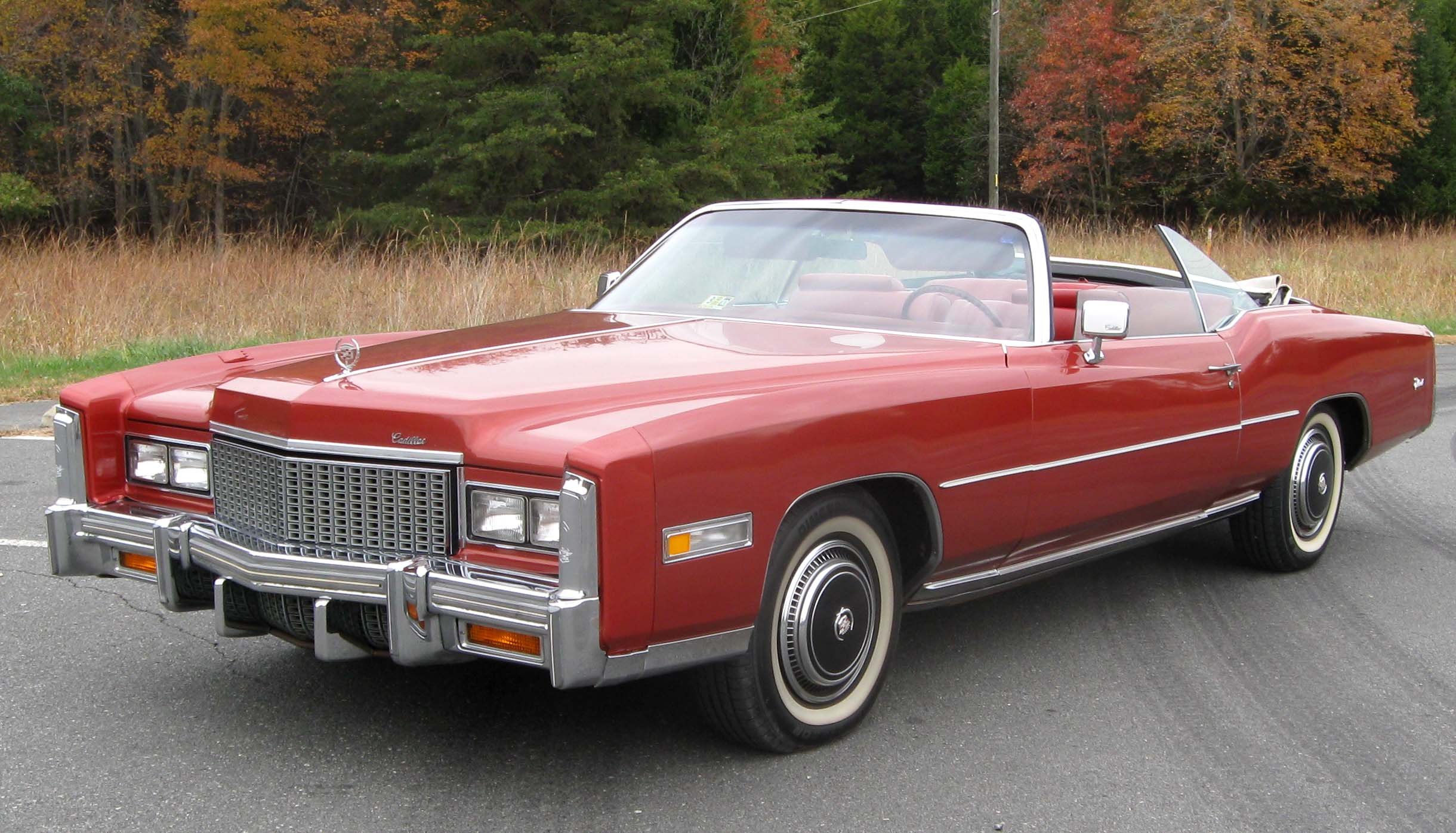
Cabriolet mit 8,2 Litern Hubraum: Cadillac Eldorado (1976)
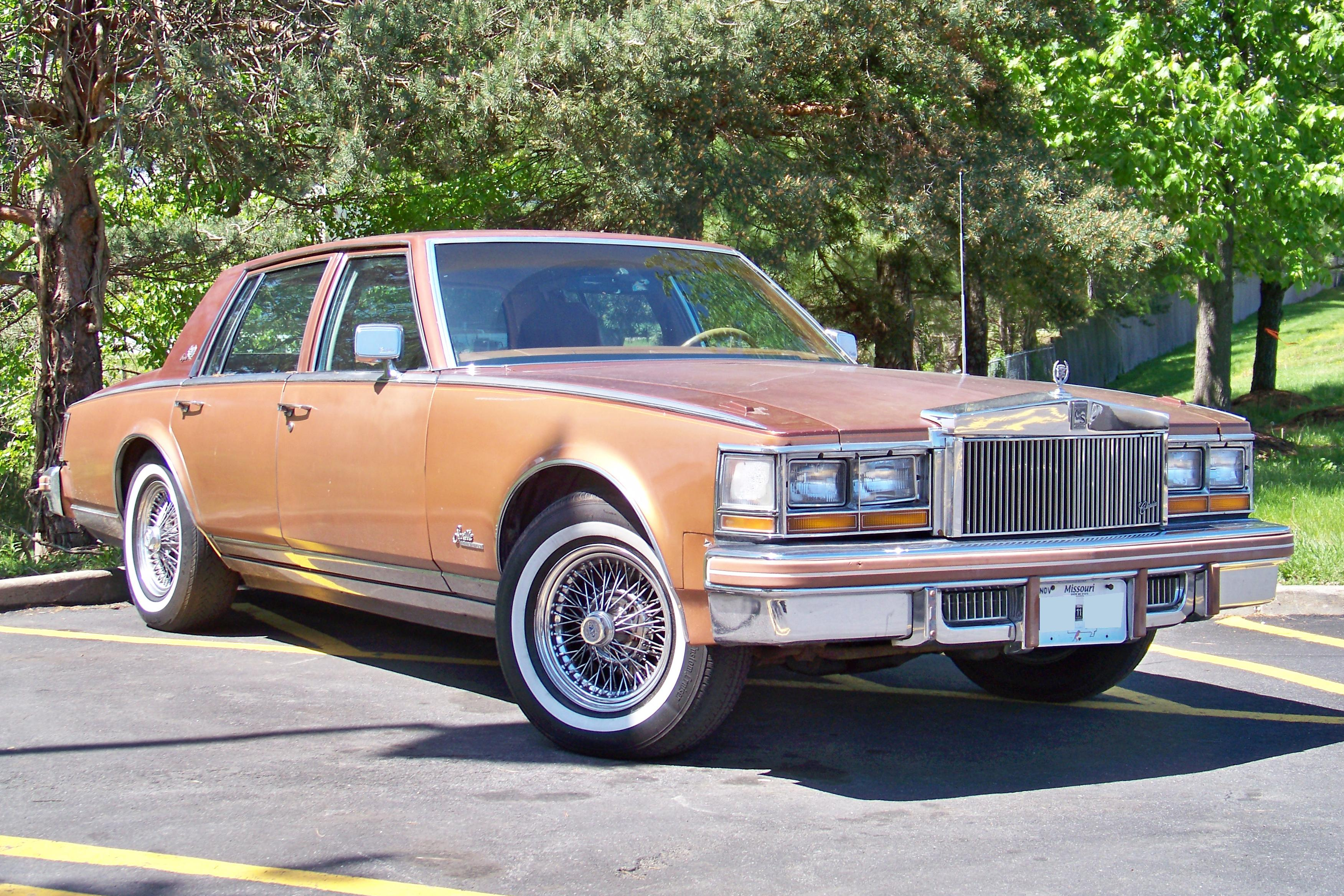
Eigenständig verpackte Chevrolet-Technik: Cadillac Seville (1975; mit nicht serienmäßiger Kühlermaske)
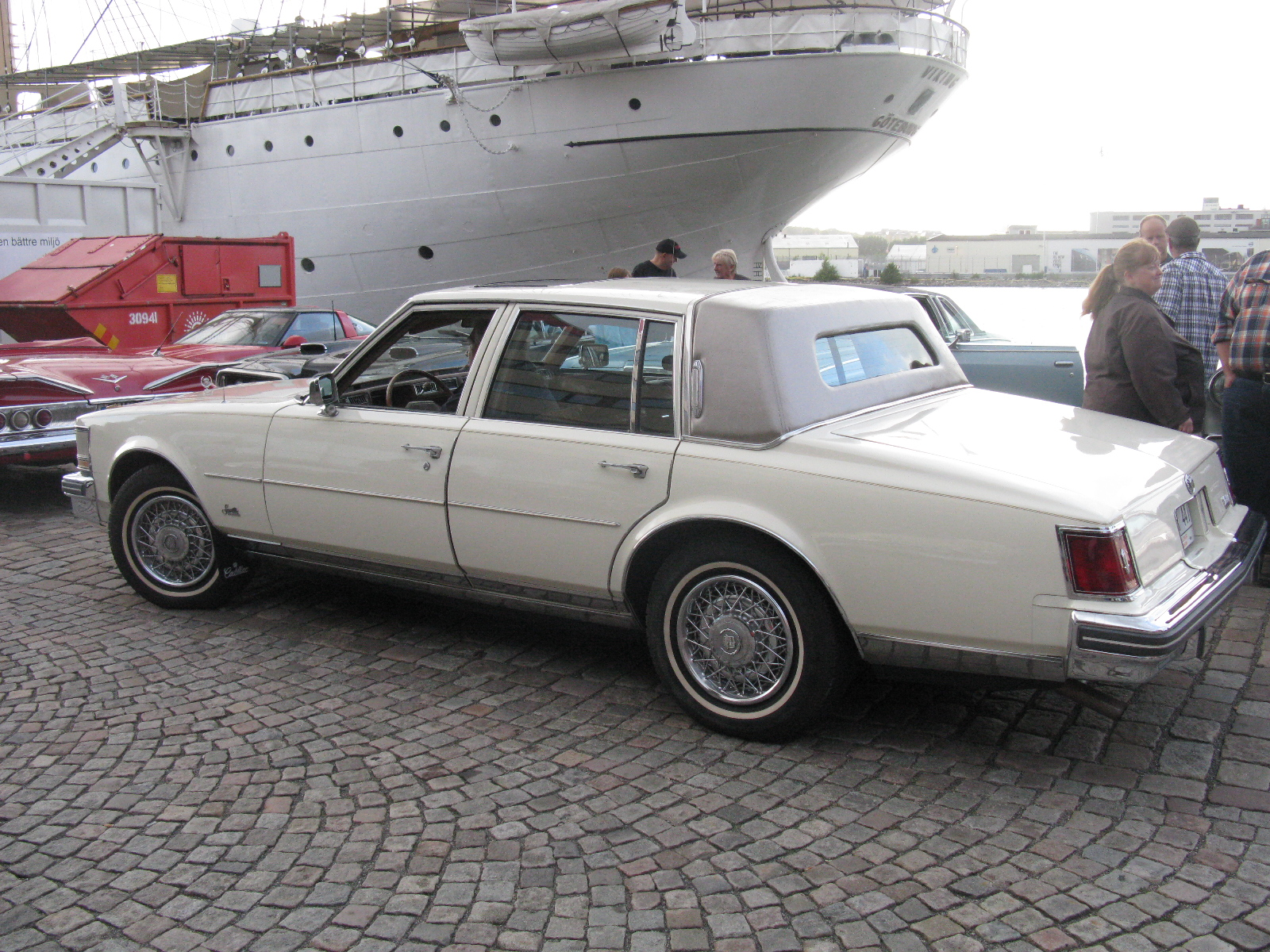
Cadillac Seville

### Downsizing und neue Entwicklungen nach 1970

Fertigung von Cadillac-Fahrzeugen in Detroit, 1973

Neben den Sondermodellen Eldorado und Seville wurden Cadillacs Standardmodelle bis in die Mitte der 1970er-Jahre hinein mit jeder neuen Modellgeneration größer und schwerer. Um weiterhin die gewohnten Fahrleistungen zu gewährleisten, betraf das Größenwachstum auch die Motoren. Der 1959 neu vorgestellte Achtzylinder-V-Motor hatte einen Hubraum von 6,4 Litern (390 Kubikzoll). Sein Nachfolger von 1964 war bereits 7,2 Liter (429 Kubikzoll) groß; eine Konstruktion mit vergleichbarer Größe gab es auch im Chrysler-Konzern und bei Ford. Zum Modelljahr 1968 erhielten die Cadillac-Motoren einen auf 7,7 Liter (472 Kubikzoll) erhöhten Hubraum. Zu dieser Konstruktion boten die anderen GM-Marken keine Parallelversion an; deren größte Motoren hatten einen Hubraum von 7,5 Litern (454 Kubikzoll). Zwei Jahre später gab es bei Cadillac eine erneute Steigerung: Zum Modelljahr 1970 erschien eine auf 8,2 Liter (500 Kubikzoll) vergrößerte Version des markeneigenen Achtzylinders, die 400 SAE-PS leistete. Sie war der weltweit größte in einem Serien-Pkw eingesetzte Motor. Diese Konstruktion war in den ersten fünf Jahren exklusiv dem Eldorado vorbehalten, der ab 1971 alternativ als Coupé oder als Cabriolet erhältlich war. In den Modelljahren 1975 und 1976 rüstete Cadillac dann auch alle anderen Modelle mit dem 8,2-Liter-Motor aus; eine Ausnahme war nur der Seville, der ausschließlich mit einem 5,7 Liter großen Oldsmobile-Motor erhältlich war. Die großen Achtzylindermotoren verloren, bedingt durch ständig strenger werdende Umweltvorschriften, im Laufe der Jahre zunehmend an Leistung. In ihrer letzten Version gaben sie, mit Vergasern ausgerüstet, noch 195 Netto-PS ab; mit der alternativ verfügbaren Benzineinspritzung betrug die Leistung 215 Netto-PS. Andererseits wiesen die Cadillacs Komfortausstattungen auf, die in europäischen Fahrzeugen erst Jahre später zum Einsatz kamen. Dennoch waren diese Fahrzeuge unökonomisch. Sie wogen leer mehr als 2,6 Tonnen und verbrauchten nach Werksangaben im Durchschnitt 26 Liter auf 100 km.
Ölkrise
Im Hinblick auf die Auswirkungen der Ölkrise war eine Verbesserung der Wirtschaftlichkeit unvermeidbar. Wie die Spitzenmodelle der anderen GM-Marken wurden auch die Standard-Cadillacs mit dem Modelljahr 1977 deutlich leichter und kürzer. Das sogenannte Downsizing führte dazu, dass die 1977 neu eingeführten DeVilles und Fleetwoods insgesamt 30 cm kürzer waren und 500 kg weniger wogen als ihre direkten Vorgänger, ohne dass das Platzangebot im Innenraum oder im Gepäckabteil dadurch reduziert wurde. Ähnliches galt für den Eldorado, der ab 1979 ebenfalls deutlich kompakter ausfiel.
Auf der Suche nach verbesserter Ökonomie beschritt Cadillac auch im Motorenbereich mehrfach neue Wege, die nicht immer problemlos waren. Nachdem der Standardmotor ab 1977 zunächst auf 7,0 Liter Hubraum reduziert worden war, erschien zum Modelljahr 1981 eine auf 6,0 Liter reduzierte Version, die mit einer Zylinderabschaltung ausgestattet war. Je nach Lastverhältnissen fuhr der Motor auf acht, sechs oder vier Zylindern. Das System war bei seiner Einführung nicht ausgereift und sorgte im Alltagsbetrieb für zahlreiche Probleme, die Cadillacs Image beschädigten. Gleiches galt für den 5,7 Liter großen, leistungsschwachen und unzuverlässigen Achtzylinder-Dieselmotor, den Cadillac von Oldsmobile bezog und ab 1981 in allen Modellreihen wahlweise anbot.
Der 1982 erschienene Cadillac Cimmaron markiert einen Tiefpunkt in der Geschichte von Cadillac. Er basierte auf der GM J-Plattform (wie etwa der Chevrolet Cavalier), hatte dementsprechend Frontantrieb und war das kleinste Modell von Cadillac. Er wurde vor allem dafür kritisiert, sich nicht genug vom deutlich günstigeren Cavalier zu unterscheiden und zu leistungsschwach zu sein. Die Verkaufszahlen des Cimarron waren enttäuschend. Er wird regelmäßig in Rankings der größten Automobil-Flops gelistet.
Zum Modelljahr 1985 erschien auch für die größeren Modelle der DeVille- und Fleetwood-Reihe eine neue Fahrzeuggeneration, die viele der Konstruktionsmerkmale früherer Jahre ablegte. Cadillacs Standardmodelle hatten nun Frontantrieb und einen vorn quer eingebauten Motor. Die Karosserie war selbsttragend und lag in der Gesamtlänge unter fünf Metern. Diese Merkmale wurden mit dem Fleetwood 75 sogar auf eine – in diesem Fall längere – Repräsentationslimousine übertragen. Dieses Konzept verfolgte Cadillac in verschiedenen Fahrzeuggenerationen bis in die ersten Jahre des 21. Jahrhunderts hinein. Die bisherigen Modellbezeichnungen wurden durch sachliche Buchstabenkombinationen ersetzt (z. B. CTS, DTS und STS). In das Produktionsprogramm wurden auch SUVs aufgenommen, wie beispielsweise der Escalade. Aus Sicherheitsgründen hatte Cadillac auf Frontantrieb gewechselt. Seit Systeme wie ESP und ASR negative Auswirkungen des Hinterradantriebes relativieren, kehrte Cadillac zu diesem Antrieb zurück.
Nachdem sich die Marke wieder und wieder neu zu erfinden versucht hatte, gab es unter dem neuen Direktor Johan de Nysschen für Cadillac nach 2015 ein Hauptquartier in New York, als eigentliche Abspaltung der Marke von General Motors. Die Autos sollten auch europäische und chinesische Kunden ansprechen. Cadillac sollte aber im Luxus-Segment bleiben und so seinen Anteil aus den 50 Prozent Ertrag abholen, welche die weltweiten Verkäufe von nur 10 bis 12 Prozent der gesamthaft verkauften Autos abwarf. Der Durchschnittsverkaufspreis eines Cadillac lag 2015 mit 53.700 Dollar höher als jener von Audi oder Lexus und nahe bei BMW und Mercedes. 2018 verließ de Nysschen Cadillac.

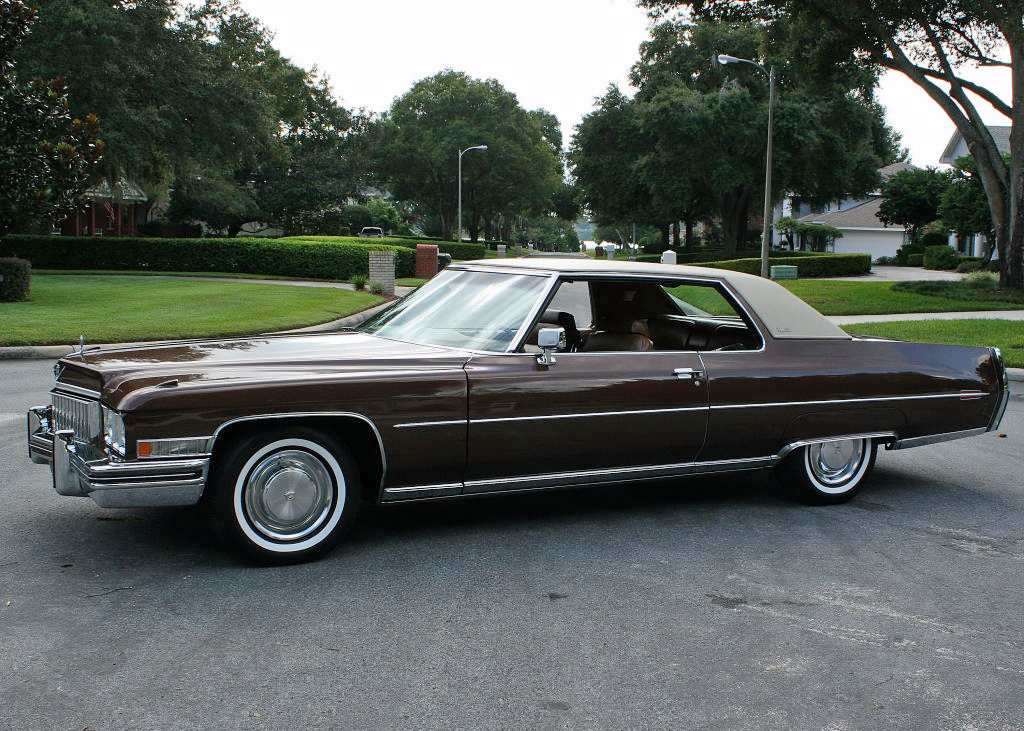
Cadillac Coupe DeVille (1973)
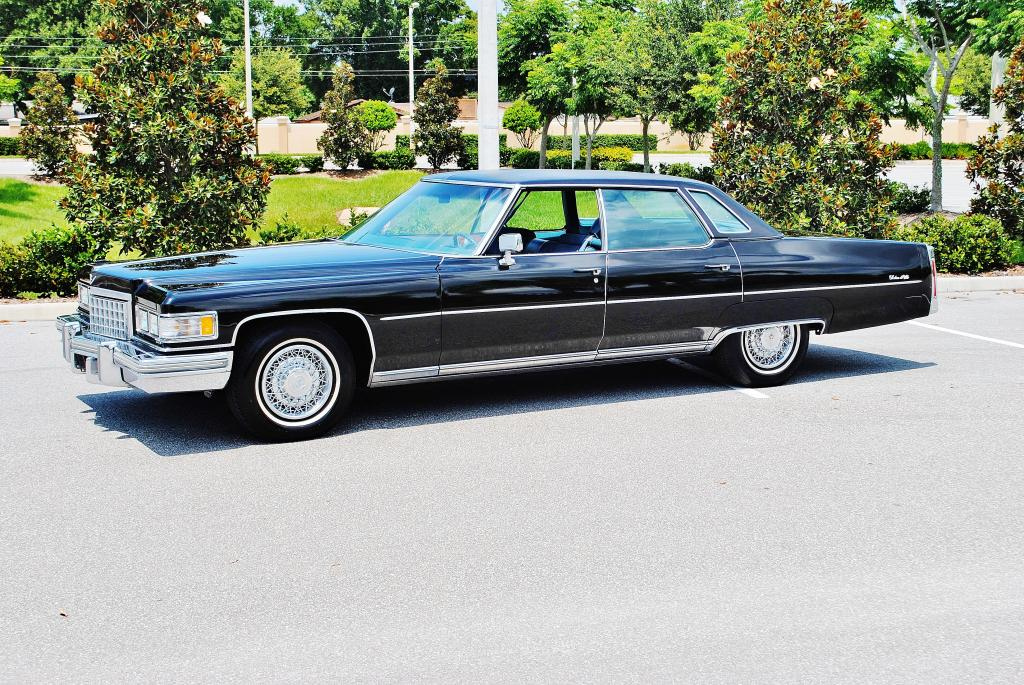
Serienmäßig mit 8,2 Litern Hubraum: Cadillac Sedan DeVille (1976)
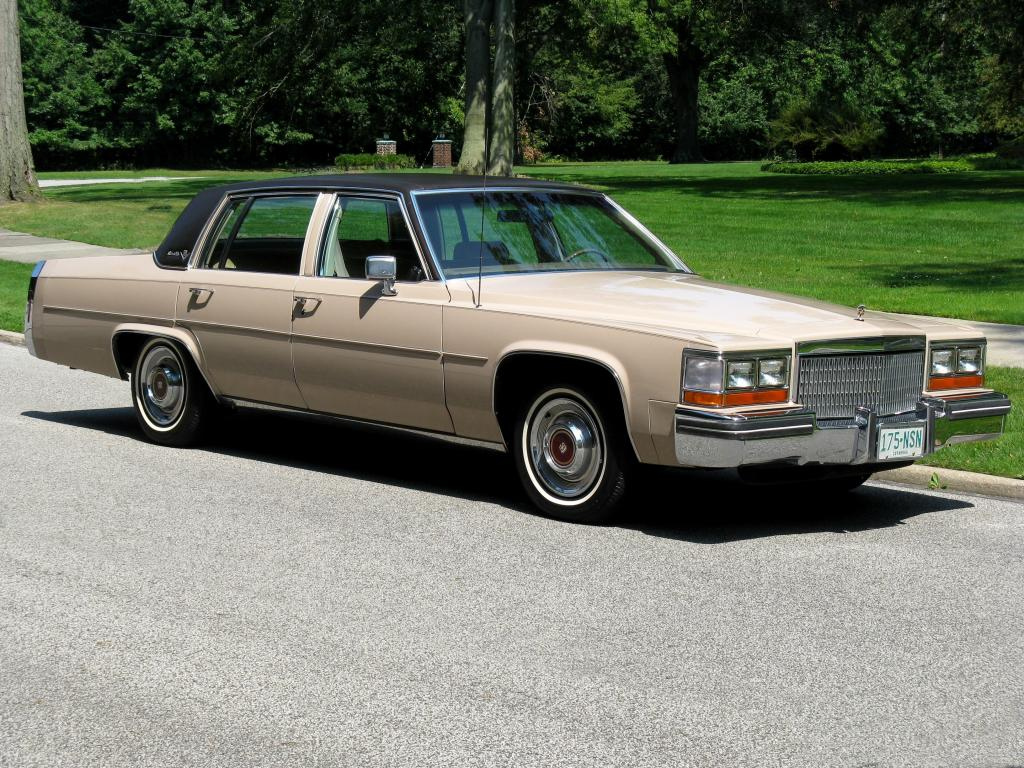
Ab 1977 kürzer und leichter: Cadillac DeVille (hier: Die Version von 1980)
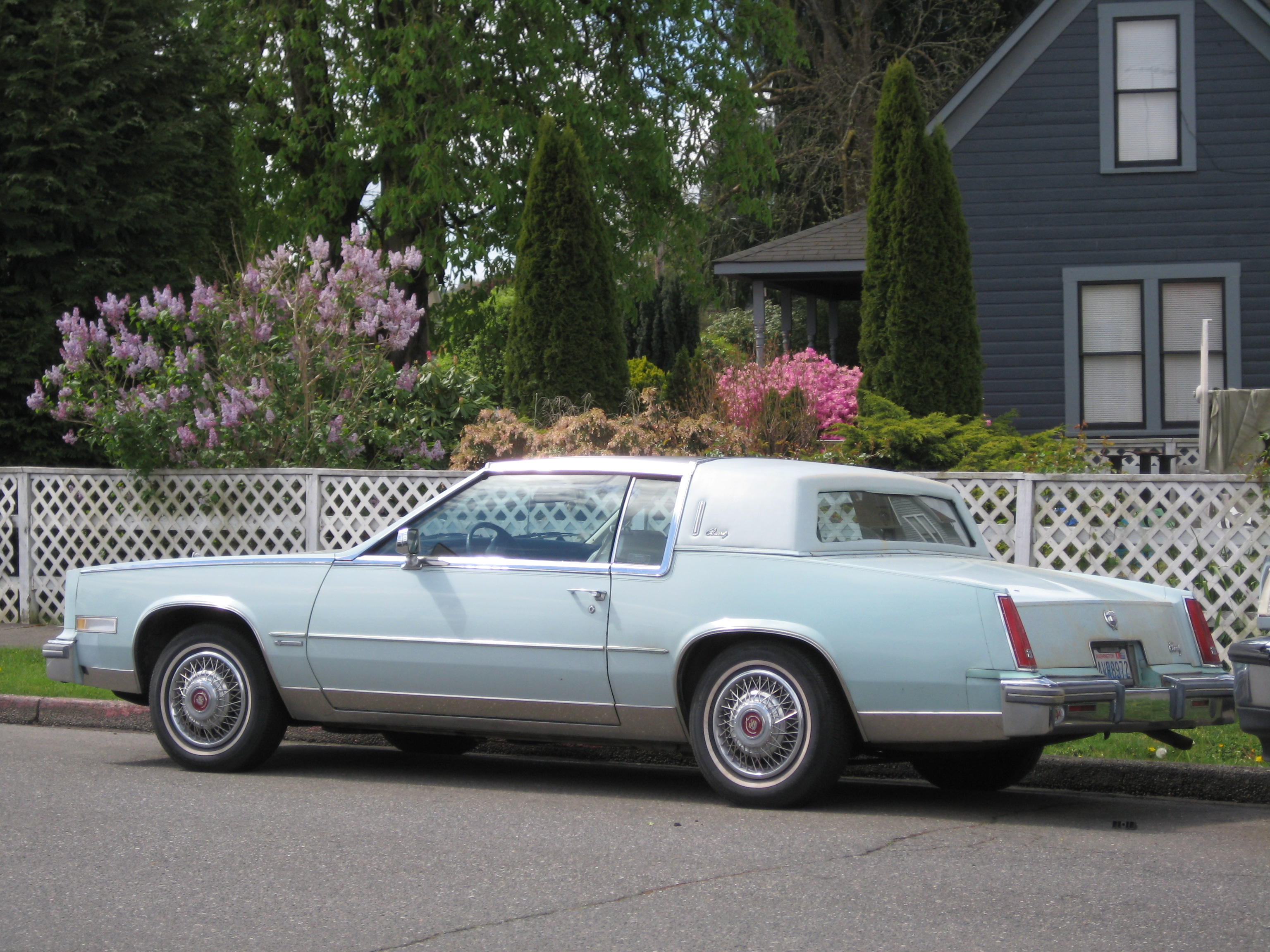
Ab 1980 erstmals wahlweise mit Dieselmotor: Cadillac Eldorado
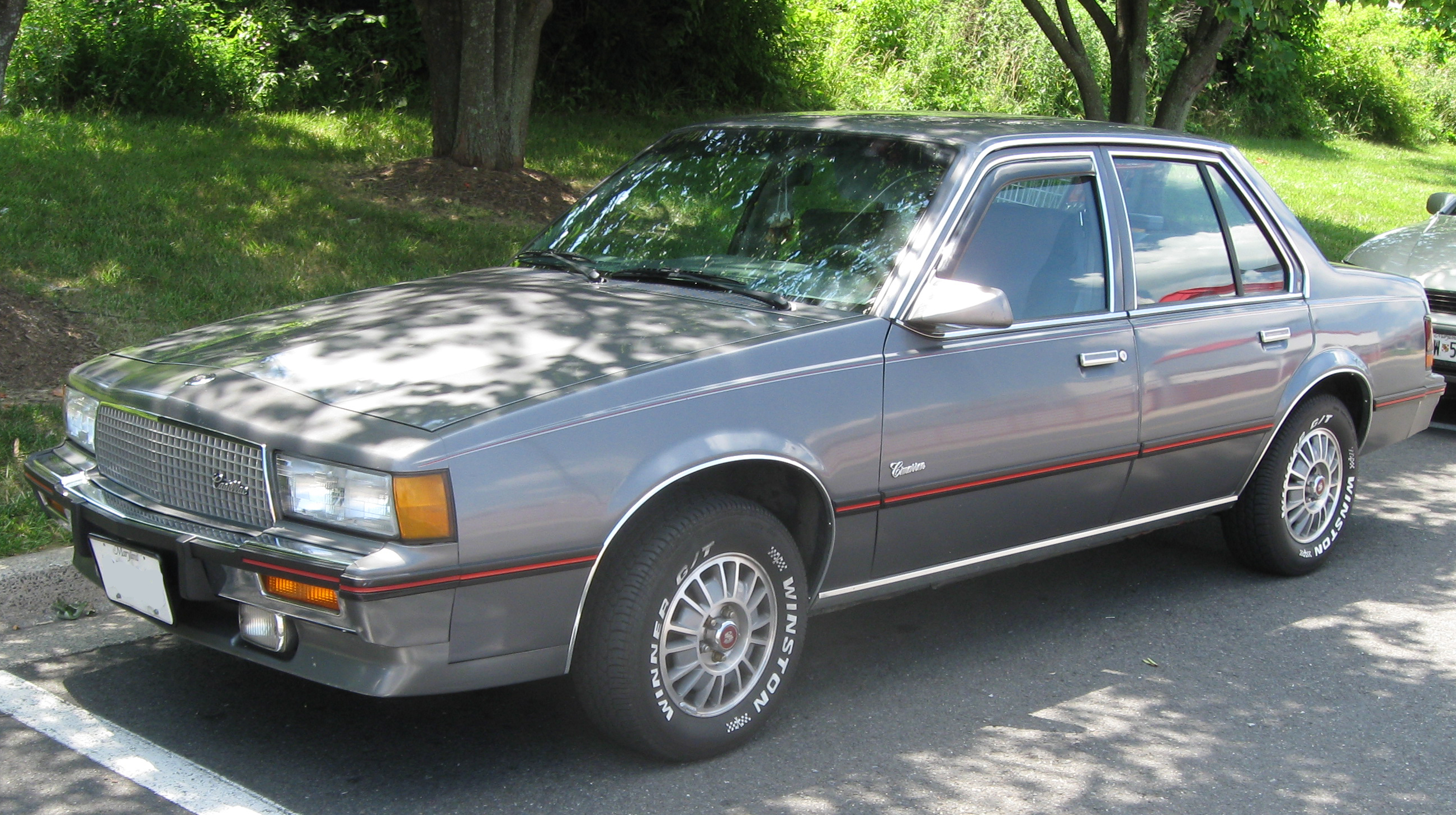
Cadillac Cimmaron (1982–1988)
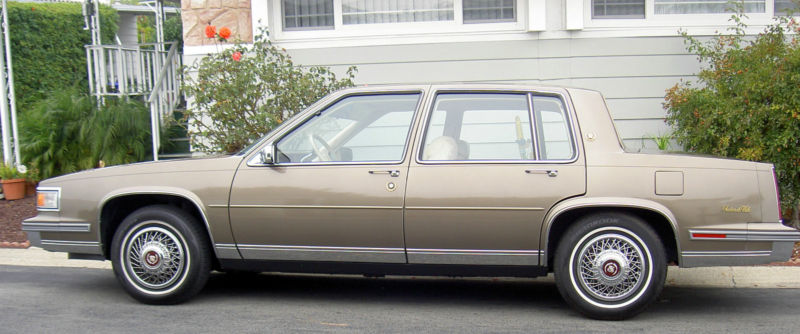
Ab 1985 mit Frontantrieb und Quermotor: Cadillac Sedan DeVille
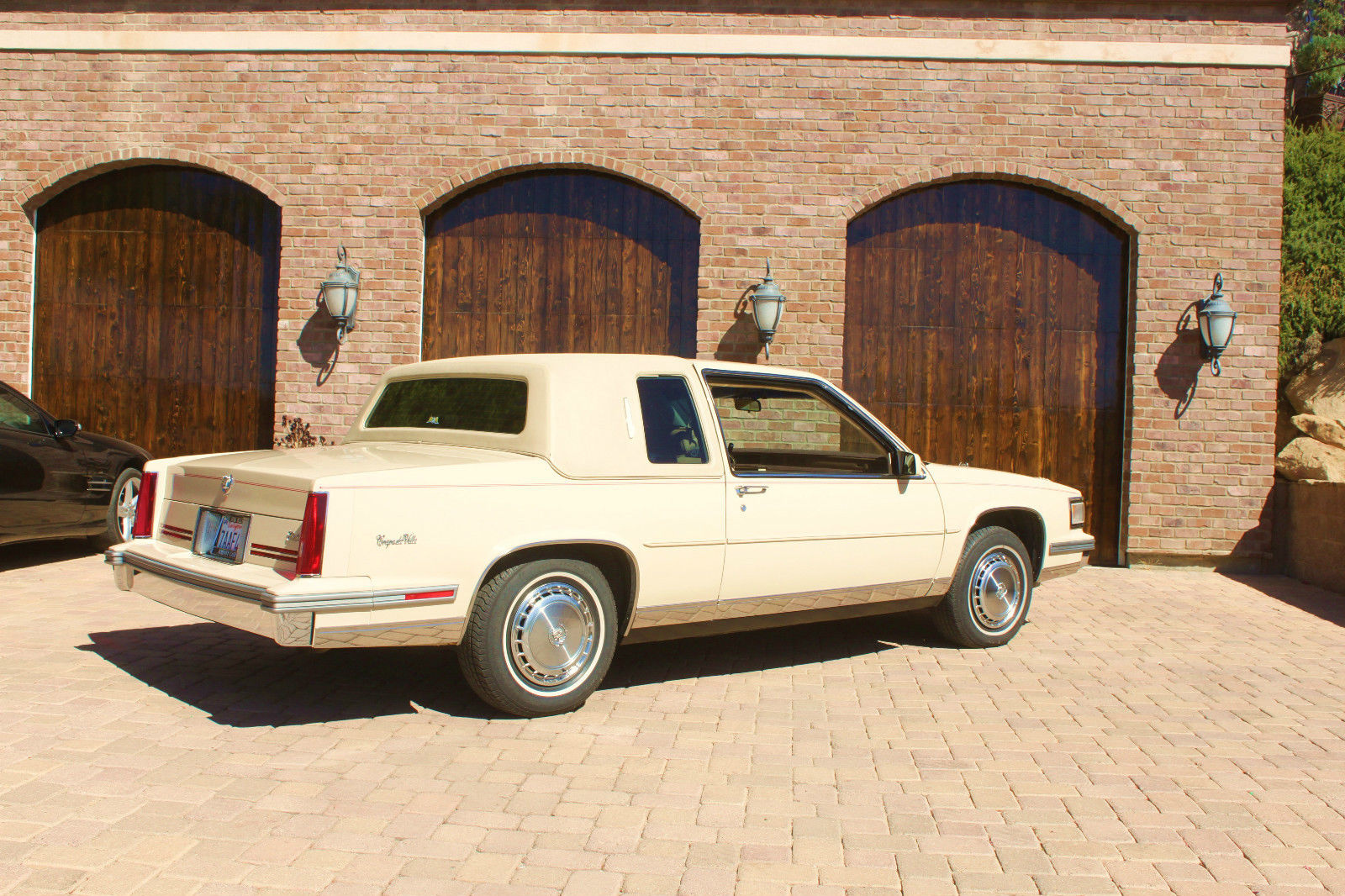
Cadillac Coupe DeVille (1987)

### Repräsentationslimousinen
Spätestens seit den 1930er-Jahren dienten Cadillacs auch als Repräsentationsfahrzeuge. Cadillac bot jahrzehntelang werksseitig verlängerte Ausführungen seiner Standardmodelle an, die zumeist als Series 75 (später: Fleetwood 75) bezeichnet wurden. Auf dieser Basis fertigten einige unabhängige Karosseriehersteller, unter ihnen Armbruster oder American Custom Coachworks, auf Kundenwunsch weiter verlängerte und individualisierte Ausführungen. Zahlreiche Präsidenten der Vereinigten Staaten verwendeten Cadillac-Limousinen als Dienstfahrzeuge, unter ihnen auch Barack Obama mit dem Cadillac DTS Presidential States Car. Auch in dieser Funktion stand und steht Cadillac in einem Konkurrenzverhältnis zu Fords Marke Lincoln, die ihrerseits eine Reihe von Präsidenten belieferte. Insbesondere durch die Schutzanforderungen haben die Präsidentenlimousinen von Cadillac nur noch wenig Gemeinsamkeiten mit den serienmäßig gefertigten Fahrzeugen.

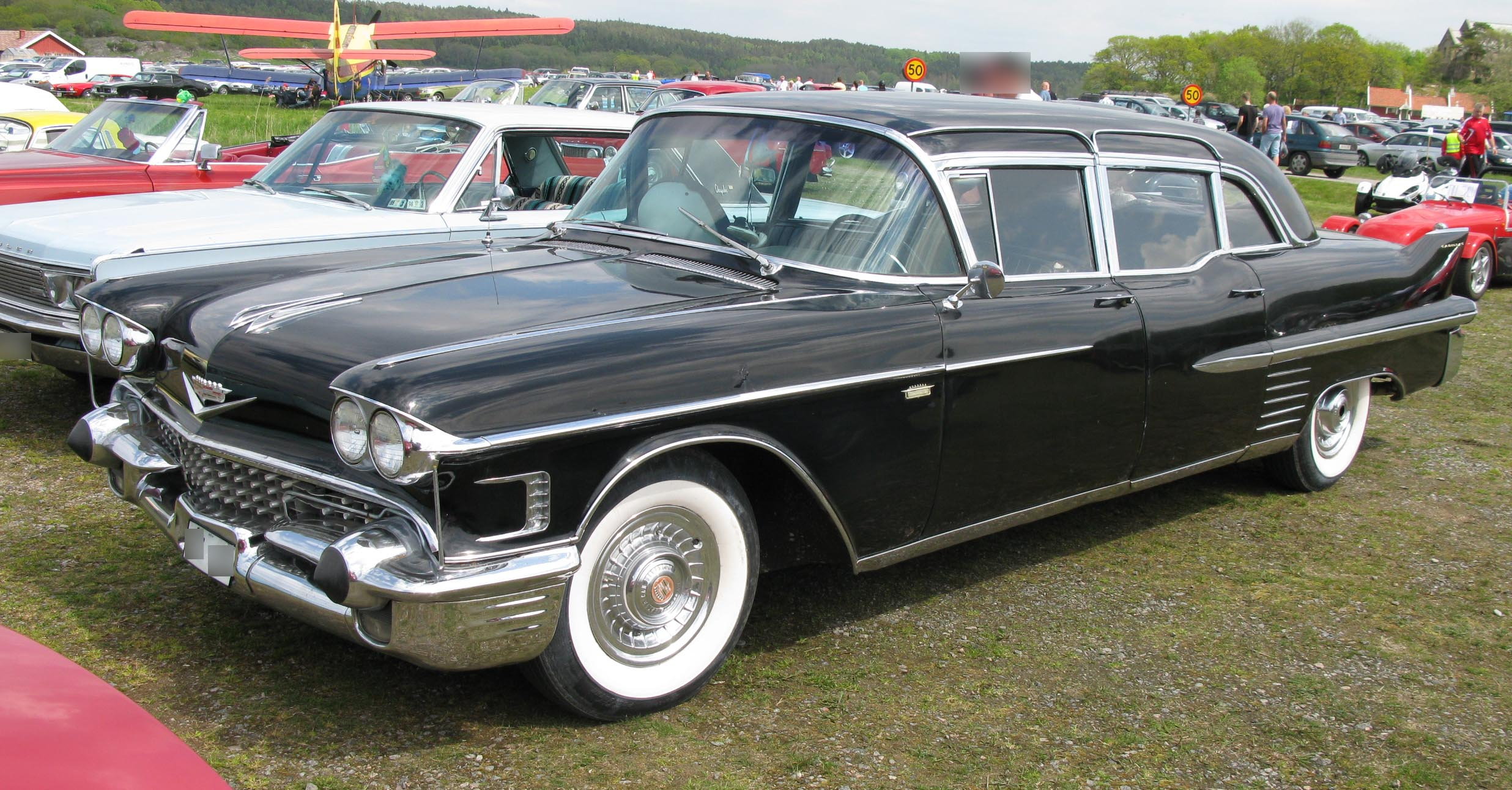
Cadillac Series 75 mit Werkskarosserie (1958)
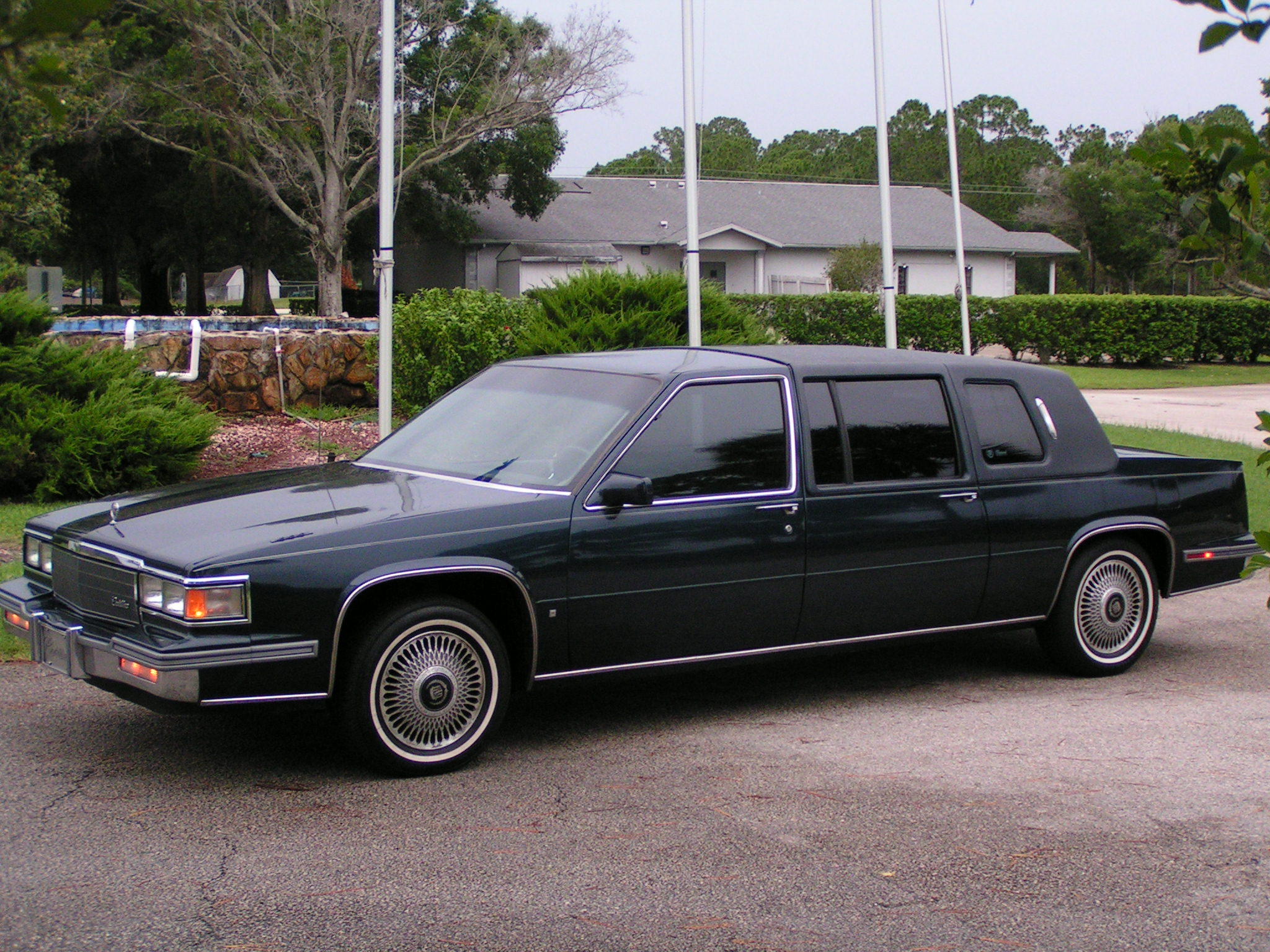
Cadillac Fleetwood 75 mit Werkskarosserie (1986)
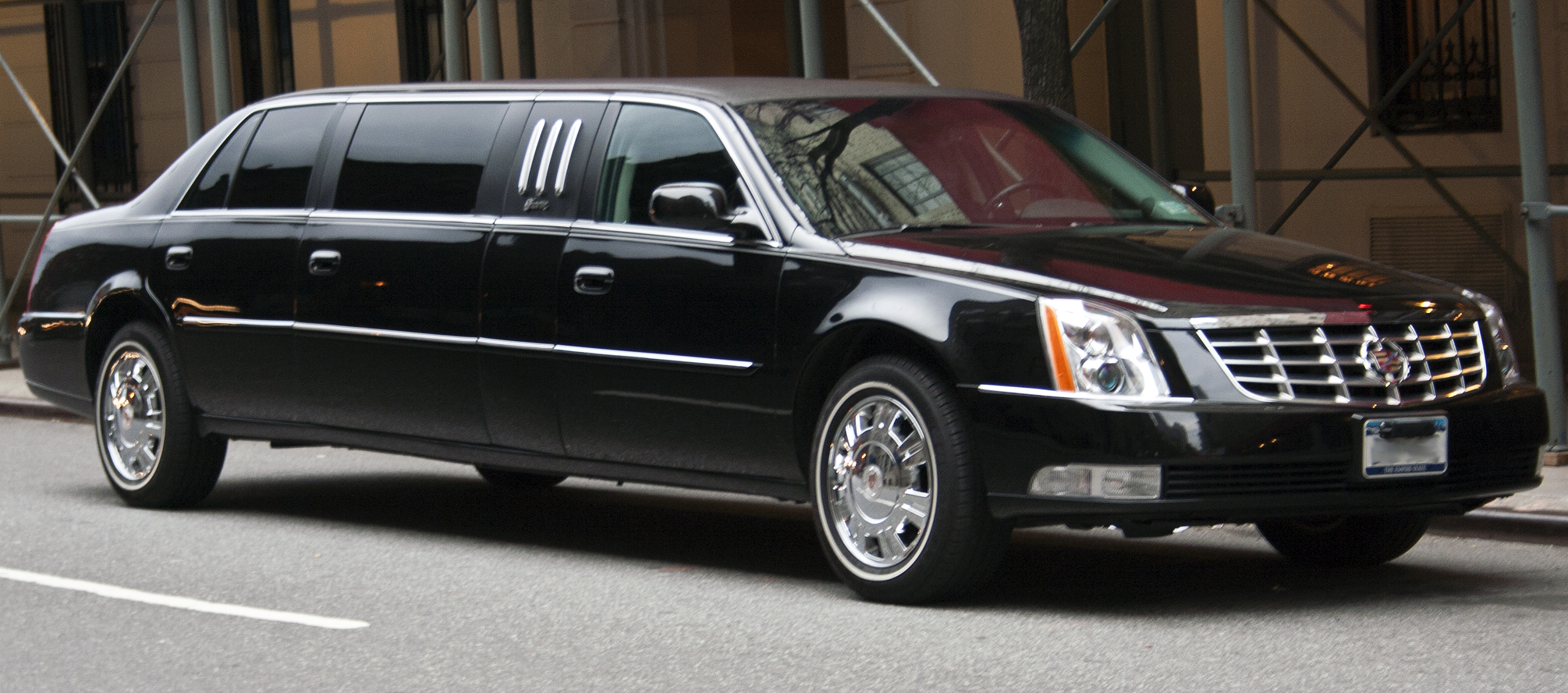
Cadillac DTS Limousine
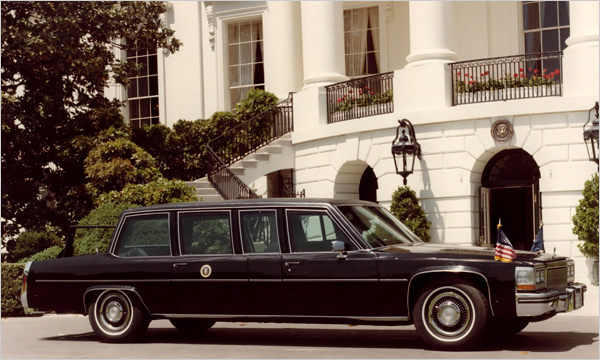
Ronald Reagans Cadillac Fleetwood Limousine mit individuellem Dachaufbau (1983)
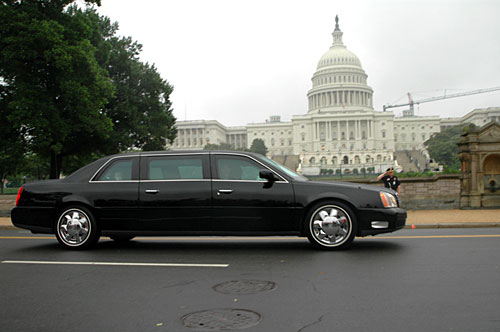
Cadillac DeVille als Repräsentationslimousine für Nancy Reagan (2004)

## Aktuelle Modelle
Im Modelljahr 2025 bietet Cadillac zwölf Baureihen an. Vier davon sind Limousinen, acht sind SUV. CT6 und GT4 werden nur in China gebaut und verkauft.
- Cadillac CT4 (Mittelklasse)
- Cadillac CT5 (obere Mittelklasse)
- Cadillac CT6 (Oberklasse)
- Cadillac Celestiq (Oberklasse)
- Cadillac GT4 (kompakter SUV)
- Cadillac XT4 (kompakter SUV)
- Cadillac XT5 (SUV)
- Cadillac XT6 (SUV)
- Cadillac Escalade (SUV)
- Cadillac Escalade IQ (SUV)
- Cadillac Lyriq (SUV)
- Cadillac Optiq (SUV)

Weiter ist mit dem Vistiq ein Elektro-SUV oberhalb des Lyriq geplant.

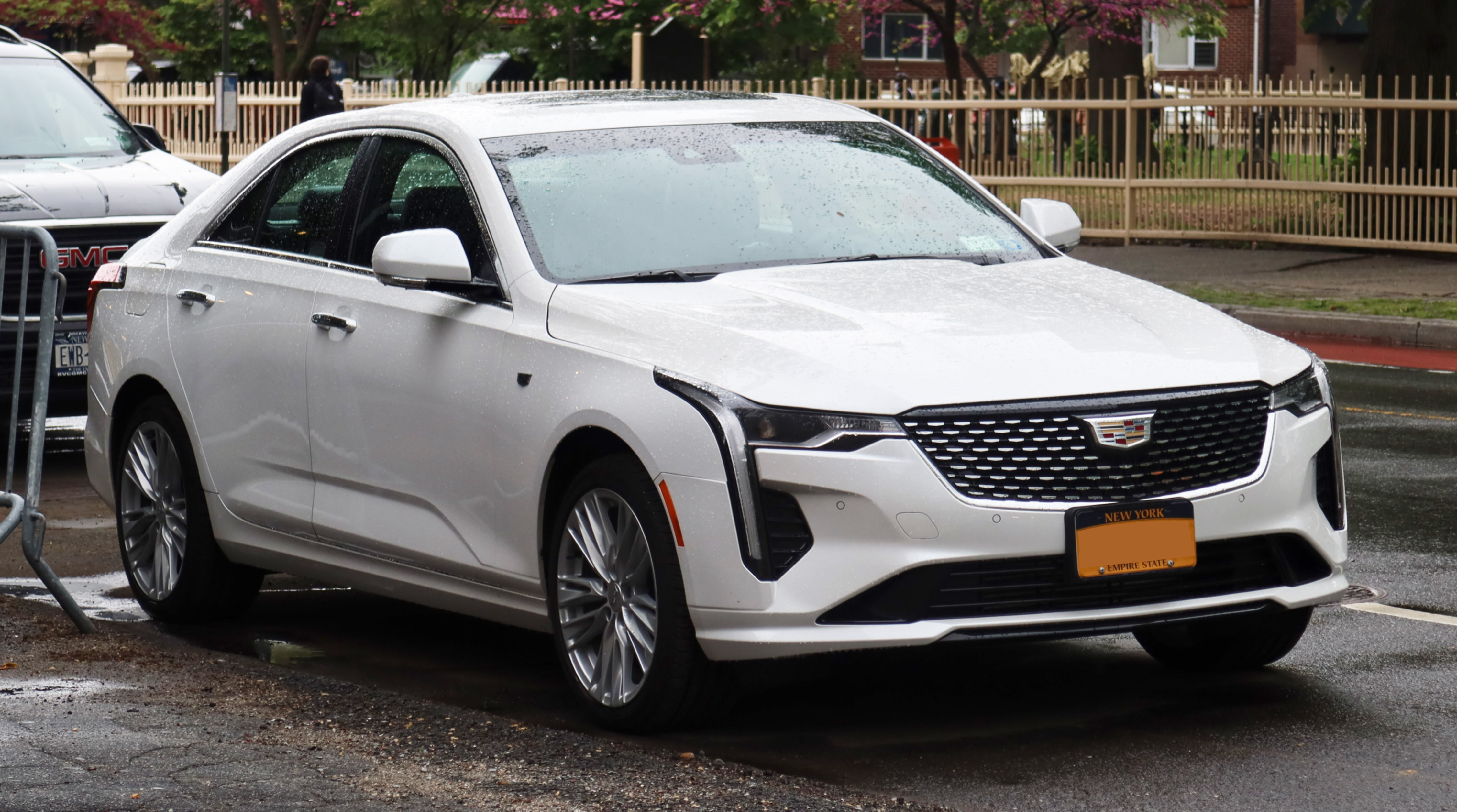
Cadillac CT4
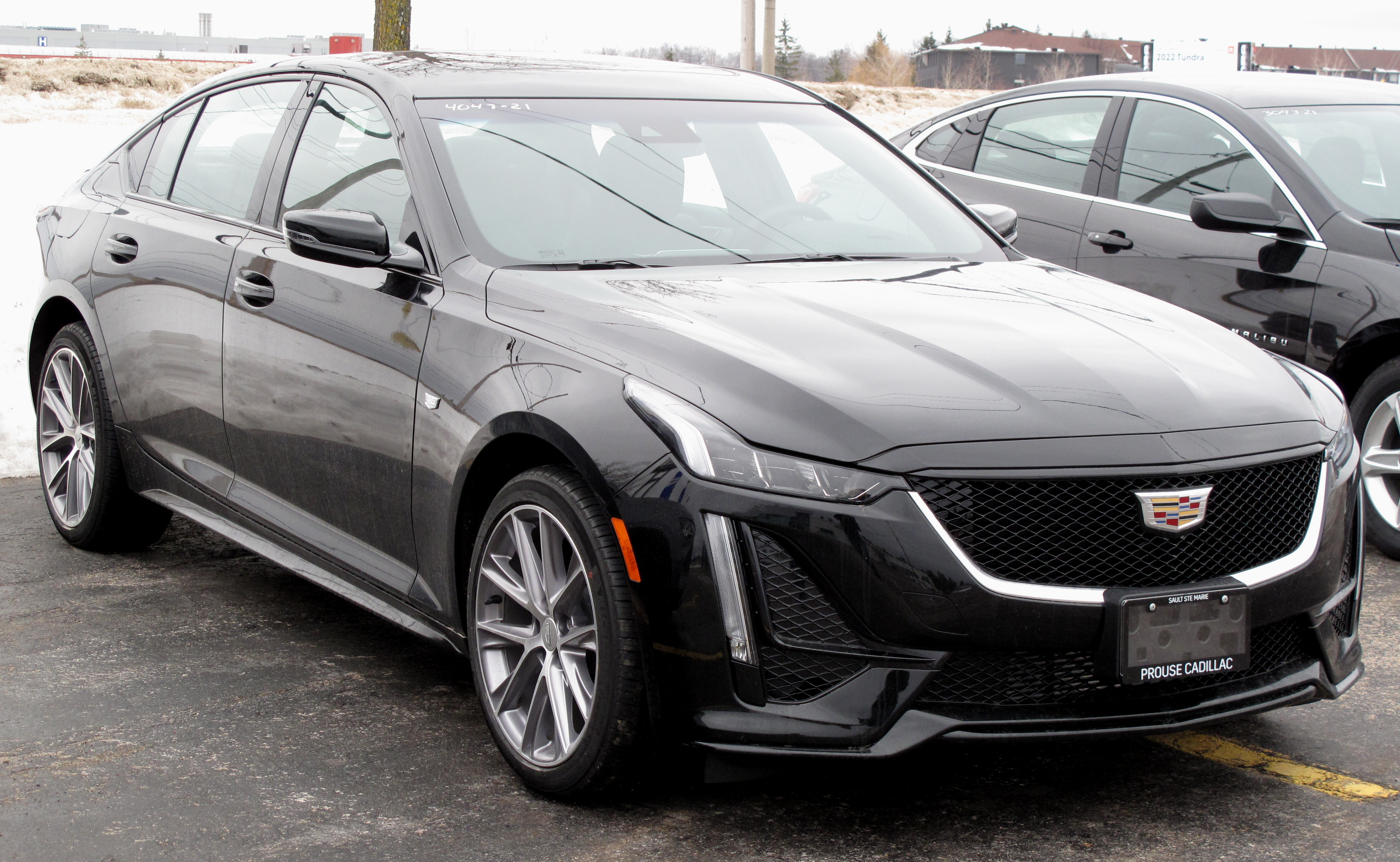
Cadillac CT5
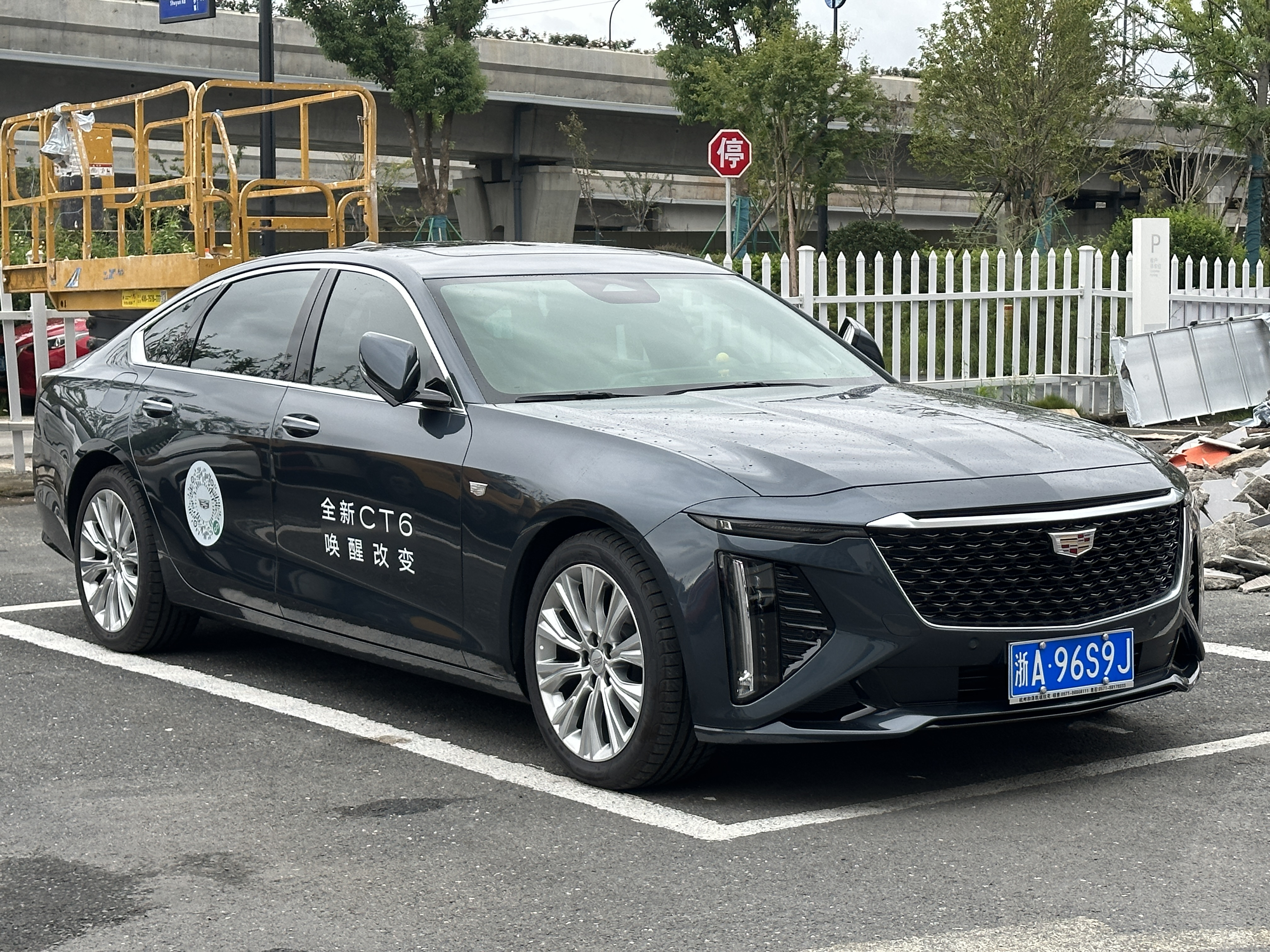
Cadillac CT6
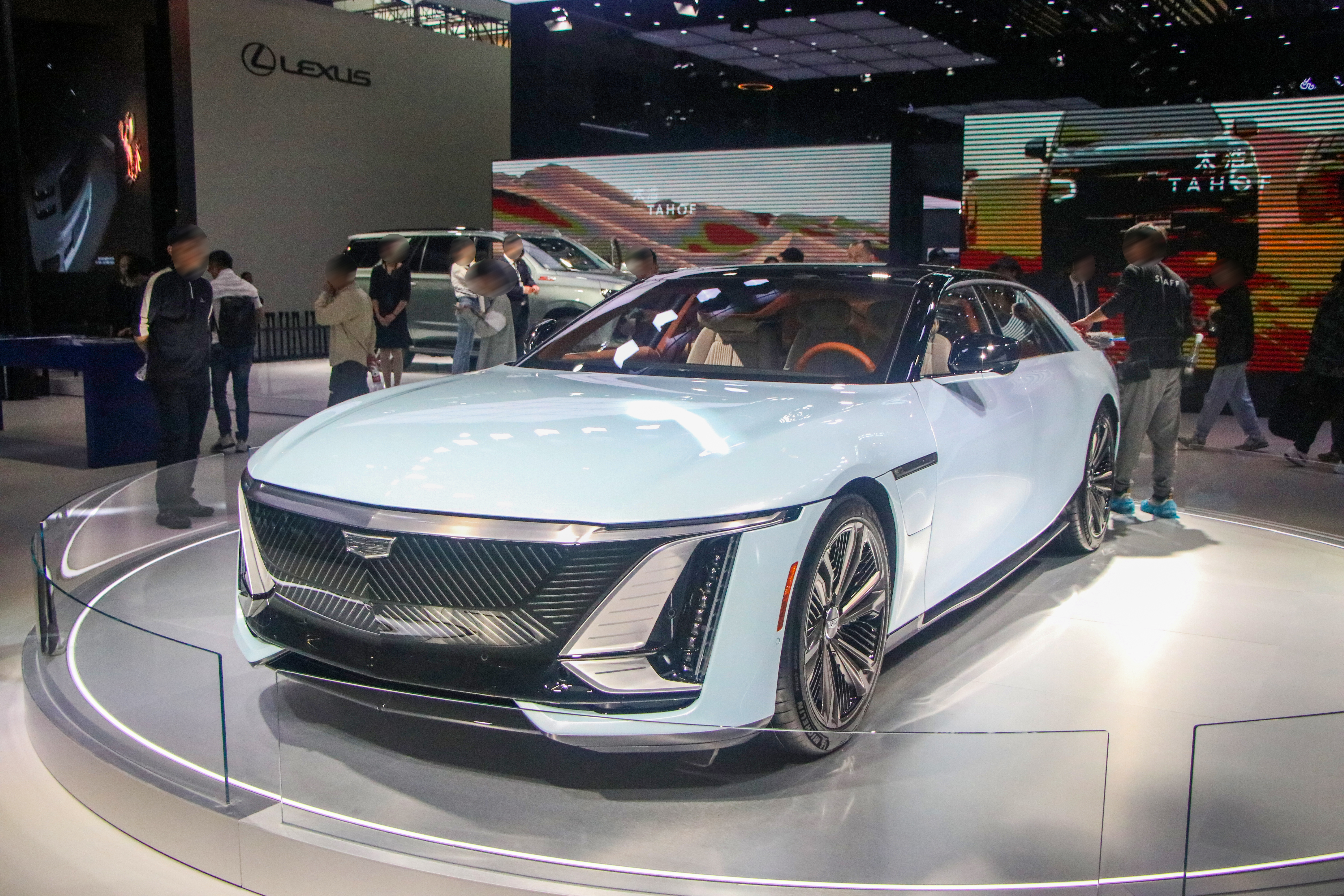
Cadillac Celestiq
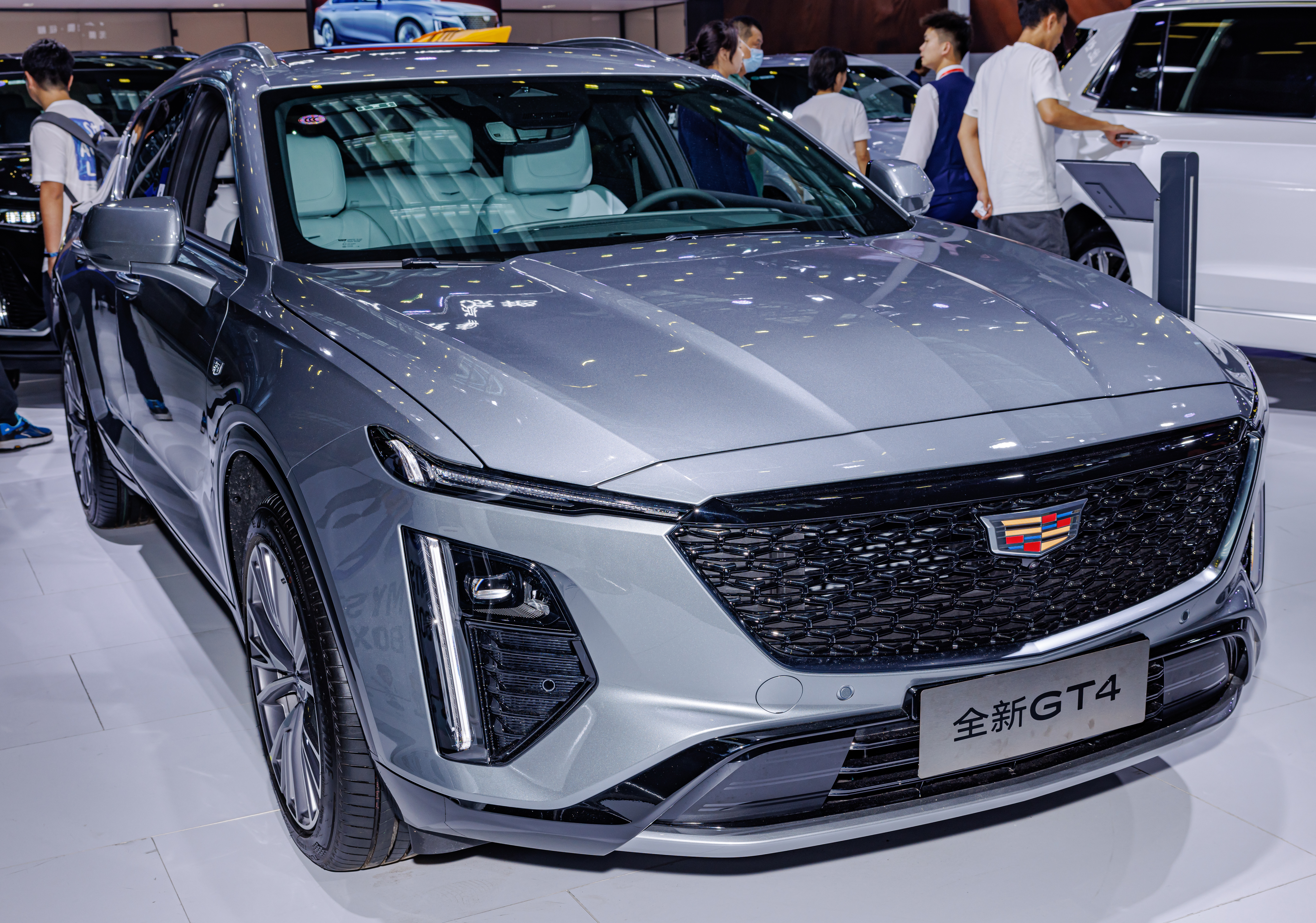
Cadillac GT4
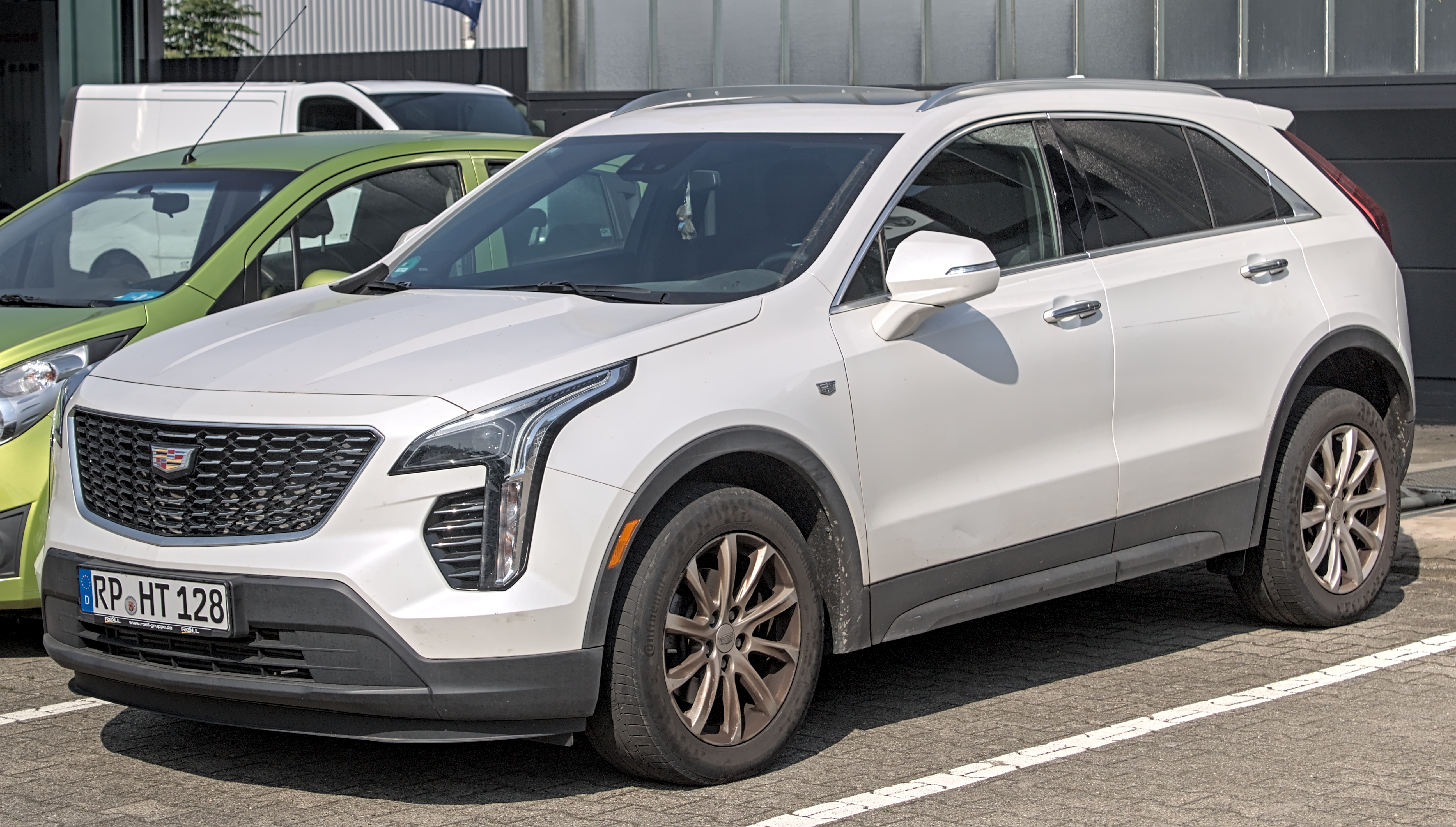
Cadillac XT4
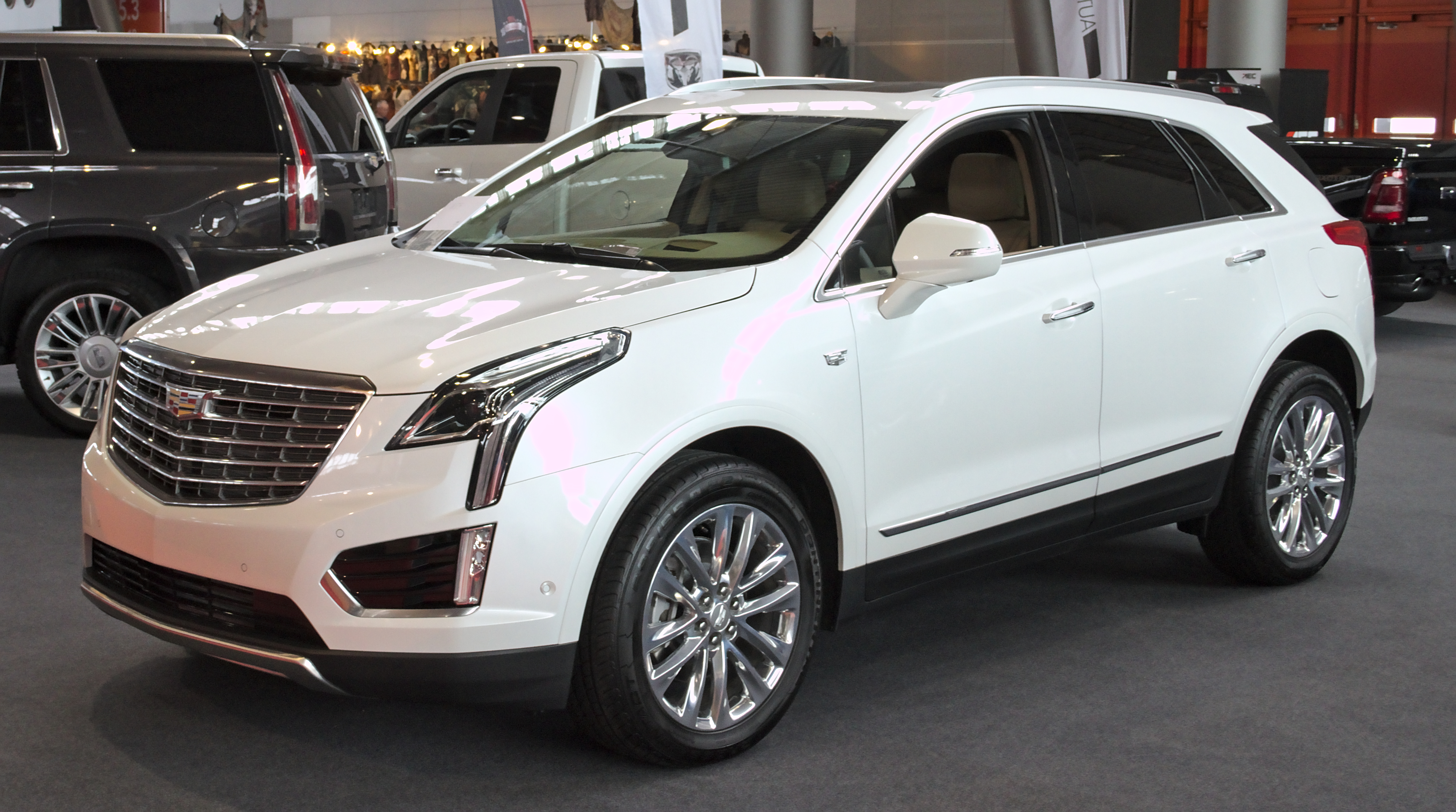
Cadillac XT5
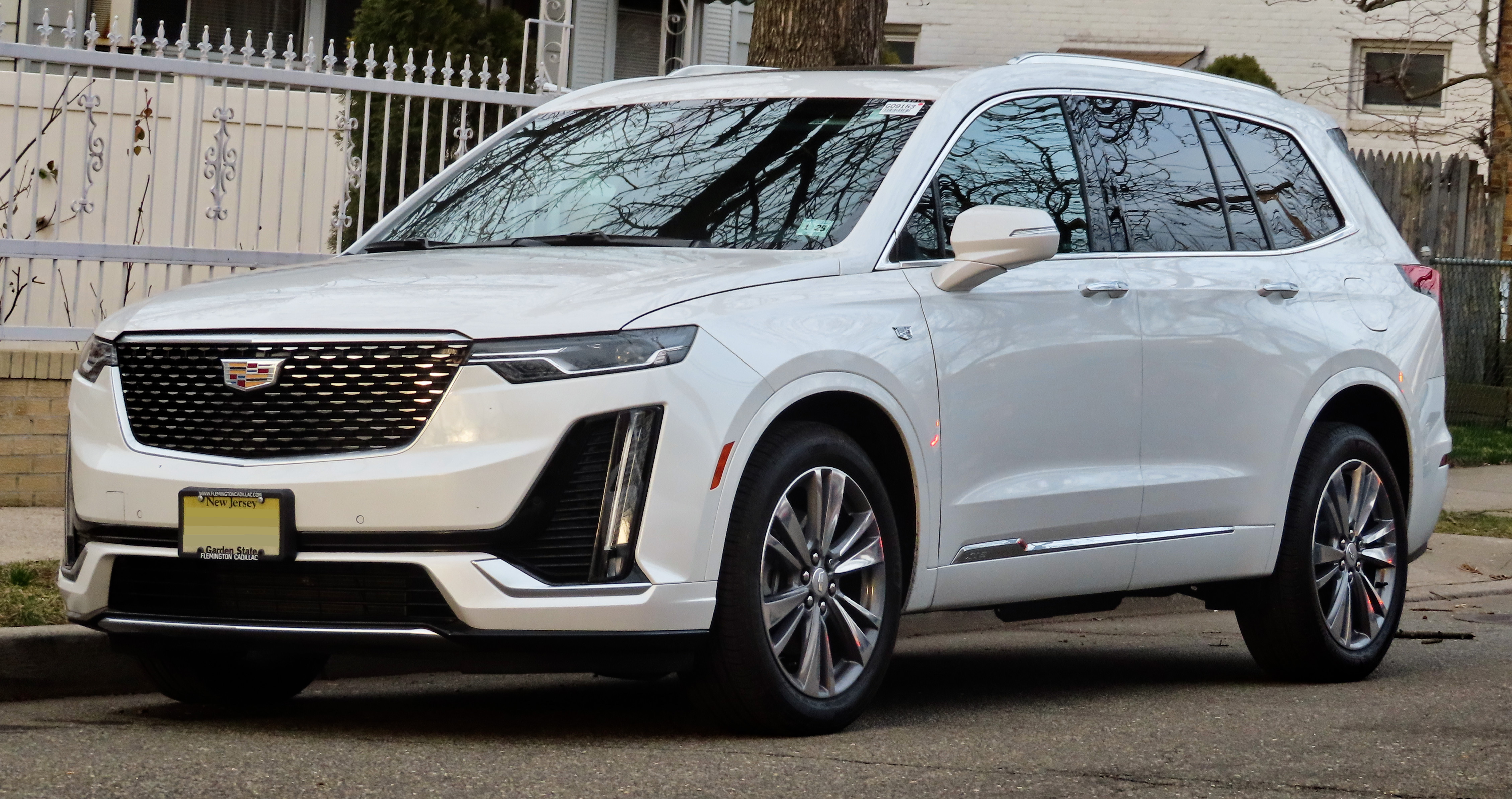
Cadillac XT6
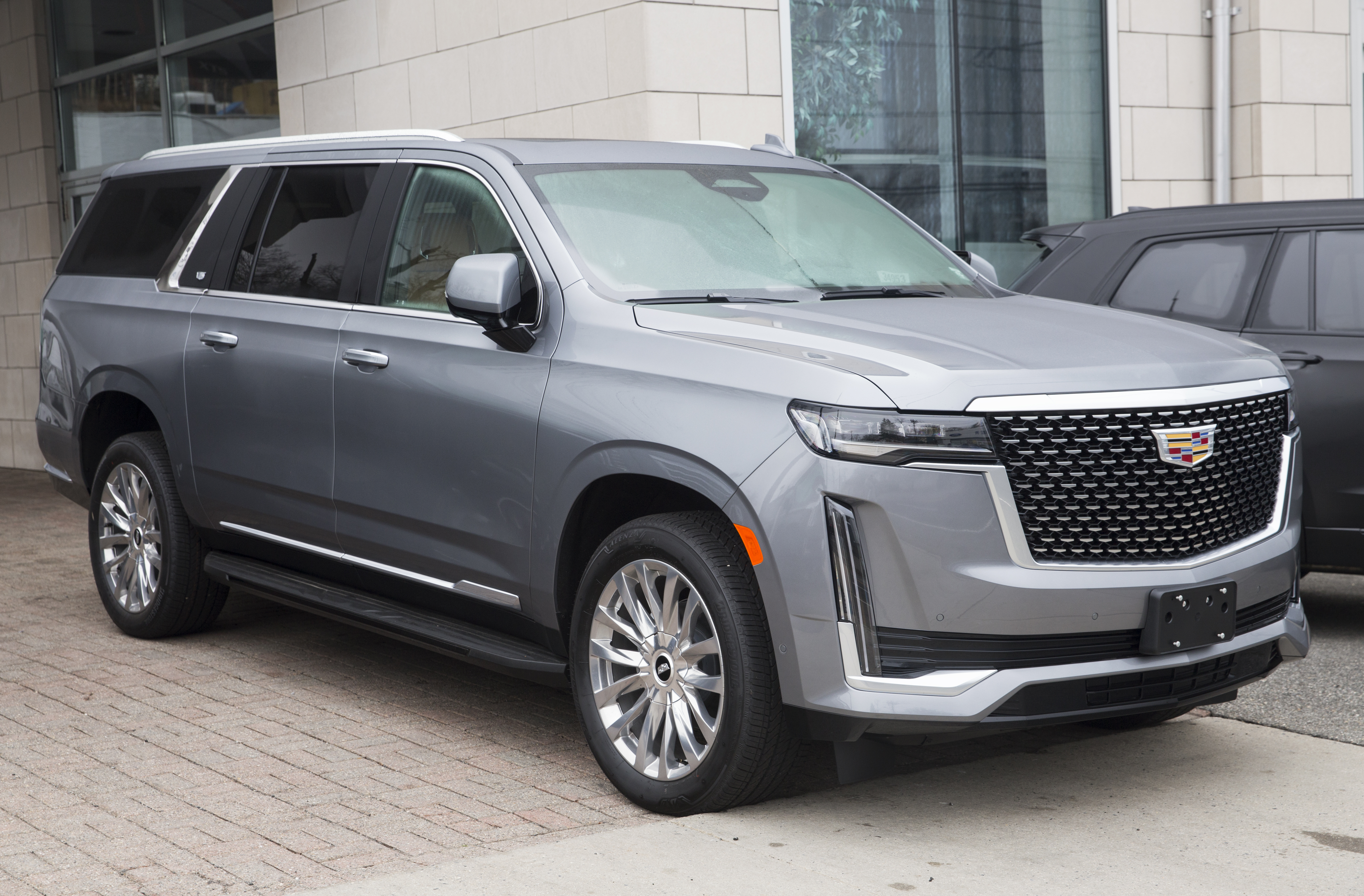
Cadillac Escalade
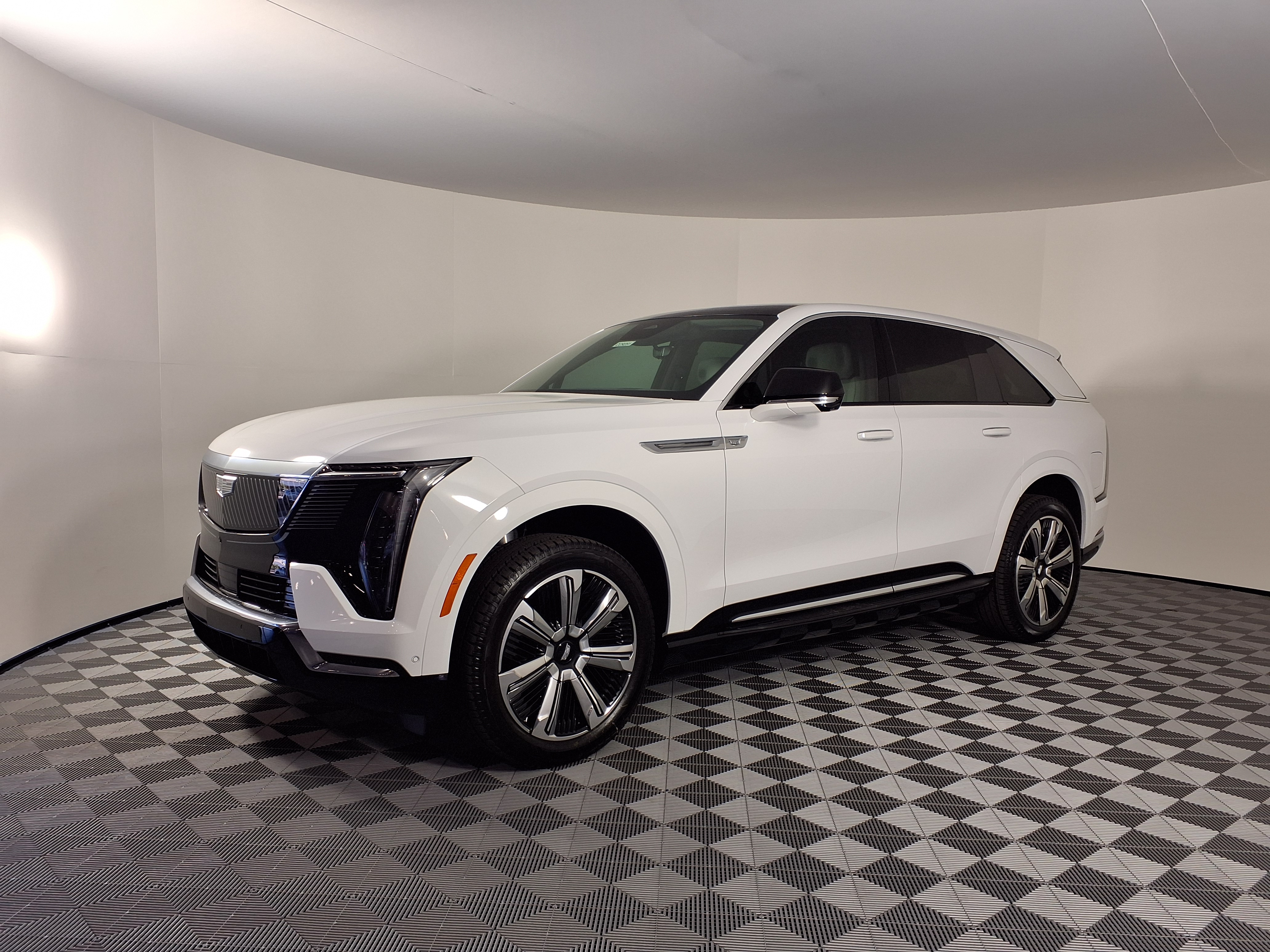
Cadillac Escalade IQ
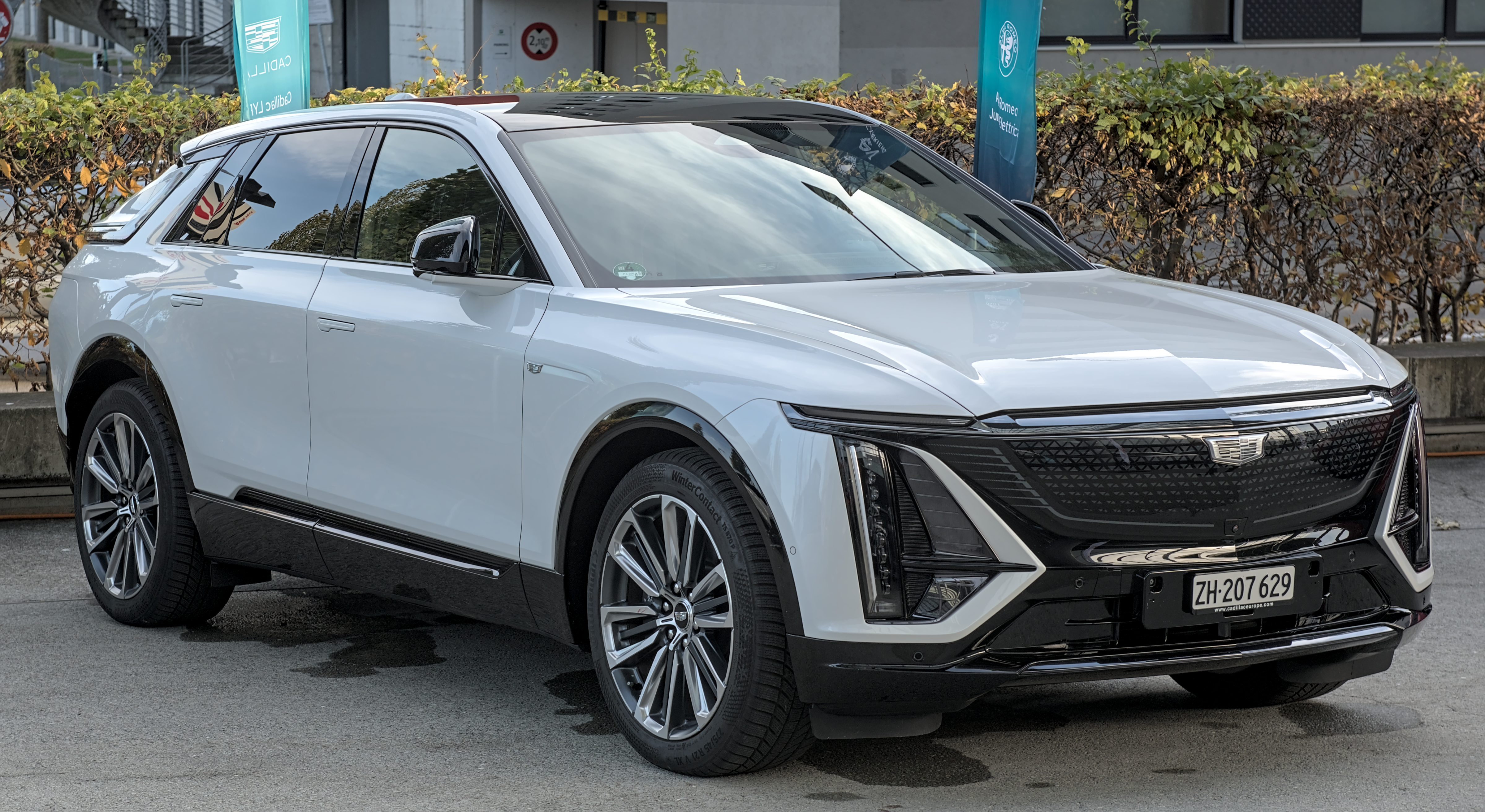
Cadillac Lyriq
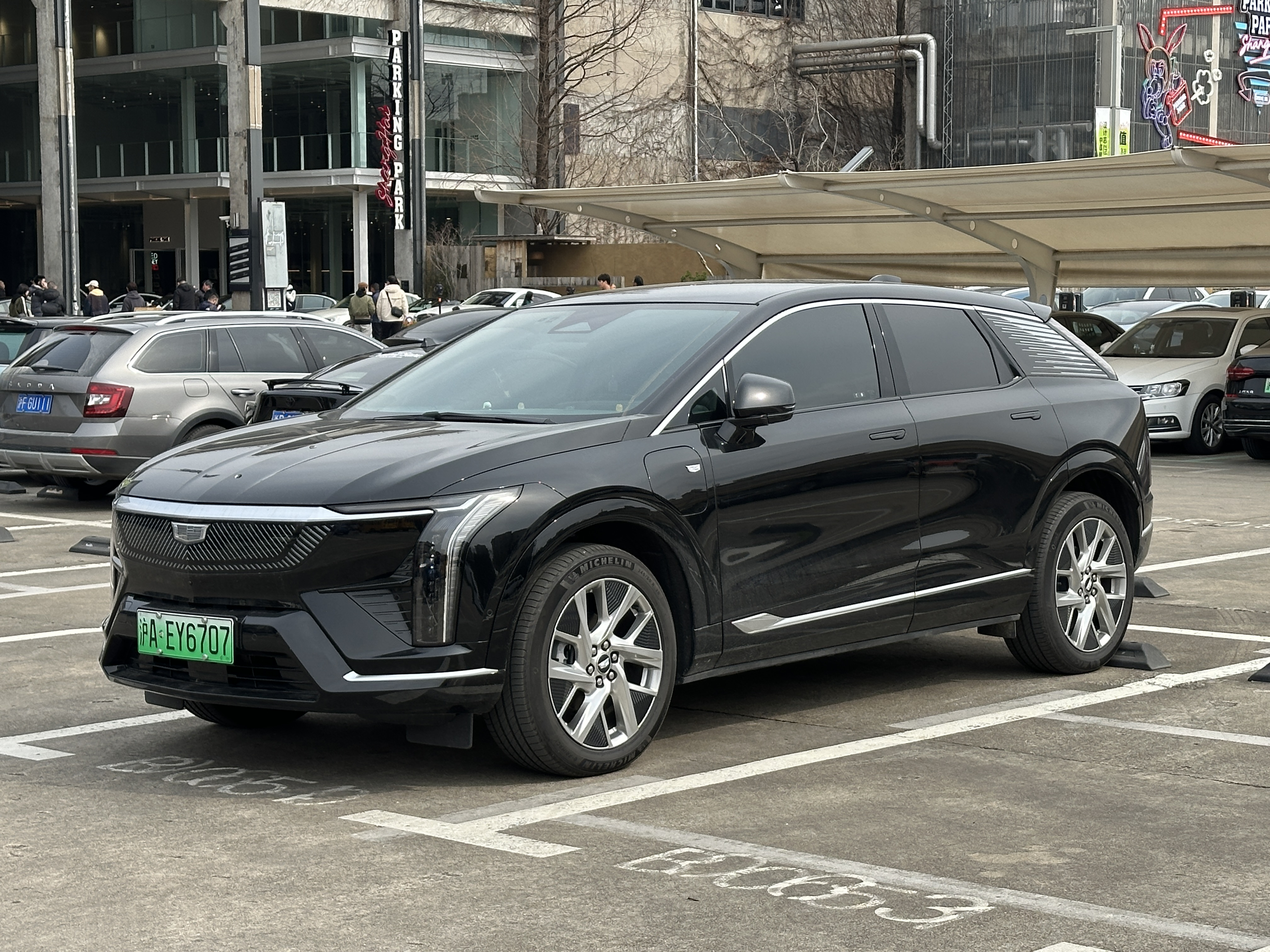
Cadillac Optiq
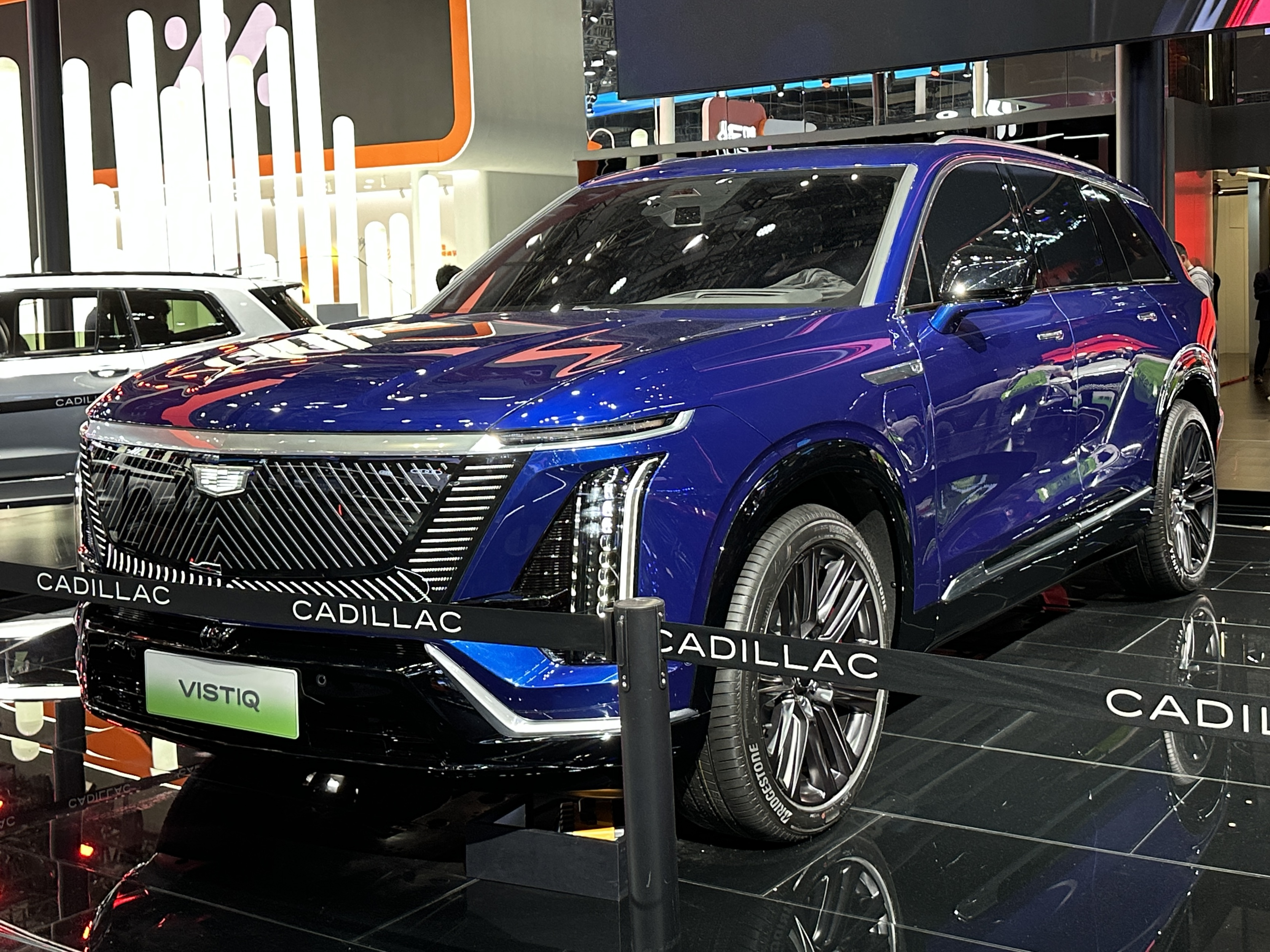
Cadillac Vistiq

## Logo und Corporate Design
Das Logo von Cadillac ist an europäische Heraldik angelehnt und basiert auf dem Familienwappen von Antoine de la Mothe Cadillac, dem Namensgeber der Marke. Mittlerweile wurde das Logo stärker abstrahiert, früheres Beiwerk wie Krone und Lorbeerkranz fehlen.
Zur Beschriftung des Kombi-Instruments und anderen Bedienelementen in den Fahrzeugen wird seit Jahrzehnten die Schriftart Eurostile verwendet.

Schriftzug und Cadillac-Logo bis 2014
Logo seit 2014

### Entwicklung der Heckflossen und Heckleuchten bei Cadillac
Charakteristisch für die Gestaltung der Fahrzeuge von Cadillac waren ab 1948 die Heckflossen, die zum Sinnbild eines fortschrittsgewandten Optimismus wurden. Aus diesem stilistischen Merkmal leiteten sich später die senkrechten Heckleuchten ab.

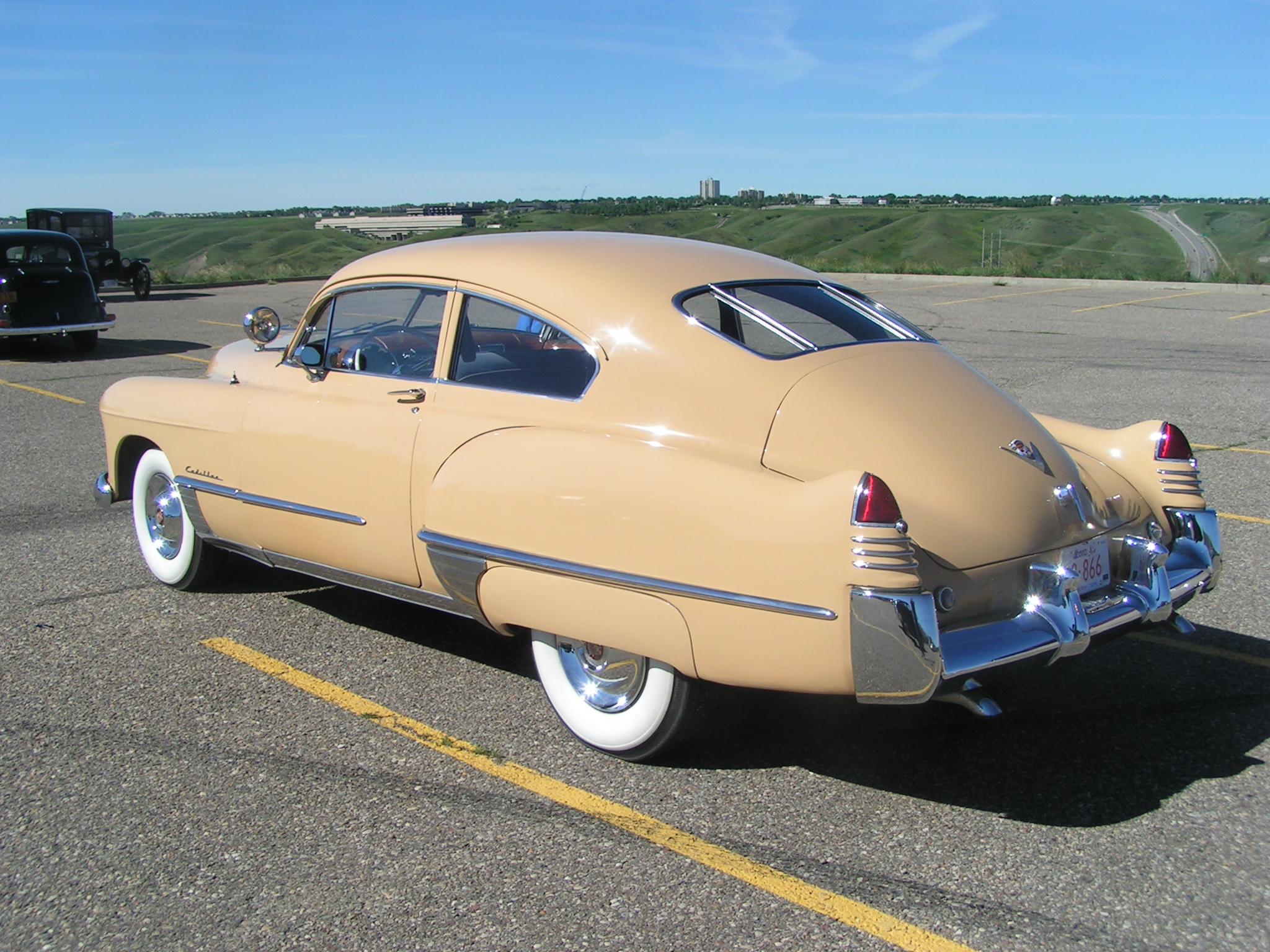
Flugzeuglook mit Heckflossen: Cadillac Series 62 Coupé (1948)
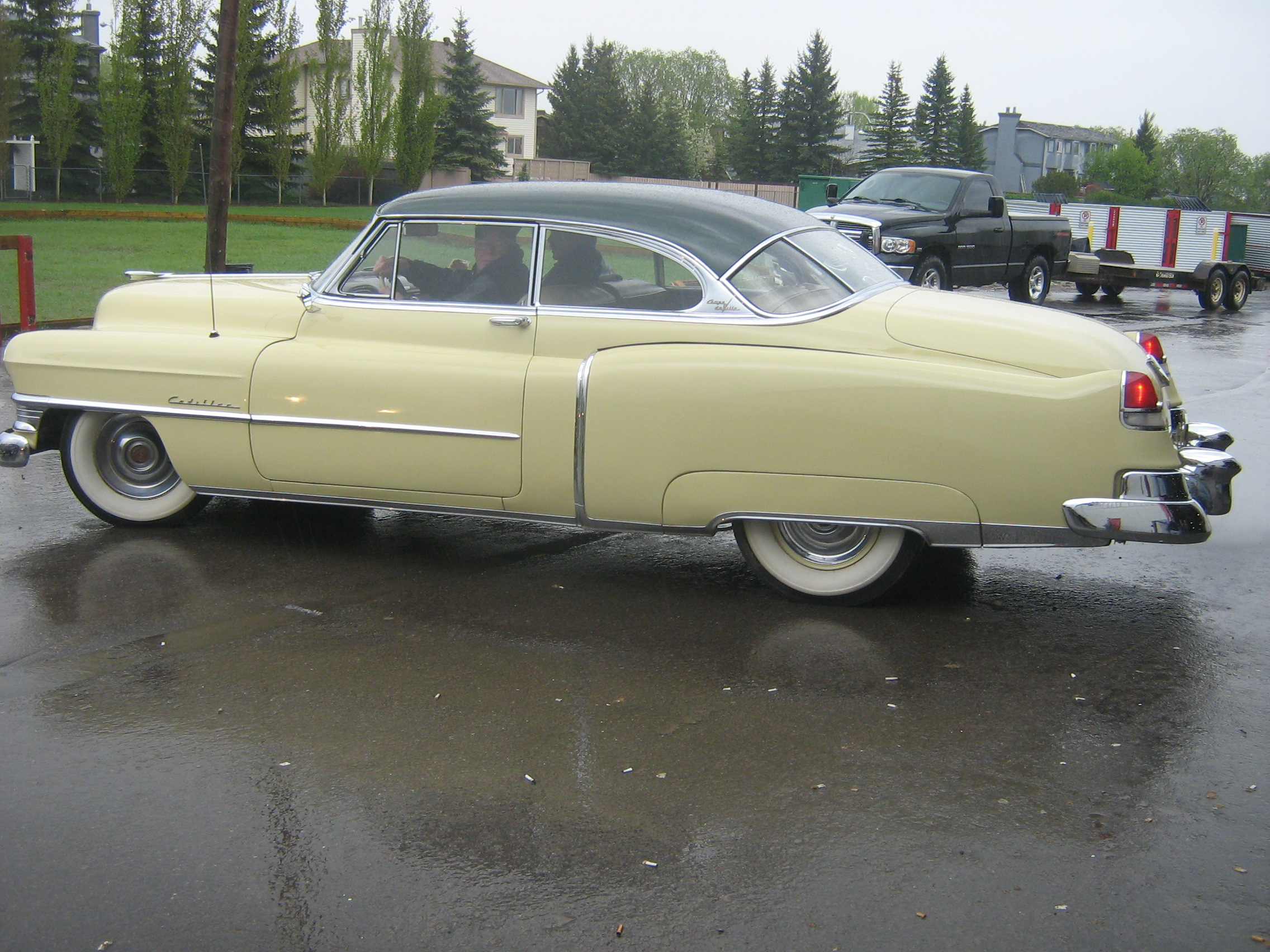
Cadillac Coupe DeVille (1951)
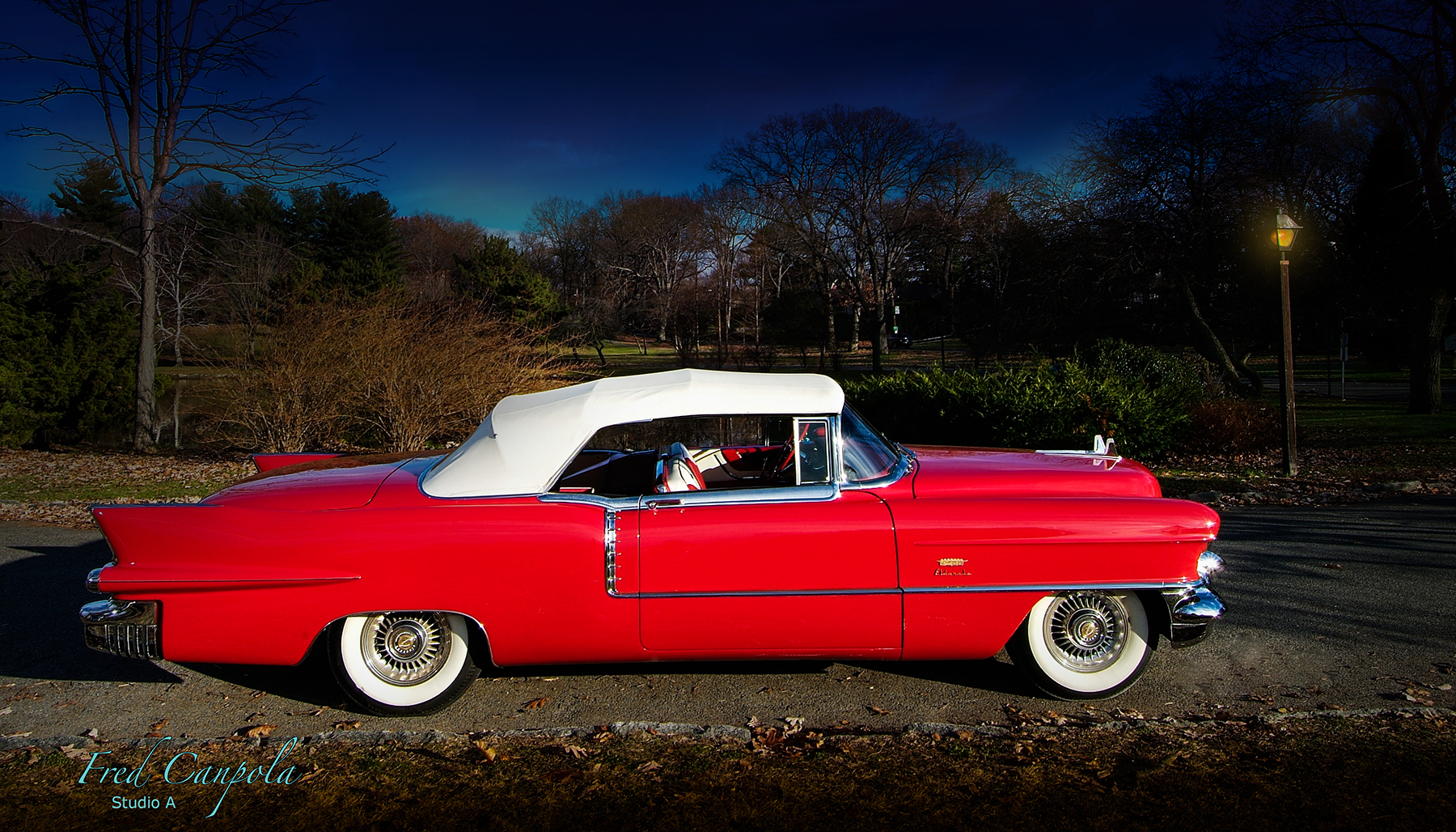
Cadillac Eldorado Biarritz (1956)
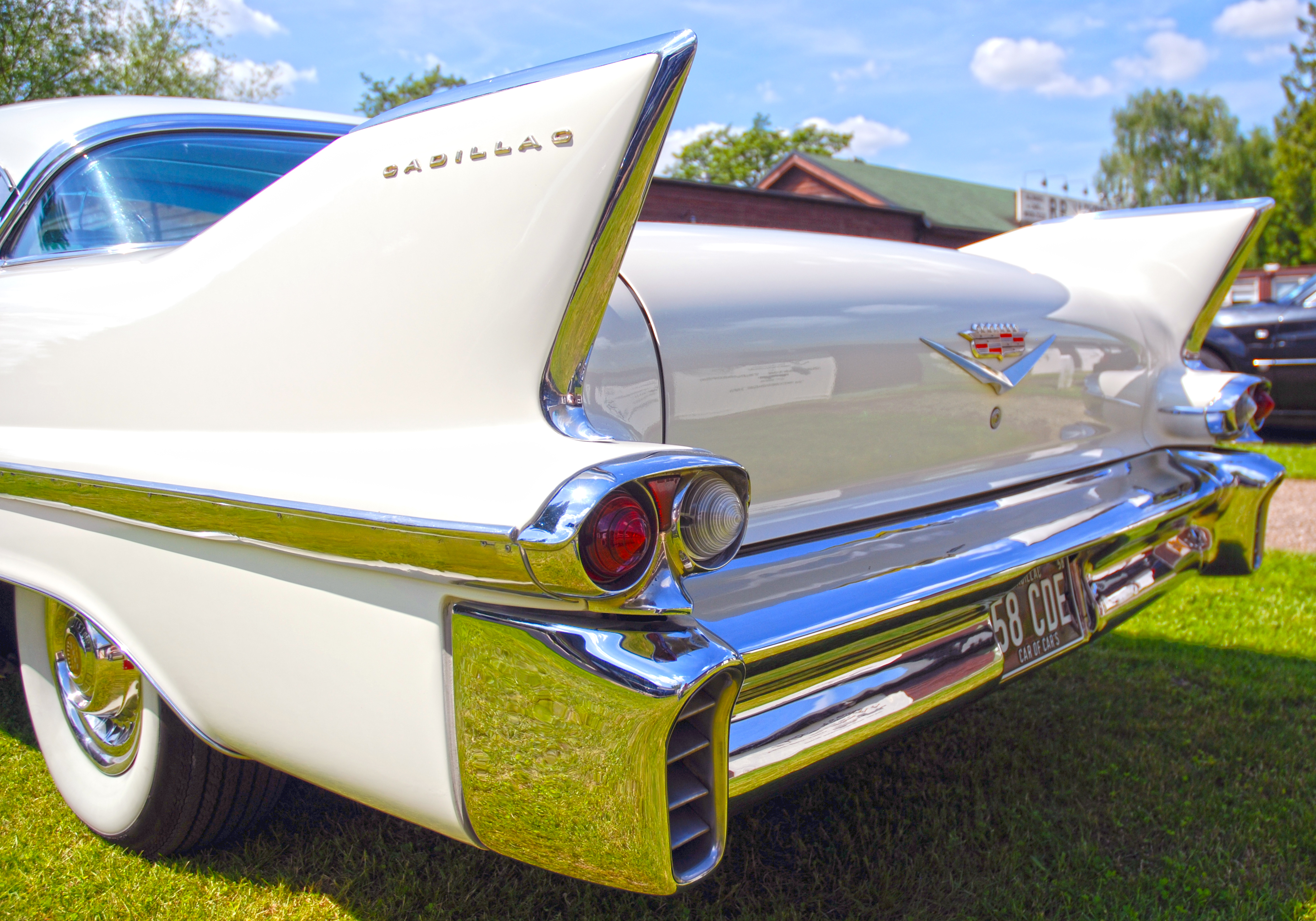
Cadillac Fleetwood 60 Special (1957)
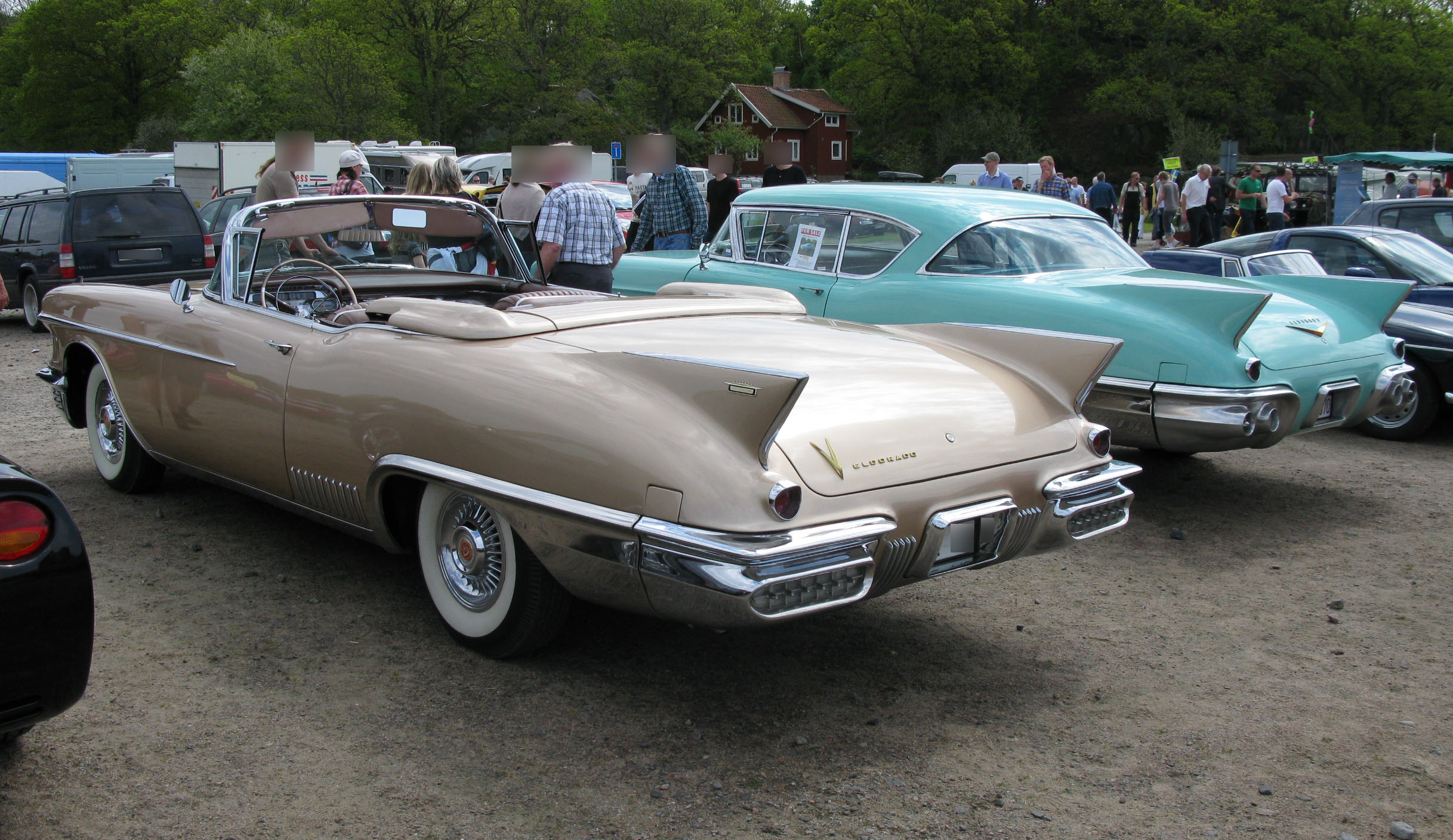
Cadillac Eldorado Biarritz (links, 1958) und Eldorado Seville (rechts, 1957)
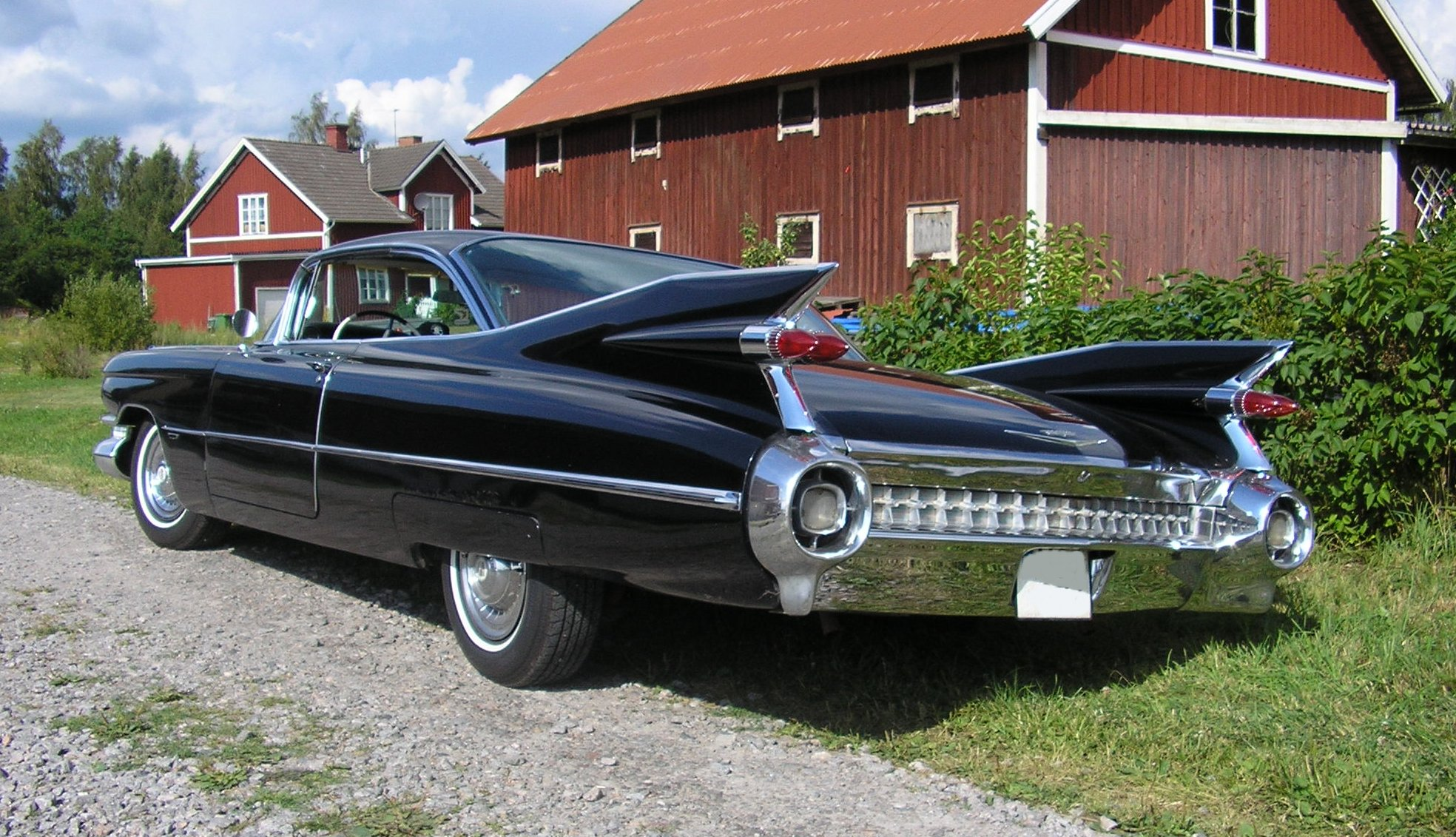
Cadillac 62 Series (1959)
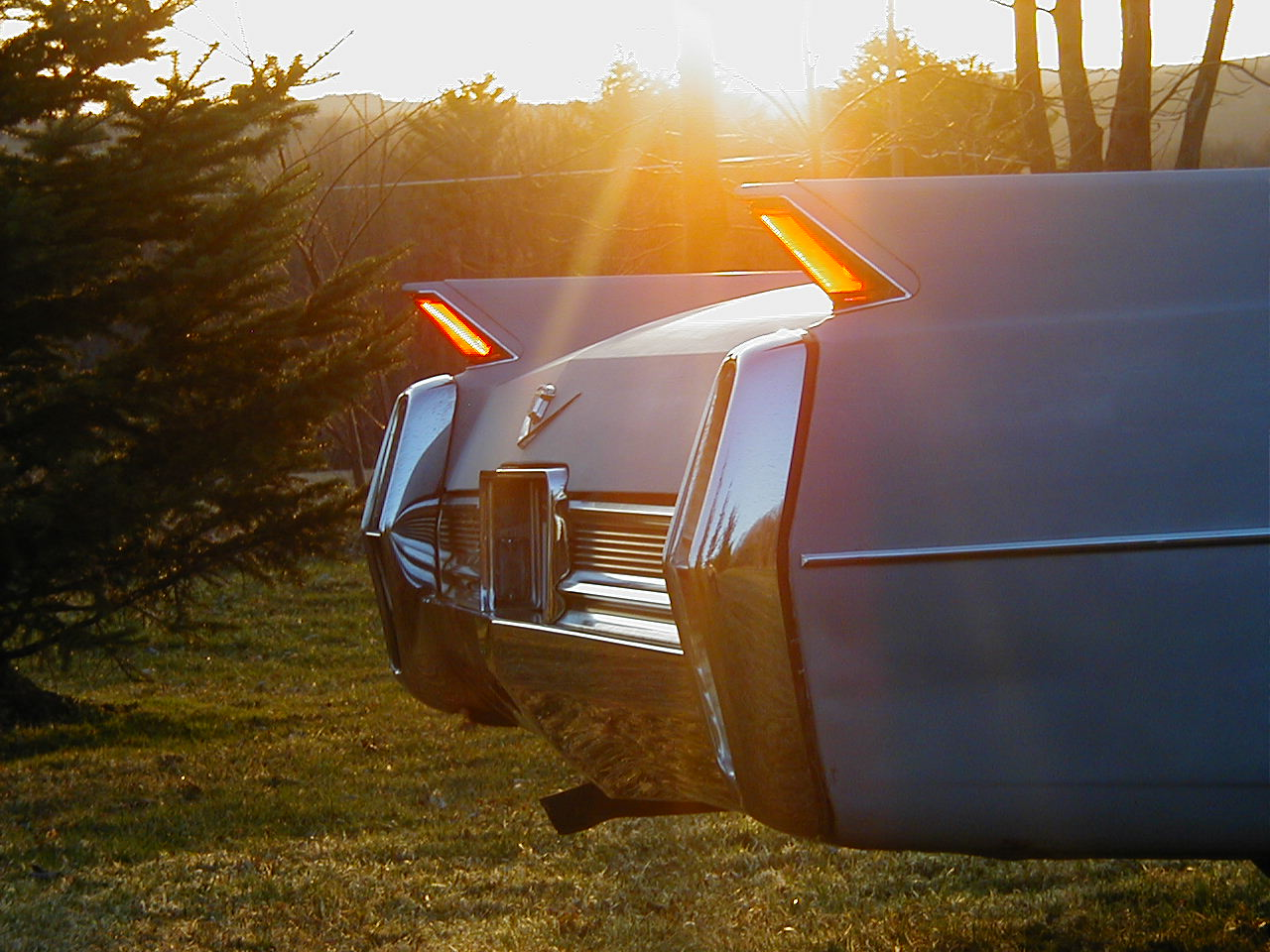
1964: Cadillacs letzter Jahrgang mit Heckflossen
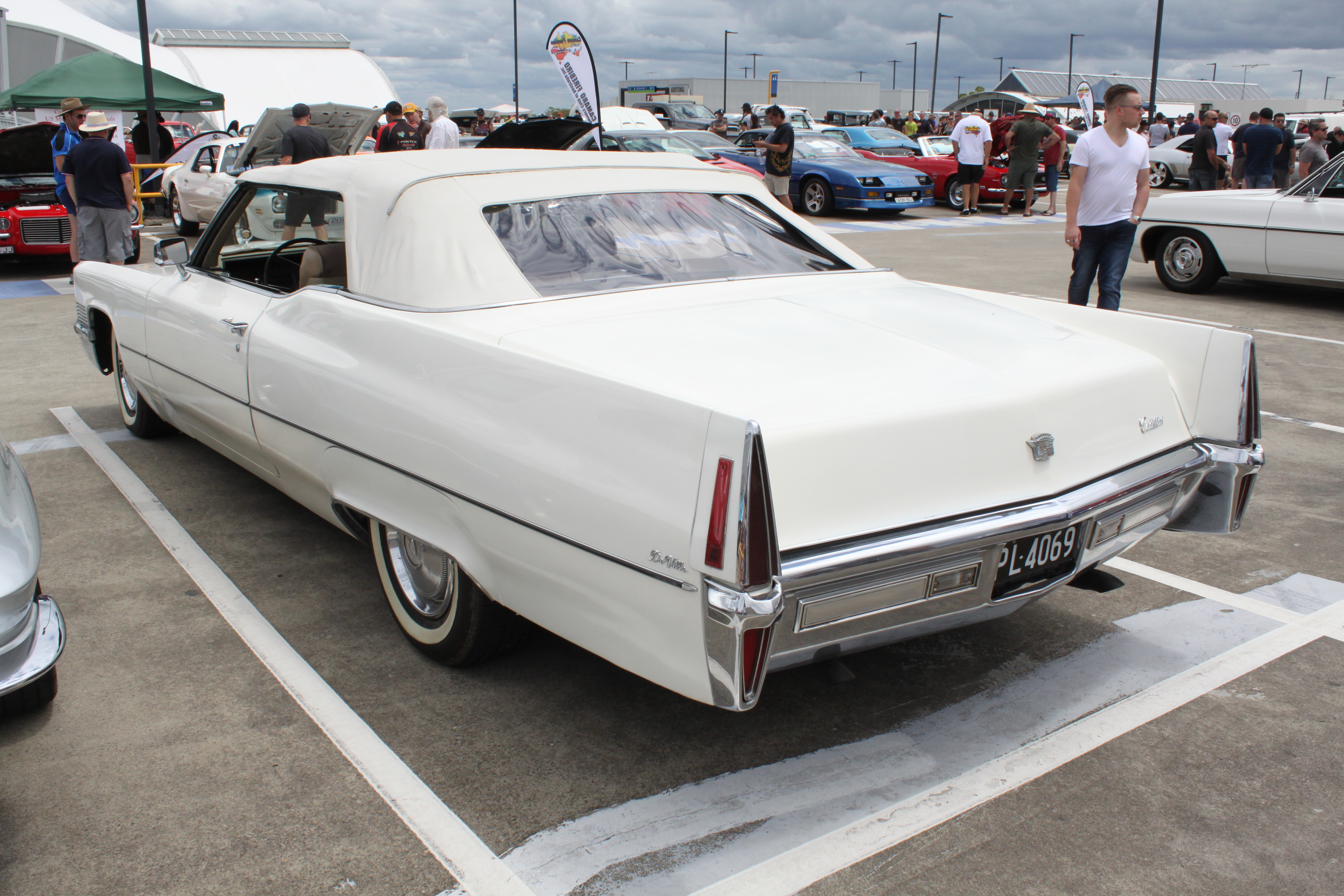
Senkrecht stehende Rückleuchten: Stilistische Weiterentwicklung des Heckflossen-Themas bei einem DeVille Convertible von 1970 …
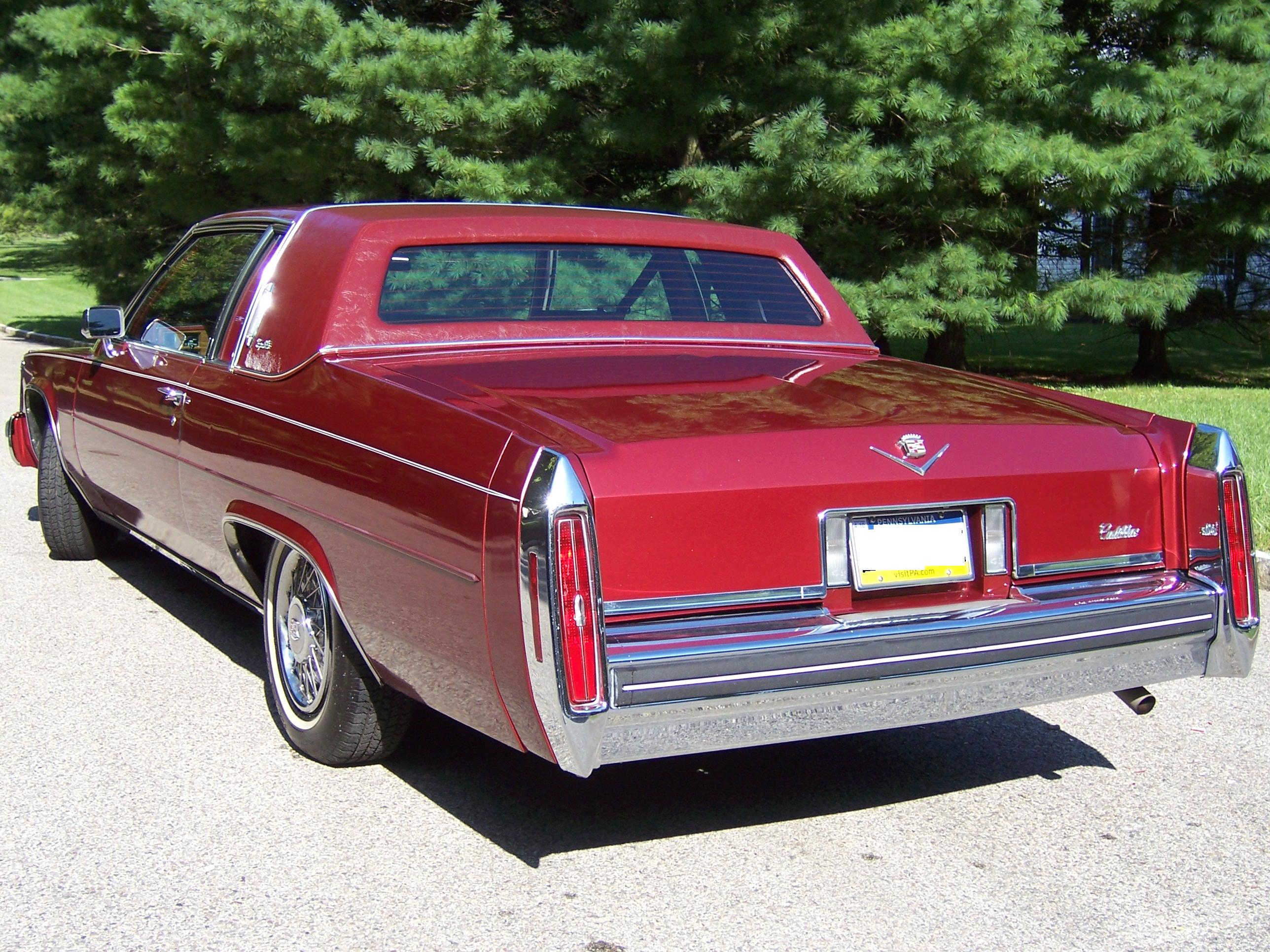
… und einem Coupe DeVille von 1984
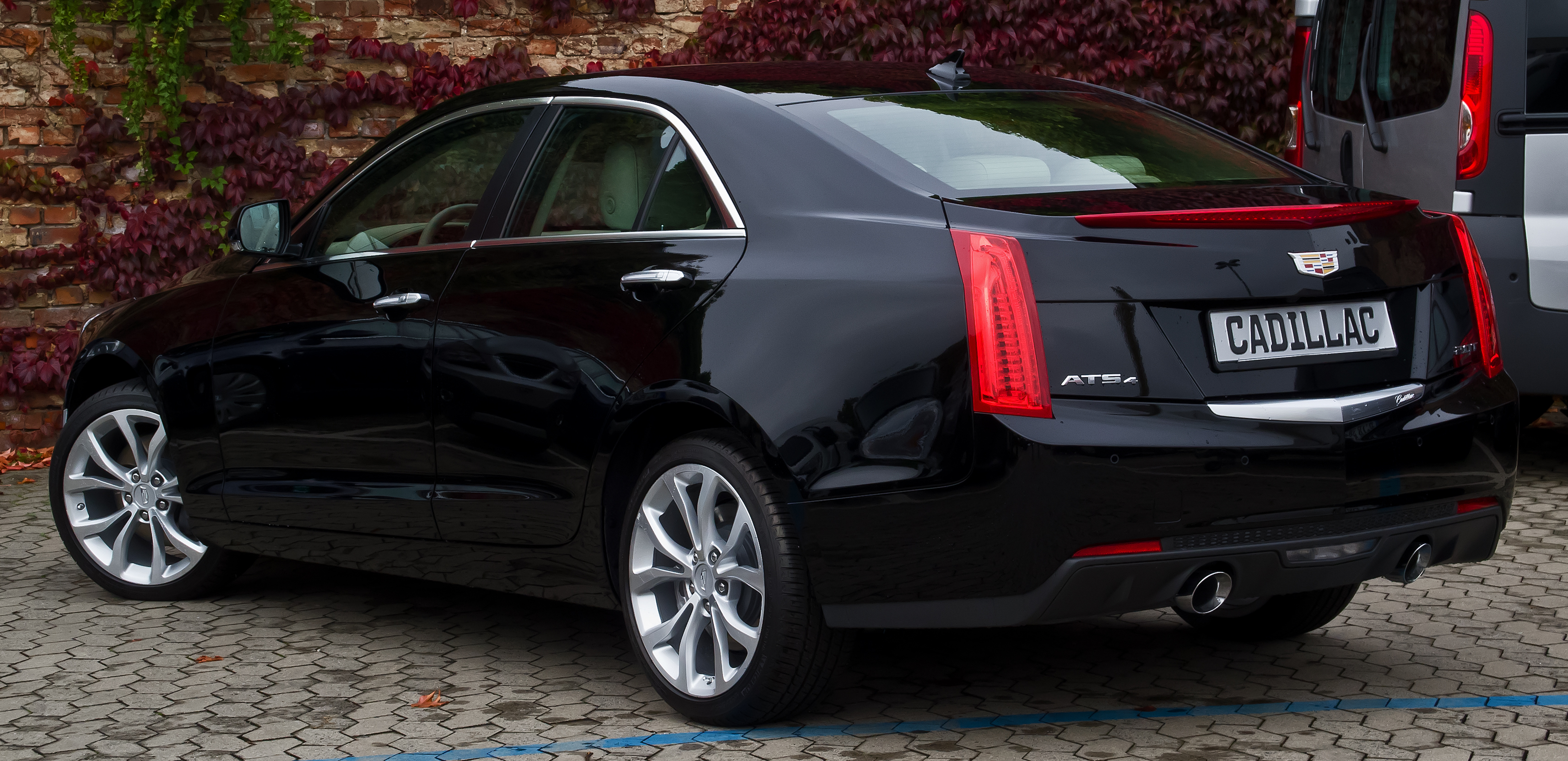
Senkrechte Heckleuchten beim ATS

## Frühere Modelle: Übersichten
Im Zeitraum von 1942 bis 1946 gab es aufgrund des Zweiten Weltkrieges nur eine eingeschränkte zivile Fahrzeugproduktion.
Im Zeitraum von 1942 bis 1946 gab es aufgrund des Zweiten Weltkrieges nur eine eingeschränkte zivile Fahrzeugproduktion.
| « vorher – Zeitleiste der Cadillac-Modelle seit 1990 | « vorher – Zeitleiste der Cadillac-Modelle seit 1990 | « vorher – Zeitleiste der Cadillac-Modelle seit 1990 | « vorher – Zeitleiste der Cadillac-Modelle seit 1990 | « vorher – Zeitleiste der Cadillac-Modelle seit 1990 | « vorher – Zeitleiste der Cadillac-Modelle seit 1990 | « vorher – Zeitleiste der Cadillac-Modelle seit 1990 | « vorher – Zeitleiste der Cadillac-Modelle seit 1990 | « vorher – Zeitleiste der Cadillac-Modelle seit 1990 | « vorher – Zeitleiste der Cadillac-Modelle seit 1990 | « vorher – Zeitleiste der Cadillac-Modelle seit 1990 | « vorher – Zeitleiste der Cadillac-Modelle seit 1990 | « vorher – Zeitleiste der Cadillac-Modelle seit 1990 | « vorher – Zeitleiste der Cadillac-Modelle seit 1990 | « vorher – Zeitleiste der Cadillac-Modelle seit 1990 | « vorher – Zeitleiste der Cadillac-Modelle seit 1990 | « vorher – Zeitleiste der Cadillac-Modelle seit 1990 | « vorher – Zeitleiste der Cadillac-Modelle seit 1990 | « vorher – Zeitleiste der Cadillac-Modelle seit 1990 | « vorher – Zeitleiste der Cadillac-Modelle seit 1990 | « vorher – Zeitleiste der Cadillac-Modelle seit 1990 | « vorher – Zeitleiste der Cadillac-Modelle seit 1990 | « vorher – Zeitleiste der Cadillac-Modelle seit 1990 | « vorher – Zeitleiste der Cadillac-Modelle seit 1990 | « vorher – Zeitleiste der Cadillac-Modelle seit 1990 | « vorher – Zeitleiste der Cadillac-Modelle seit 1990 | « vorher – Zeitleiste der Cadillac-Modelle seit 1990 | « vorher – Zeitleiste der Cadillac-Modelle seit 1990 | « vorher – Zeitleiste der Cadillac-Modelle seit 1990 | « vorher – Zeitleiste der Cadillac-Modelle seit 1990 | « vorher – Zeitleiste der Cadillac-Modelle seit 1990 | « vorher – Zeitleiste der Cadillac-Modelle seit 1990 | « vorher – Zeitleiste der Cadillac-Modelle seit 1990 | « vorher – Zeitleiste der Cadillac-Modelle seit 1990 | « vorher – Zeitleiste der Cadillac-Modelle seit 1990 | « vorher – Zeitleiste der Cadillac-Modelle seit 1990 | « vorher – Zeitleiste der Cadillac-Modelle seit 1990 |
| ---------------------------------------------------- | ---------------------------------------------------- | ---------------------------------------------------- | ---------------------------------------------------- | ---------------------------------------------------- | ---------------------------------------------------- | ---------------------------------------------------- | ---------------------------------------------------- | ---------------------------------------------------- | ---------------------------------------------------- | ---------------------------------------------------- | ---------------------------------------------------- | ---------------------------------------------------- | ---------------------------------------------------- | ---------------------------------------------------- | ---------------------------------------------------- | ---------------------------------------------------- | ---------------------------------------------------- | ---------------------------------------------------- | ---------------------------------------------------- | ---------------------------------------------------- | ---------------------------------------------------- | ---------------------------------------------------- | ---------------------------------------------------- | ---------------------------------------------------- | ---------------------------------------------------- | ---------------------------------------------------- | ---------------------------------------------------- | ---------------------------------------------------- | ---------------------------------------------------- | ---------------------------------------------------- | ---------------------------------------------------- | ---------------------------------------------------- | ---------------------------------------------------- | ---------------------------------------------------- | ---------------------------------------------------- | ---------------------------------------------------- |
| Typ                                                  | 1990er                                               | 1990er                                               | 1990er                                               | 1990er                                               | 1990er                                               | 1990er                                               | 1990er                                               | 1990er                                               | 1990er                                               | 1990er                                               | 2000er                                               | 2000er                                               | 2000er                                               | 2000er                                               | 2000er                                               | 2000er                                               | 2000er                                               | 2000er                                               | 2000er                                               | 2000er                                               | 2010er                                               | 2010er                                               | 2010er                                               | 2010er                                               | 2010er                                               | 2010er                                               | 2010er                                               | 2010er                                               | 2010er                                               | 2010er                                               | 2020er                                               | 2020er                                               | 2020er                                               | 2020er                                               | 2020er                                               | 2020er                                               |
| Typ                                                  | 0                                                    | 1                                                    | 2                                                    | 3                                                    | 4                                                    | 5                                                    | 6                                                    | 7                                                    | 8                                                    | 9                                                    | 0                                                    | 1                                                    | 2                                                    | 3                                                    | 4                                                    | 5                                                    | 6                                                    | 7                                                    | 8                                                    | 9                                                    | 0                                                    | 1                                                    | 2                                                    | 3                                                    | 4                                                    | 5                                                    | 6                                                    | 7                                                    | 8                                                    | 9                                                    | 0                                                    | 1                                                    | 2                                                    | 3                                                    | 4                                                    | 5                                                    |
| Mittelklasse                                         |                                                      |                                                      |                                                      |                                                      |                                                      |                                                      |                                                      |                                                      |                                                      |                                                      |                                                      |                                                      |                                                      |                                                      |                                                      |                                                      | BLS                                                  | BLS                                                  | BLS                                                  | BLS                                                  |                                                      |                                                      | ATS                                                  | ATS                                                  | ATS                                                  | ATS                                                  | ATS                                                  | ATS                                                  | ATS                                                  | ATS                                                  | CT4                                                  | CT4                                                  | CT4                                                  | CT4                                                  | CT4                                                  | CT4                                                  |
| Obere Mittelklasse                                   |                                                      |                                                      |                                                      |                                                      |                                                      |                                                      |                                                      | Catera                                               | Catera                                               | Catera                                               | Catera                                               | Catera                                               |                                                      | CTS                                                  | CTS                                                  | CTS                                                  | CTS                                                  | CTS                                                  | CTS                                                  | CTS                                                  | CTS                                                  | CTS                                                  | CTS                                                  | CTS                                                  | CTS                                                  | CTS                                                  | CTS                                                  | CTS                                                  | CTS                                                  | CTS                                                  | CT5                                                  | CT5                                                  | CT5                                                  | CT5                                                  | CT5                                                  | CT5                                                  |
| Obere Mittelklasse                                   | Seville                                              | Seville                                              | Seville                                              | Seville                                              | Seville                                              | Seville                                              | Seville                                              | Seville                                              | Seville                                              | Seville                                              | Seville                                              | Seville                                              | Seville                                              | Seville                                              | Seville                                              | STS                                                  | STS                                                  | STS                                                  | STS                                                  | STS                                                  | STS                                                  | STS                                                  | XTS                                                  | XTS                                                  | XTS                                                  | XTS                                                  | XTS                                                  | XTS                                                  | XTS                                                  | XTS                                                  | CT5                                                  | CT5                                                  | CT5                                                  | CT5                                                  | CT5                                                  | CT5                                                  |
| Oberklasse                                           | DeVille                                              | DeVille                                              | DeVille                                              | DeVille                                              | DeVille                                              | DeVille                                              | DeVille                                              | DeVille                                              | DeVille                                              | DeVille                                              | DeVille                                              | DeVille                                              | DeVille                                              | DeVille                                              | DeVille                                              | DeVille                                              | DTS                                                  | DTS                                                  | DTS                                                  | DTS                                                  | DTS                                                  | DTS                                                  |                                                      |                                                      |                                                      |                                                      | CT6                                                  | CT6                                                  | CT6                                                  | CT6                                                  | CT6                                                  | CT6                                                  | CT6                                                  | CT6                                                  | CT6                                                  | CT6                                                  |
| Oberklasse                                           | Fleetwood                                            | Fleetwood                                            | Fleetwood                                            | Fleetwood                                            | Fleetwood                                            | Fleetwood                                            | Fleetwood                                            |                                                      |                                                      |                                                      |                                                      |                                                      |                                                      |                                                      |                                                      |                                                      |                                                      |                                                      |                                                      |                                                      |                                                      |                                                      |                                                      |                                                      |                                                      |                                                      | CT6                                                  | CT6                                                  | CT6                                                  | CT6                                                  | CT6                                                  | CT6                                                  | CT6                                                  | CT6                                                  | CT6                                                  | CT6                                                  |
| Oberklasse                                           | Sixty Special                                        |                                                      |                                                      |                                                      |                                                      |                                                      |                                                      |                                                      |                                                      |                                                      |                                                      |                                                      |                                                      |                                                      |                                                      |                                                      |                                                      |                                                      |                                                      |                                                      |                                                      |                                                      |                                                      |                                                      |                                                      |                                                      | CT6                                                  | CT6                                                  | CT6                                                  | CT6                                                  | CT6                                                  | CT6                                                  | CT6                                                  | CT6                                                  | CT6                                                  | CT6                                                  |
| Oberklasse                                           | Brougham                                             | Brougham                                             | Brougham                                             |                                                      |                                                      |                                                      |                                                      |                                                      |                                                      |                                                      |                                                      |                                                      |                                                      |                                                      |                                                      |                                                      |                                                      |                                                      |                                                      |                                                      |                                                      |                                                      |                                                      |                                                      |                                                      |                                                      |                                                      |                                                      |                                                      |                                                      |                                                      |                                                      |                                                      | Celestiq                                             | Celestiq                                             | Celestiq                                             |
| Personal Luxury                                      | Eldorado                                             | Eldorado                                             | Eldorado                                             | Eldorado                                             | Eldorado                                             | Eldorado                                             | Eldorado                                             | Eldorado                                             | Eldorado                                             | Eldorado                                             | Eldorado                                             | Eldorado                                             | Eldorado                                             |                                                      |                                                      |                                                      |                                                      |                                                      |                                                      |                                                      |                                                      |                                                      |                                                      |                                                      |                                                      |                                                      |                                                      |                                                      |                                                      |                                                      |                                                      |                                                      |                                                      |                                                      |                                                      |                                                      |
| SUV                                                  |                                                      |                                                      |                                                      |                                                      |                                                      |                                                      |                                                      |                                                      |                                                      |                                                      |                                                      |                                                      |                                                      |                                                      |                                                      |                                                      |                                                      |                                                      |                                                      |                                                      |                                                      |                                                      |                                                      |                                                      |                                                      |                                                      |                                                      |                                                      |                                                      |                                                      |                                                      |                                                      |                                                      |                                                      | Optiq                                                | Optiq                                                |
| SUV                                                  |                                                      |                                                      |                                                      |                                                      |                                                      |                                                      |                                                      |                                                      |                                                      |                                                      |                                                      |                                                      |                                                      |                                                      |                                                      |                                                      |                                                      |                                                      |                                                      |                                                      |                                                      |                                                      |                                                      |                                                      |                                                      |                                                      |                                                      |                                                      |                                                      |                                                      |                                                      | Lyriq                                                |                                                      |                                                      |                                                      |                                                      |
| SUV                                                  |                                                      |                                                      |                                                      |                                                      |                                                      |                                                      |                                                      |                                                      |                                                      |                                                      |                                                      |                                                      |                                                      |                                                      |                                                      |                                                      |                                                      |                                                      |                                                      |                                                      |                                                      |                                                      |                                                      |                                                      |                                                      |                                                      |                                                      |                                                      |                                                      |                                                      |                                                      |                                                      |                                                      |                                                      | Vistiq                                               |                                                      |
| SUV                                                  |                                                      |                                                      |                                                      |                                                      |                                                      |                                                      |                                                      |                                                      |                                                      |                                                      |                                                      |                                                      |                                                      |                                                      |                                                      |                                                      |                                                      |                                                      |                                                      |                                                      |                                                      |                                                      |                                                      |                                                      |                                                      |                                                      |                                                      |                                                      |                                                      |                                                      |                                                      |                                                      |                                                      | Escalade IQ                                          |                                                      |                                                      |
| SUV                                                  |                                                      |                                                      |                                                      |                                                      |                                                      |                                                      |                                                      |                                                      |                                                      |                                                      |                                                      |                                                      |                                                      |                                                      |                                                      |                                                      |                                                      |                                                      |                                                      |                                                      |                                                      |                                                      |                                                      |                                                      |                                                      |                                                      |                                                      | XT4                                                  |                                                      |                                                      |                                                      |                                                      |                                                      |                                                      |                                                      |                                                      |
| SUV                                                  |                                                      |                                                      |                                                      |                                                      |                                                      |                                                      |                                                      |                                                      |                                                      |                                                      |                                                      |                                                      |                                                      |                                                      |                                                      |                                                      |                                                      |                                                      |                                                      |                                                      |                                                      |                                                      |                                                      |                                                      |                                                      |                                                      |                                                      |                                                      |                                                      |                                                      |                                                      |                                                      | GT4                                                  |                                                      |                                                      |                                                      |
| SUV                                                  |                                                      |                                                      |                                                      |                                                      |                                                      |                                                      |                                                      |                                                      |                                                      |                                                      |                                                      |                                                      |                                                      |                                                      | SRX                                                  | SRX                                                  | SRX                                                  | SRX                                                  | SRX                                                  | SRX                                                  | SRX                                                  | SRX                                                  | SRX                                                  | SRX                                                  | SRX                                                  | SRX                                                  | XT5                                                  | XT5                                                  | XT5                                                  | XT5                                                  | XT5                                                  | XT5                                                  | XT5                                                  | XT5                                                  | XT5                                                  | XT5                                                  |
| SUV                                                  |                                                      |                                                      |                                                      |                                                      |                                                      |                                                      |                                                      |                                                      |                                                      |                                                      |                                                      |                                                      |                                                      |                                                      |                                                      |                                                      |                                                      |                                                      |                                                      |                                                      |                                                      |                                                      |                                                      |                                                      |                                                      |                                                      |                                                      |                                                      | XT6                                                  |                                                      |                                                      |                                                      |                                                      |                                                      |                                                      |                                                      |
| SUV                                                  |                                                      |                                                      |                                                      |                                                      |                                                      |                                                      |                                                      |                                                      |                                                      | Escalade                                             | Escalade                                             |                                                      | Escalade                                             | Escalade                                             | Escalade                                             | Escalade                                             | Escalade                                             | Escalade                                             | Escalade                                             | Escalade                                             | Escalade                                             | Escalade                                             | Escalade                                             | Escalade                                             | Escalade                                             | Escalade                                             | Escalade                                             | Escalade                                             | Escalade                                             | Escalade                                             | Escalade                                             | Escalade                                             | Escalade                                             | Escalade                                             | Escalade                                             | Escalade                                             |
| Roadster                                             | Allanté                                              | Allanté                                              | Allanté                                              | Allanté                                              |                                                      |                                                      |                                                      |                                                      |                                                      |                                                      |                                                      |                                                      |                                                      |                                                      | XLR                                                  | XLR                                                  | XLR                                                  | XLR                                                  | XLR                                                  | XLR                                                  |                                                      |                                                      |                                                      |                                                      |                                                      |                                                      |                                                      |                                                      |                                                      |                                                      |                                                      |                                                      |                                                      |                                                      |                                                      |                                                      |

## Cadillac und Europa

### Cadillac auf dem europäischen Markt

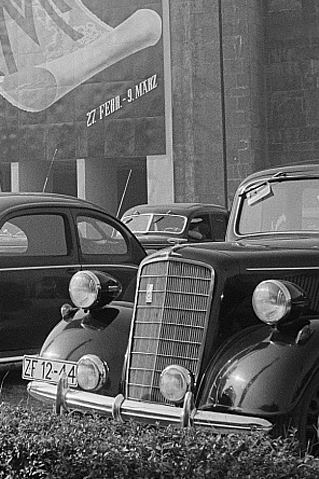
Ein 1934-37er OPEL 6 (sog. 2Liter) geparkt an der Leipziger Messe 1954

Als hochpreisige Automarke waren die Fahrzeuge von Cadillac stets ein Nischenprodukt in Europa. Mit aufwendigen und detaillierten Katalogen hob sich die Marke in den 1920er Jahren von der deutschen Konkurrenz ab. Zwischen 1927 und 1931 existierte ein Montagewerk von General Motors in Berlin-Borsigwalde. Dort wurden auch Fahrgestelle für Cadillacs produziert, die überwiegend mit Karosserien deutscher Hersteller wie Erdmann & Rossi oder Buhne ausgestattet wurden.
Abgesehen davon waren die Cadillacs, die auf europäischen Märkten angeboten wurden, regelmäßig Importfahrzeuge. Das Importprogramm von General Motors wechselte oft; üblicherweise wurde nicht das gesamte Cadillac-Programm, sondern nur einzelne Modelle in Europa verkauft. Abweichende Standards z. B. bei Schrauben wurden von Käufern als nachteilig betrachtet.
In den 1990er-Jahren wurde die Modellpalette in Europa auf eine europäisierte Version des Cadillac Seville begrenzt. Im Jahr 2003 übernahm das niederländische Unternehmen Kroymans den Vertrieb in Europa, 2004 wurden rund 1000 Cadillacs in Europa verkauft. Ein Jahr später folgte mit dem Cadillac BLS erstmals in der Firmengeschichte ein exklusiv für den europäischen Markt entwickeltes Fahrzeug. Als Basis diente die GM-Epsilon-Plattform, gefertigt wurde der Wagen bei Saab in Schweden; das Modell gab es auch mit Schaltgetriebe, Dieselmotor und als Kombi. Weitere Modelle in Europa waren der Cadillac CTS, Cadillac Escalade, Cadillac SRX, Cadillac STS und Cadillac XLR. Im März 2009 führte die Finanzkrise ab 2007 zur Insolvenz des europäischen Cadillac-Händlers Kroymans; die zusätzliche Trennung von Saab Automobile führte zur Produktionseinstellung des europäischen Modells BLS.
Der Vertrieb in Europa erfolgt mittlerweile über die Tochtergesellschaft Cadillac Europe in Zürich. In den ersten zehn Monaten des Jahres 2010 hatte die Marke knapp 300 Fahrzeuge in Deutschland verkauft. 2017 holte das Cadillac House in München die Ausstellung Letters to Andy Warhol nach Europa.

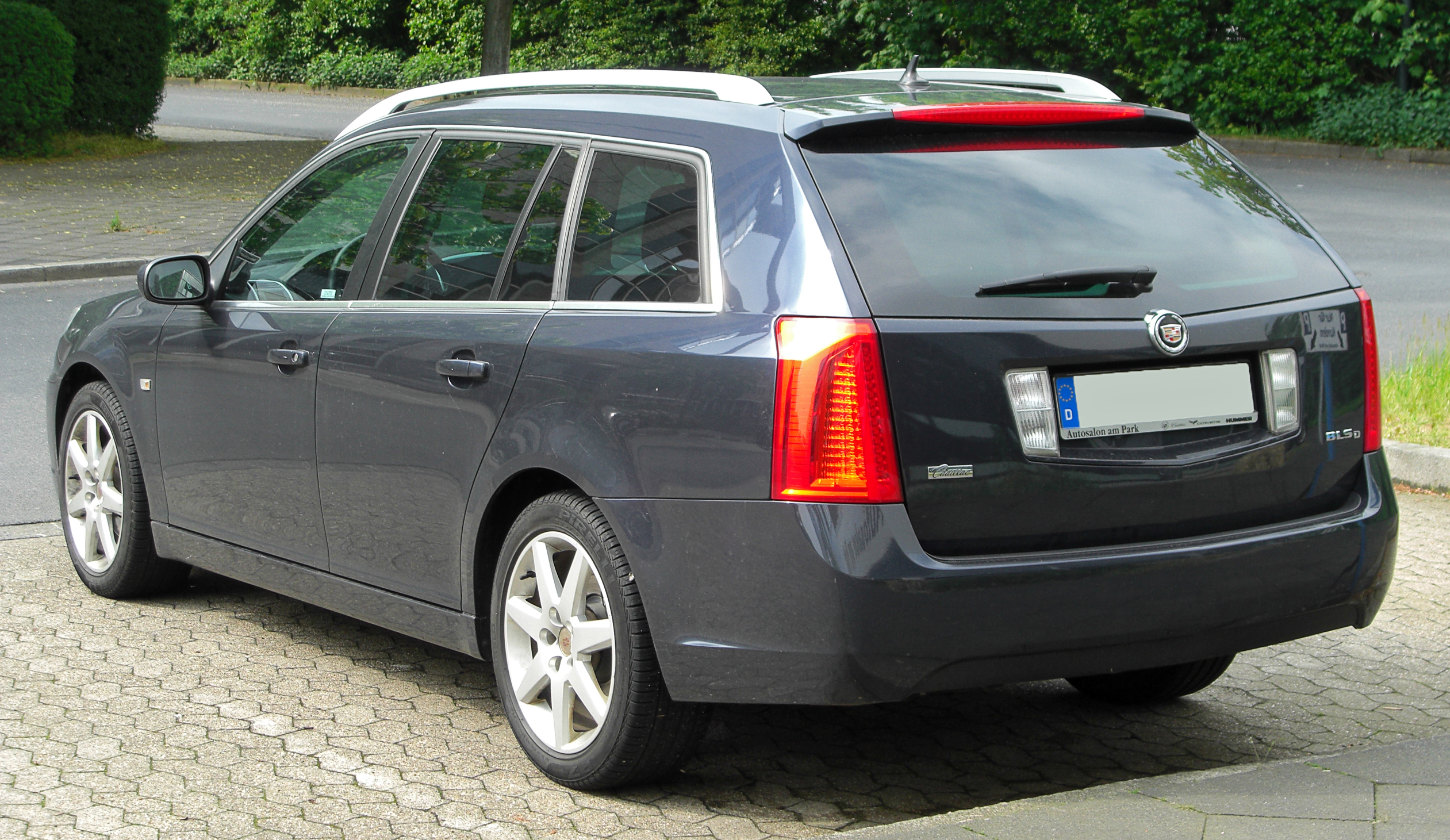
Cadillac BLS Wagon
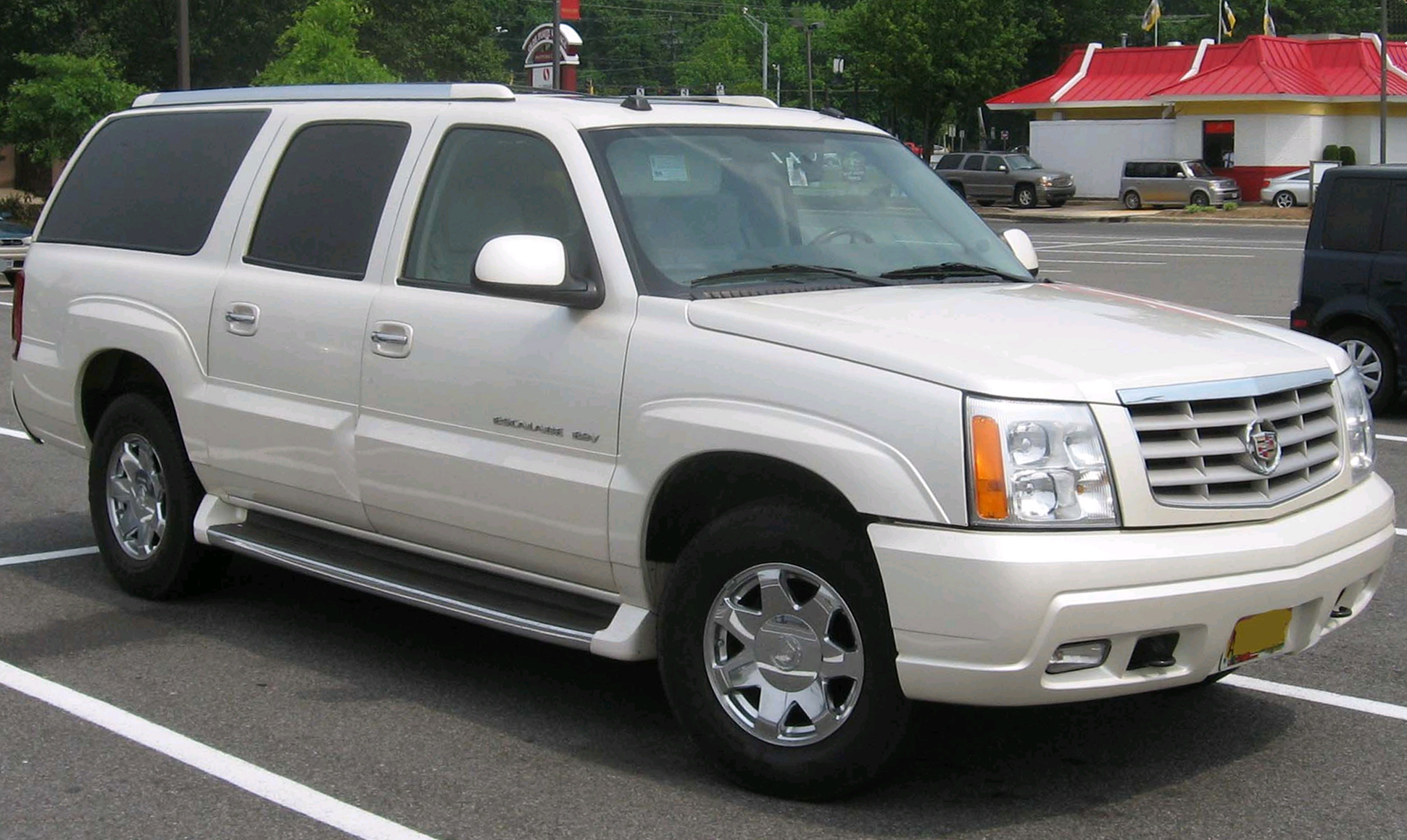
Cadillac Escalade (2006)
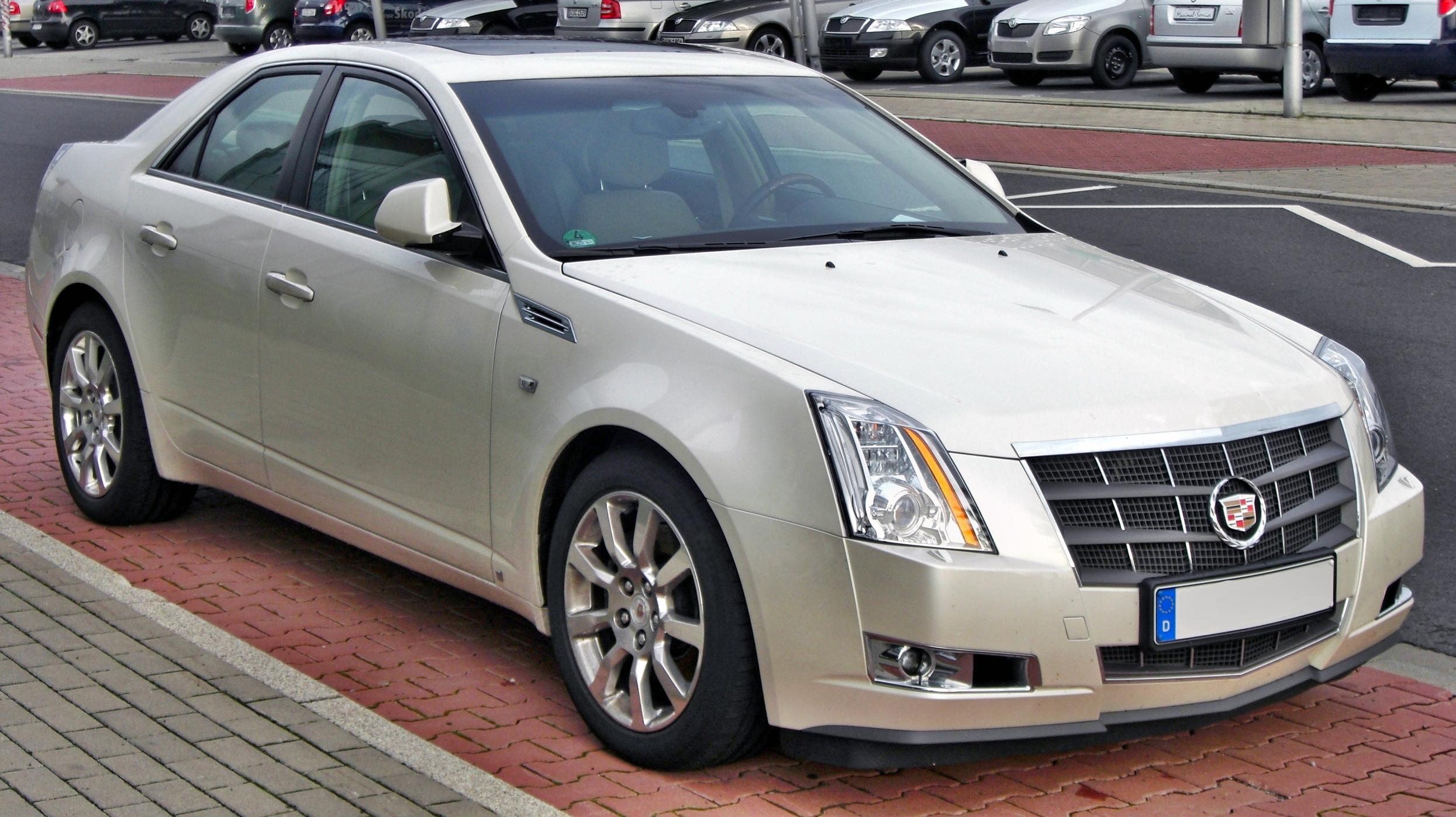
Nischendasein in Europa: Cadillac CTS (2008)
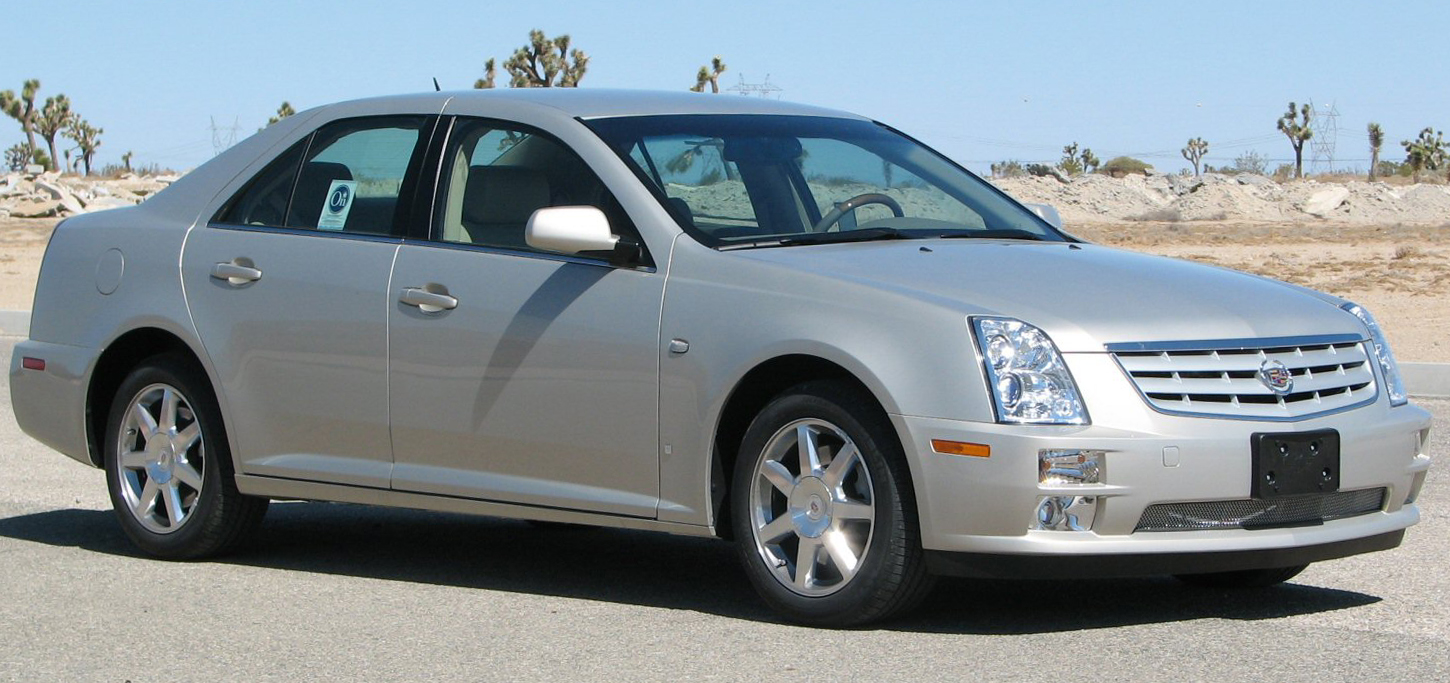
Cadillac STS (2008)
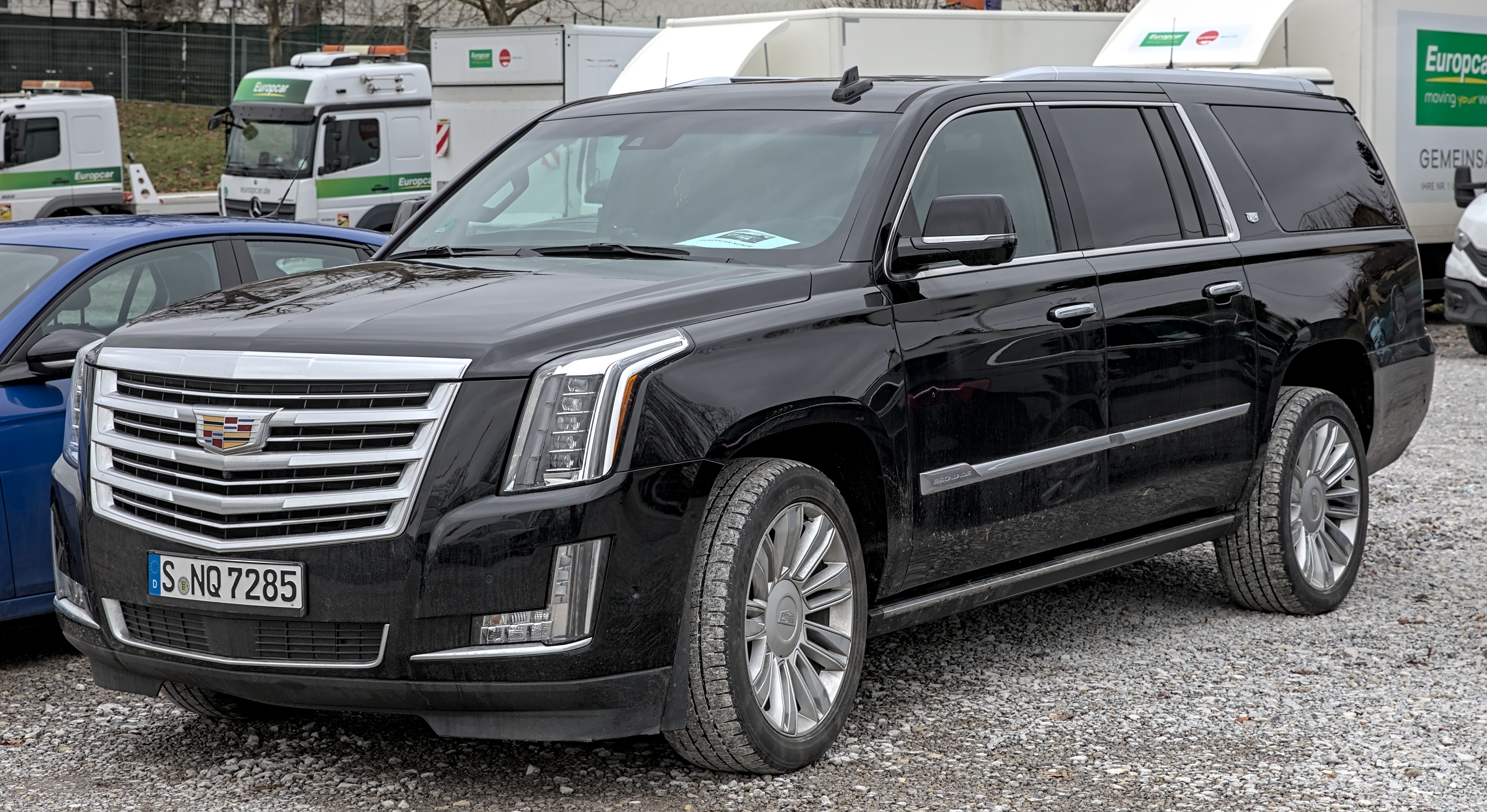
Cadillac Escalade (2014)

### Europäische Modelle für die USA
Neben eigenen Produkten vertrieb Cadillac auf dem Heimatmarkt auch modifizierte Opel-Fahrzeuge unter eigenen Namen, die im Einstiegssegment platziert waren, darunter von 1996 bis 2001 der Cadillac Catera. Ziel war es, ein den europäischen Marken technisch ähnliches Produkt anbieten zu können; diese Strategie erwies sich als falsch.

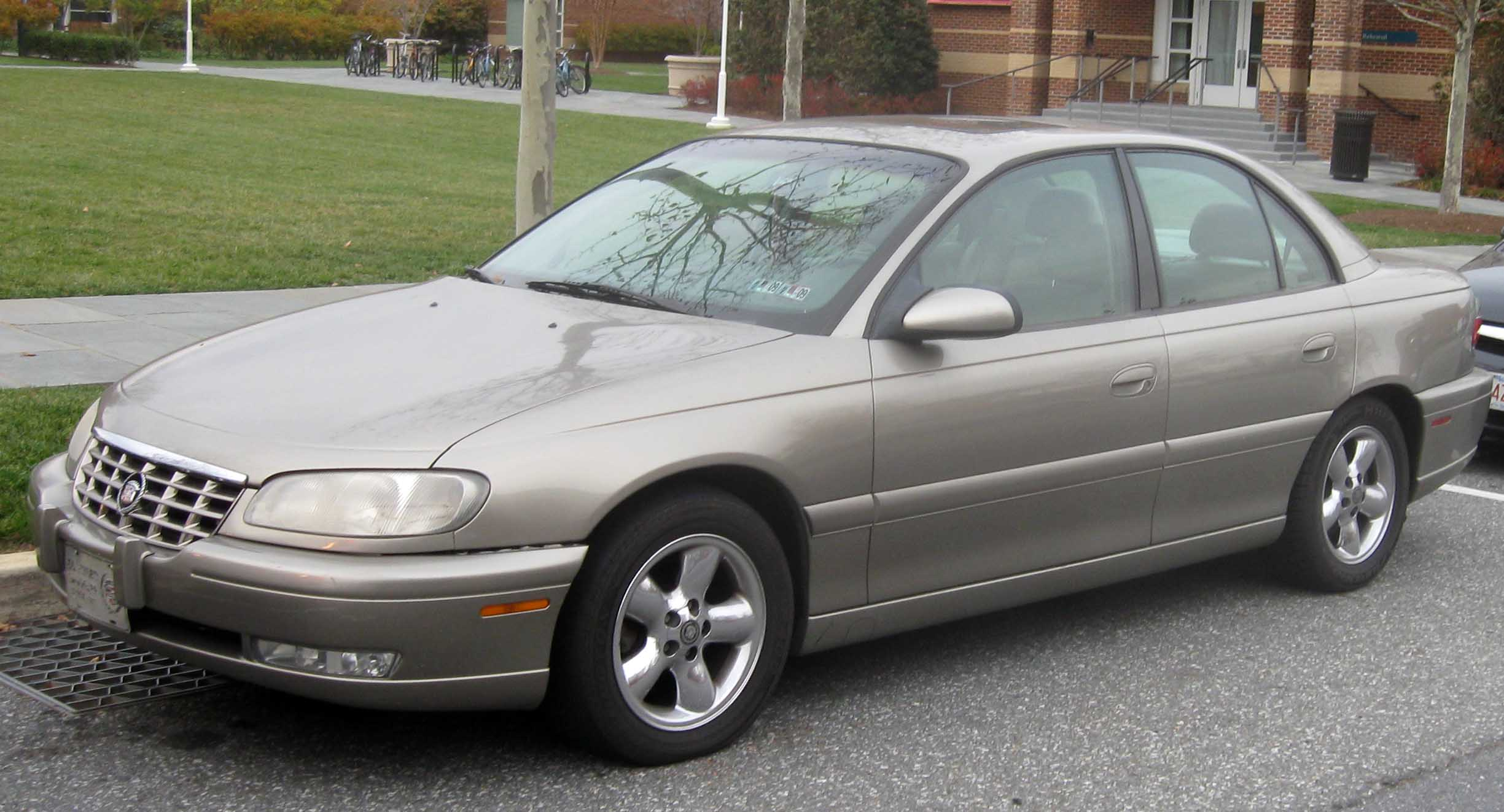
Cadillac Catera (1997)
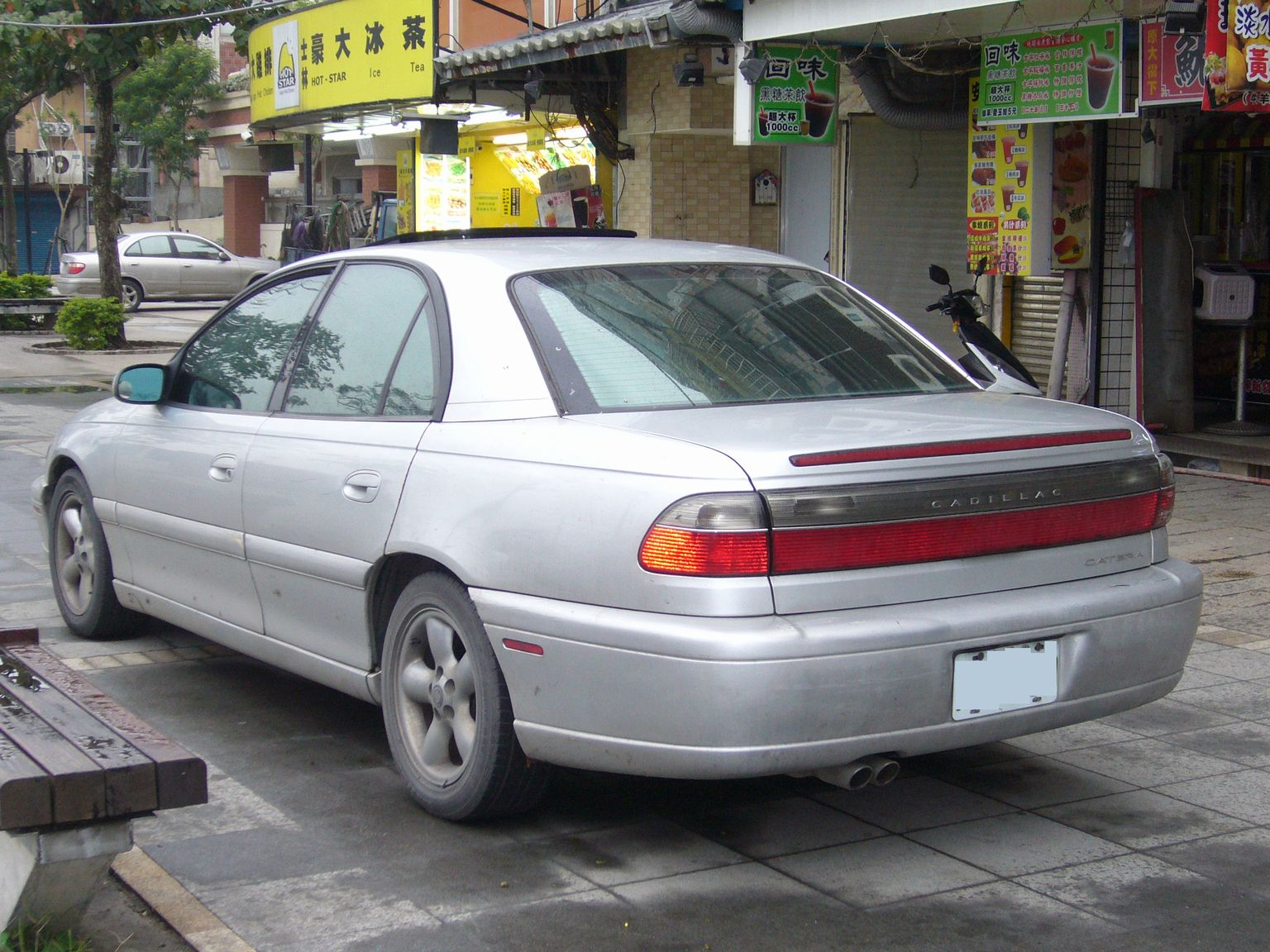
Heckansicht

### Cadillac und Pininfarina
Im Laufe der Jahrzehnte kam es wiederholt zur Zusammenarbeit zwischen Cadillac und Pininfarina. In den Jahren 1959 und 1960 gestaltete Pininfarina die Spitzenmodelle der Marke, die jeweils unter der Bezeichnung Fleetwood Brougham verkauft wurden. Pininfarinas Fleetwood-Brougham-Modelle waren stilistisch eigenständig; sie nahmen allerdings die Designentwicklung von Cadillacs Standardmodellen der frühen 1960er-Jahre vorweg. Die Fertigung der Karosserien erfolgte in diesen beiden Jahren bei Pininfarina in Italien. Diese Fleetwood Broughams waren mit 13.075 US-$ mehr als doppelt so teuer wie ein technisch gleicher Cadillac 60 Special. Es entstanden nur 99 (1959) bzw. 101 Exemplare.
1986 wurde die Verbindung zu Pininfarina mit dem Allanté neu belebt. Das italienische Unternehmen gestaltete nicht nur das Äußere des offenen Zweisitzers, sondern fertigte in einem neu errichteten Werk in Grugliasco auch die Karosserien. Die Autos wurden mit Flugzeugen von Italien in die USA transportiert. Ein ähnliches Konzept verfolgte Chrysler zur gleichen Zeit mit dem TC by Maserati, war damit aber ähnlich erfolglos wie Cadillac mit dem Allanté.

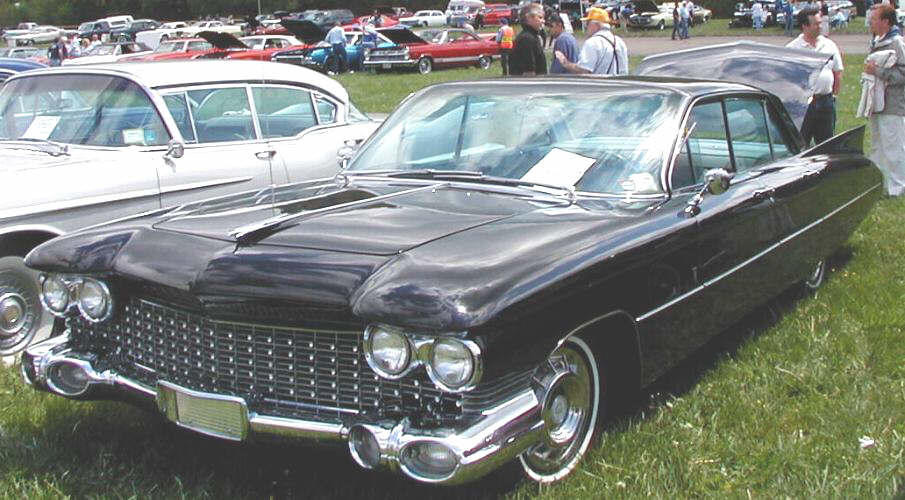
99 Mal bei Pininfarina gebaut: Cadillac Eldorado Brougham (1959)
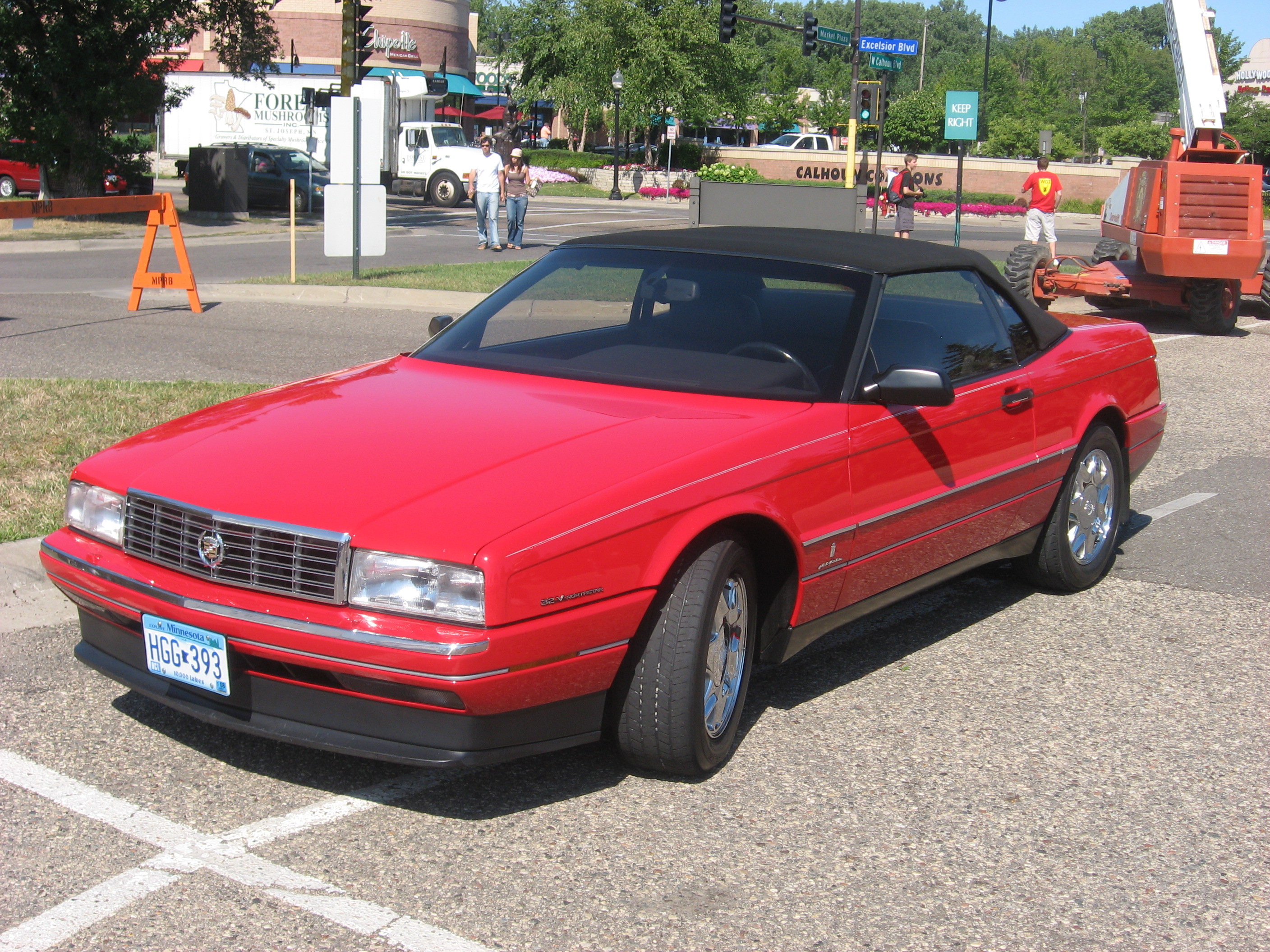
Cadillac Allanté
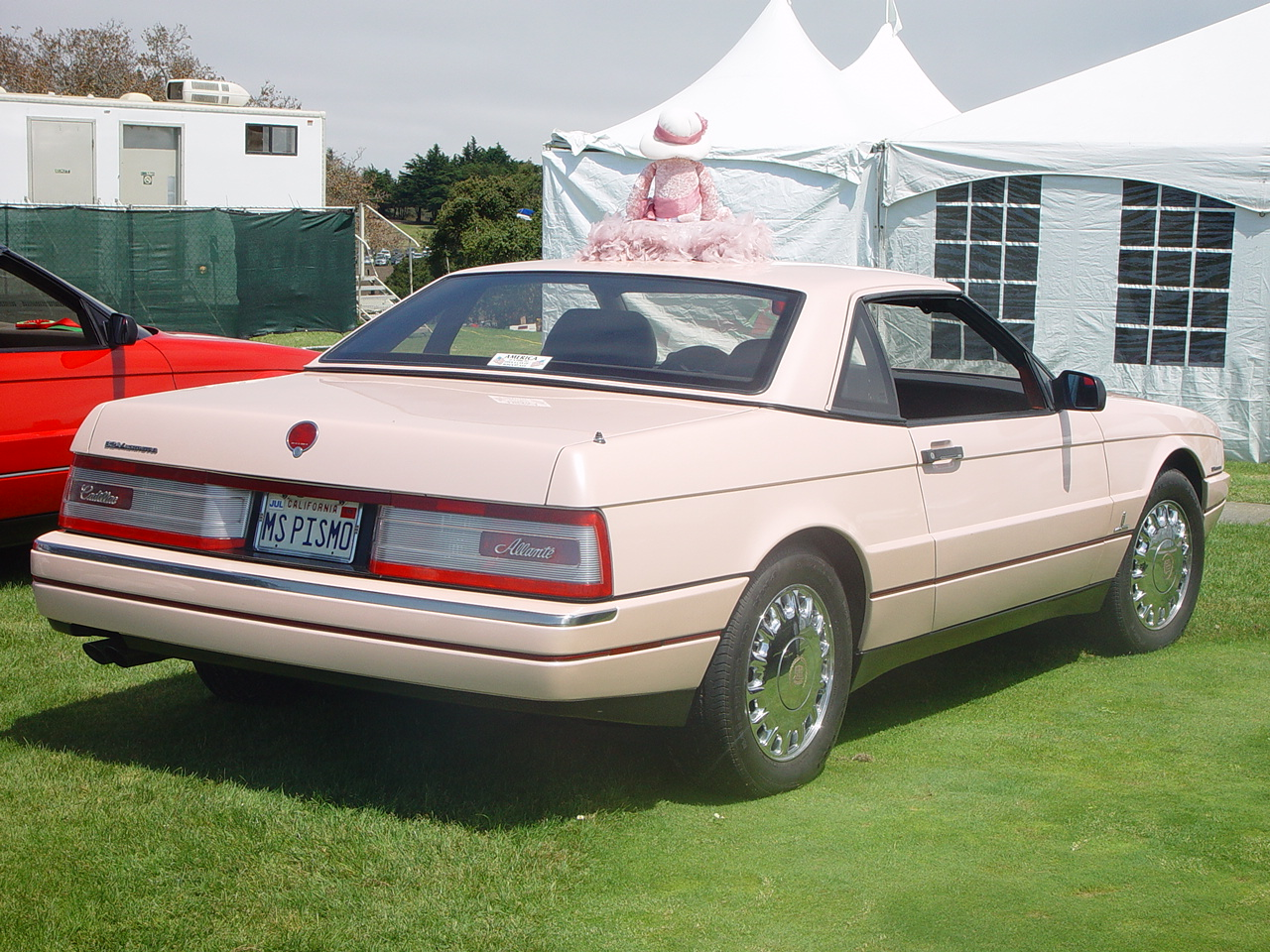
Mit Hardtop erinnerte der Allanté an den 1989 vorgestellten Mercedes-Benz SL

## Sonstiges
- In zahlreichen Filmen haben Fahrzeuge der Marke eine herausragende Rolle, manchmal findet sich der Name auch im Filmtitel, darunter in: Cadillac Records, Cadillac Man, Dolan’s Cadillac, Pink Cadillac, Mord im schwarzen Cadillac, Mein wunderbarer Cadillac, The Solid Gold Cadillac.
- Der Golden Cadillac hat seine Farbe von einem Auto, bezeichnet aber einen cremig-süßen After Dinner Cocktail.